# Ávila

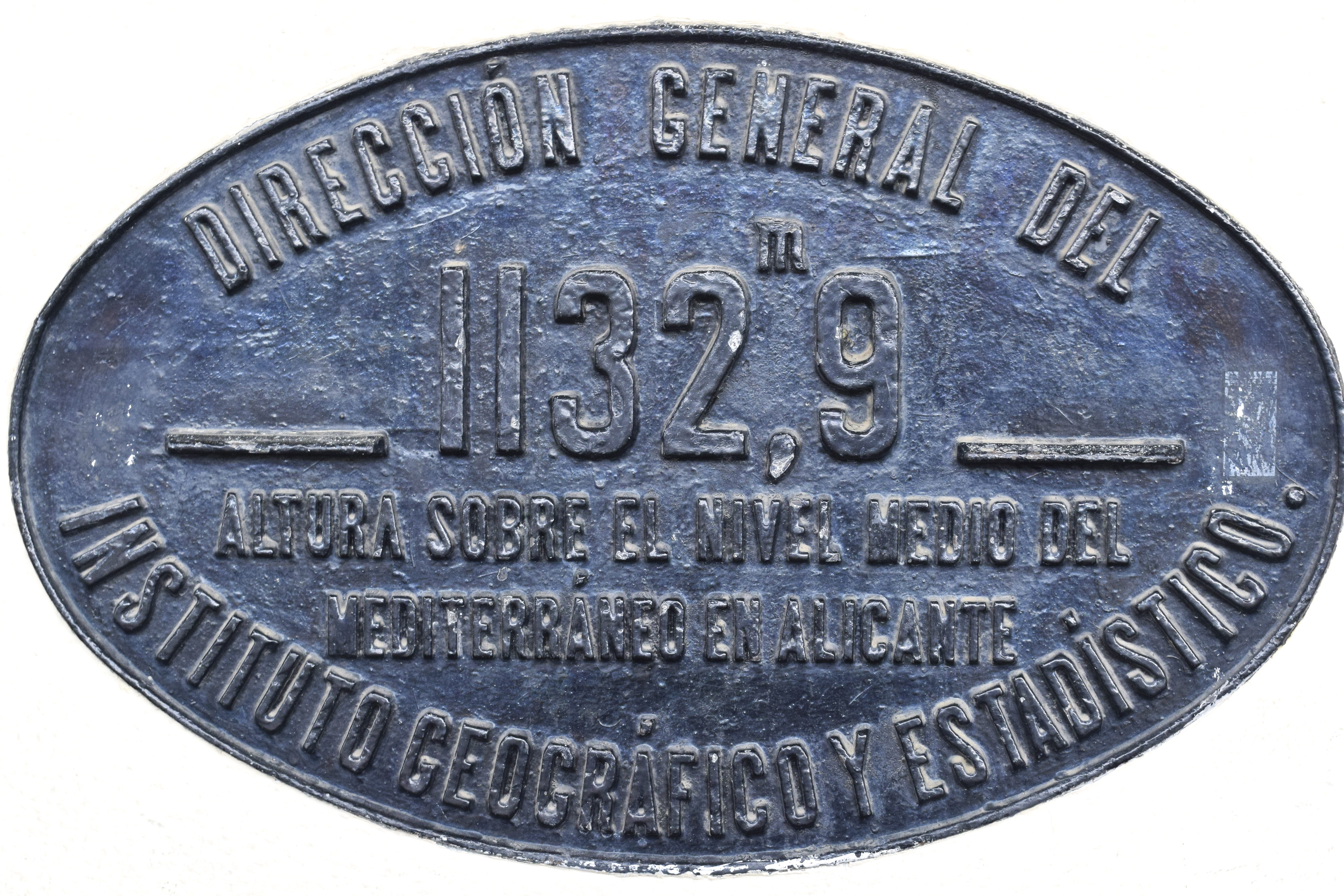
Placa de la Dirección General del Instituto Geográfico y Estadístico indicando la altura sobre el nivel medio del Mediterráneo en Alicante

Ávila es un municipio y ciudad española, capital de la provincia homónima, en la comunidad autónoma de Castilla y León. Se encuentra situada junto al curso del río Adaja y se trata de la capital de provincia más alta del país, a 1131 m sobre el nivel del mar, en virtud de lo cual en su casco urbano son relativamente frecuentes las nevadas durante el invierno. La ciudad presenta un clima mediterráneo continentalizado con matices montañosos. En 2018 su término municipal concentraba el 36,38 % del total de población de la provincia.
Tras la fundación romana y la asimilación de la población autóctona vetona de la zona —pues no existen indicios claros de un asentamiento prerromano en el casco histórico— la ciudad pasaría al poder visigodo. Ávila, al igual que la mayor parte del territorio peninsular, cayó bajo dominio musulmán a comienzos del siglo VIII, y no sería reconquistada de forma definitiva por las tropas cristianas hasta el siglo XI. Experimentó un notable auge durante el siglo XVI, para verse posteriormente sumida en una prolongada crisis y declive hasta el siglo XIX, en el cual la construcción del ferrocarril consiguió dar cierto empuje al desarrollo económico.
Ávila posee los títulos de «Ávila del Rey» —otorgado por Alfonso VII—, «Ávila de los Leales» —otorgado por Alfonso VIII— y «Ávila de los Caballeros» —otorgado por Alfonso X—, todos ellos presentes en la bandera de la ciudad. La seña de identidad es su muralla medieval completa, destacando también otras construcciones representativas como la catedral del Salvador —cuyo cimorro se monta sobre la muralla— y la basílica de San Vicente. Ha sido considerada tradicionalmente como «ciudad de cantos y de santos» y su casco histórico medieval, en excelente estado de conservación, fue declarado Patrimonio de la Humanidad en 1985.

## Toponimia
Existen diversas teorías relativas al origen del nombre de la ciudad. Por una parte hay historiadores que, creyendo la palabra de origen púnico, asignan a esta el significado de «monte alto y crecido», mientras que otros investigadores le conceden un origen hebreo, dando lugar a la idea de «término o confín». A partir del vascuence, derivado —según el vascoiberismo— del idioma hablado por los antiguos pueblos iberos, podría hacer referencia a «breña, matorral, monte bajo». Por otra parte el filólogo Joan Coromines propuso un origen germánico derivado del gótico Awilô o Awila.
Ha habido cierta disputa en lo relativo a si la ciudad vetona de Obila, descrita por Ptolomeo en su Geographia, se corresponde con Ávila; sin embargo, esta relación no está clara. La ciudad se llamó oficialmente Ávila de los Caballeros hasta el censo de 1877, año en que perdió esta designación y pasó a denominarse simplemente Ávila. El gentilicio con el que se refiere a sus habitantes es abulense —tanto masculino como femenino— y, de forma menos común, también avilés.

## Símbolos

### Escudo
El escudo de Ávila está formado por un campo de gules o rojo sobre el que aparece representado el rey Alfonso VII en el ábside de la catedral de Ávila junto al lema: «Ávila del Rey, de Los Leales, y de Los Caballeros». El blasón del escudo consiste en la siguiente descripción heráldica:

Escudo enmarcado sobre cartela. En campo de gules, el cimorro de la Catedral, mazonado en su color, por el que asoma un rey niño que esgrime una espada en su mano diestra y una bola del mundo en la siniestra.
Ayuntamiento de Ávila

### Bandera
La bandera empleada por la ciudad consta del escudo de esta sobre fondo morado. Durante la Guerra de la Independencia Española el regimiento de voluntarios de Ávila empleó otra bandera como insignia, que consistía en un paño blanco con la cruz de San Andrés, escudos de la ciudad, dos leones con corona y la leyenda «Por Fernando VII. Voluntarios de Ávila».

### Títulos
El primer título, «Ávila del Rey», se lo concedió Alfonso VII por ser la ciudad en la que vivió durante su niñez y que le protegió de los intereses de su padrastro, Alfonso I el Batallador, rey de Aragón. El título de «Ávila de los Leales» fue otorgado por Alfonso VIII, en circunstancias similares. Se debió al apoyo de la ciudad al joven rey, donde permaneció refugiado desde los cinco años hasta los once, huyendo de la persecución de su tío Fernando II de León, en primer lugar a San Esteban de Gormaz, luego a Atienza y, finalmente a la susodicha ciudad de Ávila. El último título, «Ávila de los Caballeros», fue concedido por el monarca Alfonso XI, el cual fue refugiado en Ávila cuando contaba con un solo año de edad, en esta ocasión en la catedral de la ciudad.

## Geografía
Ávila está localizada geográficamente en la Meseta Norte de la península ibérica. Se halla situada a 1131 m de altitud, en un promontorio rocoso en la margen derecha del río Adaja —afluente del Duero— y se trata de la capital de provincia más alta de España. Su término municipal abarca 231,9 km², el 3 % de la superficie de la provincia.
La ciudad es capital de la provincia de Ávila y de la comarca de Ávila —que comprende el valle de Amblés y la sierra de Ávila—, así como sede del partido judicial número 3 de la provincia y de la diócesis homónima.
El término municipal de Ávila —con un perímetro muy irregular— limita al norte con los de Cardeñosa, Mingorría, San Esteban de los Patos, Tolbaños, Berrocalejo de Aragona, Mediana de Voltoya y Ojos-Albos, al este con el de Santa María del Cubillo, al sudeste con los de Navalperal de Pinares y Herradón de Pinares, al sur con el de Tornadizos de Ávila, al suroeste con el de Gemuño, al oeste con los de El Fresno, La Colilla, Martiherrero y Marlín y al noroeste con los de Bularros y Monsalupe. El territorio del término municipal está representado en las hojas 506, 531 y 532 del Mapa Topográfico Nacional.
| Noroeste: Bularros y Monsalupe                                          | Norte: Cardeñosa, Mingorría, San Esteban de los Patos y Tolbaños | Nordeste: Berrocalejo de Aragona, Mediana de Voltoya y Ojos-Albos |
| Oeste: El Fresno, La Colilla, Martiherrero, Bularros (exclave) y Marlín |                                                                  | Este: Santa María del Cubillo                                     |
| Suroeste: Gemuño                                                        | Sur: Riofrío y Tornadizos de Ávila                               | Sureste: Navalperal de Pinares y Herradón de Pinares              |

El suelo dentro del municipio está destinado a cinco usos fundamentales: áreas arboladas, campos destinados al cultivo de cereal, pastizales, riberas, eriales y zonas urbanizadas. La superficie arbolada del municipio se encuentra al norte de este, los cultivos de cereal a lo largo del valle de Amblés y al sur de la ciudad, mientras que los pastizales se localizan fundamentalmente en la zona este.

### Orografía
La situación del municipio, en la transición entre el Sistema Central y la Meseta Norte, provoca que existan grandes contrastes altimétricos en él. El punto con la mayor altitud del municipio, a 1536 m sobre el nivel del mar, está en la sierra de Malagón, al oeste del territorio, mientras que el de menor altitud, con 969 m sobre el nivel del mar, se localiza a orillas del río Adaja al abandonar el término municipal. La ciudad se encuentra rodeada de distintas formaciones montañosas: al sur está la sierra de la Paramera, al este la sierra de Ojos Albos y la sierra de Malagón y al oeste la sierra de Ávila. En el término municipal hay un total de cuatro vértices geodésicos instalados.

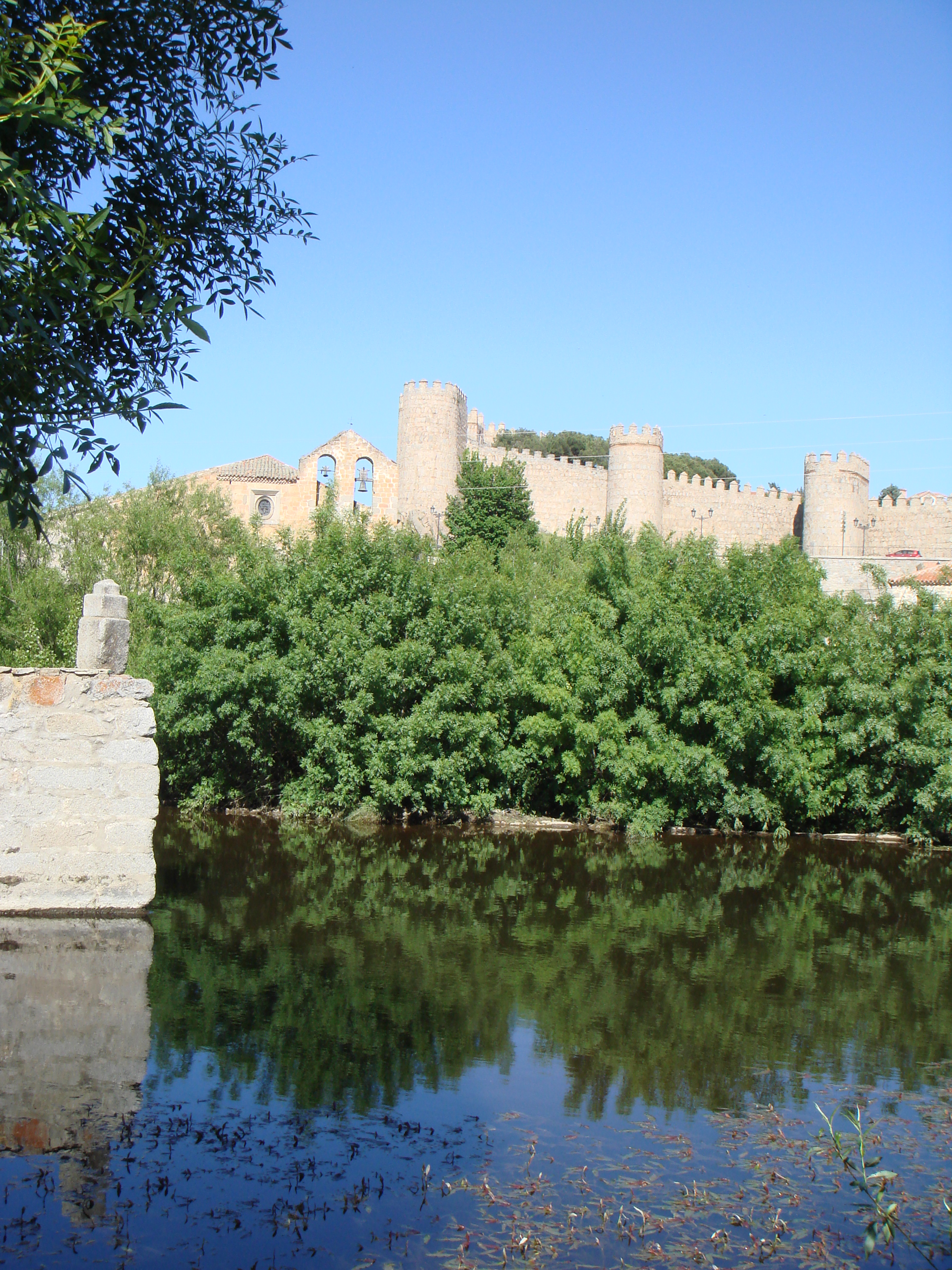
El río Adaja en Ávila

| Término municipal | Punto geodésico | Altitud (m s. n. m.) | Número | Fecha de construcción  | Hoja MTN | Coordenadas                                                 |
| ----------------- | --------------- | -------------------- | ------ | ---------------------- | -------- | ----------------------------------------------------------- |
| Ávila             | Gain            | 1242,909             | 53 156 | 1 de diciembre de 1983 | 531      | 40°36′46.8642″N 4°40′30.9930″O / 40.613017833, -4.675275833 |
| Ávila             | Hervero         | 1218,037             | 53 159 | 1 de diciembre de 1983 | 531      | 40°39′29.4298″N 4°39′42.3042″O / 40.658174944, -4.661751167 |
| Ávila             | Palenciana      | 1223,130             | 53 179 | 1 de diciembre de 1983 | 531      | 40°39′30.3933″N 4°36′54.3615″O / 40.658442583, -4.615100417 |
| Ávila             | Valdihuelo      | 1527,620             | 53 208 | 1 de octubre de 1974   | 532      | 40°38′11.5585″N 4°30′27.6323″O / 40.636544028, -4.507675639 |

### Geología
Geológicamente el municipio de Ávila está representado por dos bloques muy diferenciados. Por un lado existe uno constituido por materiales correspondientes al Macizo Hercínico, formado por rocas ígneas del Carbonífero superior-Pérmico inferior —graníticas en su mayor parte— y por rocas metamórficas que datan del Precámbrico-Cámbrico inferior, en las que están intruidas las primeras. Existe por otro lado un bloque formado por materiales sedimentarios del Mesozoico, Terciario y Cuaternario, que se localizan en la zona oriental del valle de Amblés, junto al río Adaja.

### Hidrografía
El municipio está atravesado por el curso del río Adaja, perteneciente a la cuenca hidrográfica del Duero —con nacimiento en el municipio de Villatoro— y que bordea a la ciudad por su lado oeste. El río Adaja discurre por el valle de Amblés en dirección oeste-este y la extensión de su cuenca es de unos 770 km². Por la ciudad, al sur, también circula el río Chico, un afluente del Adaja antiguamente conocido como arroyo Grajal. Las dos fuentes de abastecimiento de agua de la ciudad son los embalses de Serones y Becerril. El embalse de Serones es una presa de planta recta, construida en 1984 y con una capacidad de 5 800 000 m³. El embalse de Becerril es una presa de mampostería construida en 1930, con una posterior remodelación en 1971 con hormigón en masa. Tiene una capacidad de 1 800 000 m³. En casos de extrema sequía la ciudad hace uso del agua proveniente del embalse de Fuentes Claras, de 920 000 m³ de capacidad. En el norte del municipio existen además dos pequeños humedales, las lagunas de Terreros y de Taeña.

### Clima

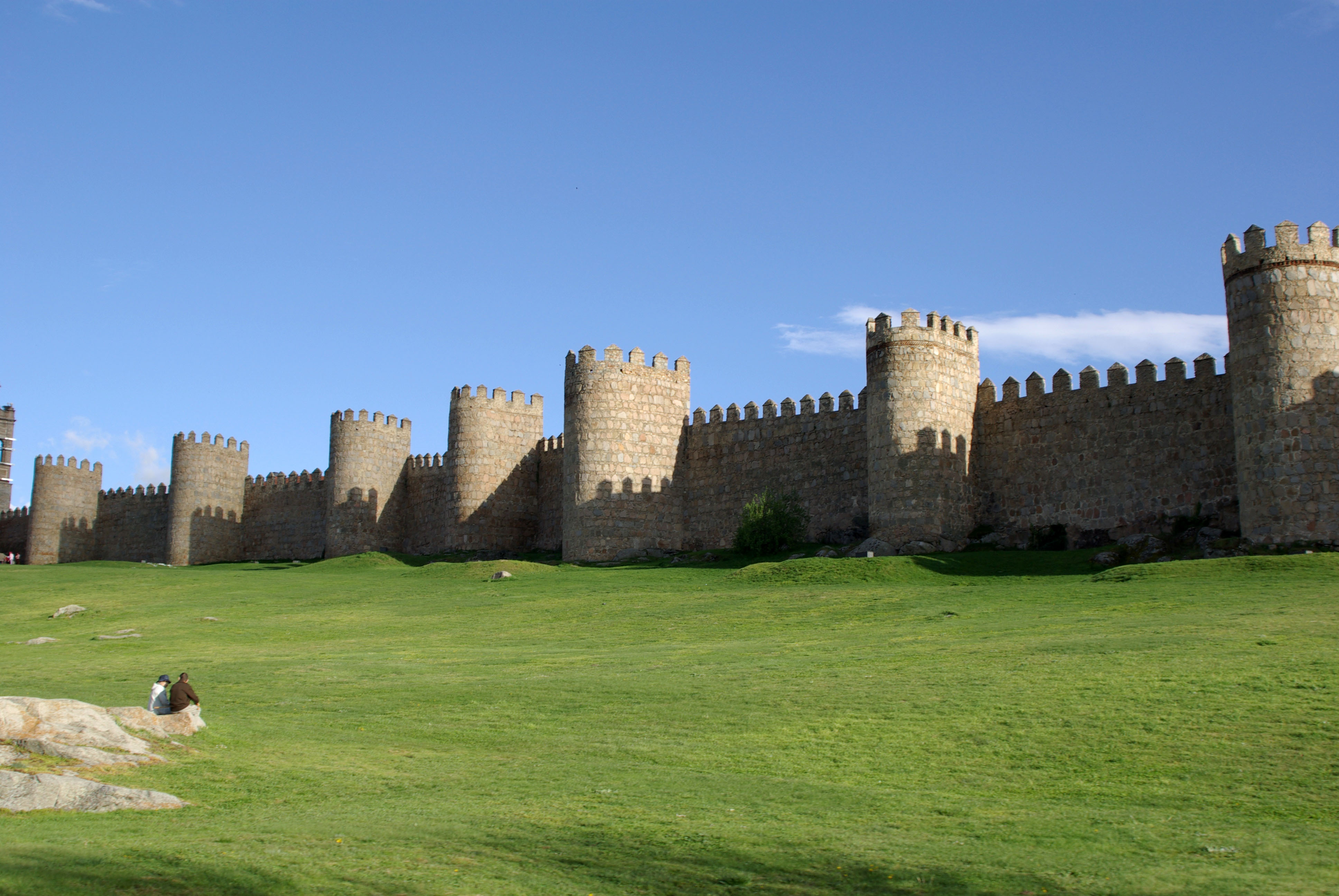
Murallas en primavera

De acuerdo con el criterio de la clasificación climática de Köppen, se puede describir el clima de Ávila como de tipo Csb (oceánico mediterráneo). Otras fuentes califican el clima de Ávila como mediterráneo continentalizado con cierto matiz montañoso. El clima de la ciudad está muy condicionado por su altitud, que supera los 1100 m sobre el nivel del mar, siendo la capital de provincia más alta de España. Así, Ávila es una de las capitales de provincia más frías de España, con una temperatura media anual que ronda los 11 °C.

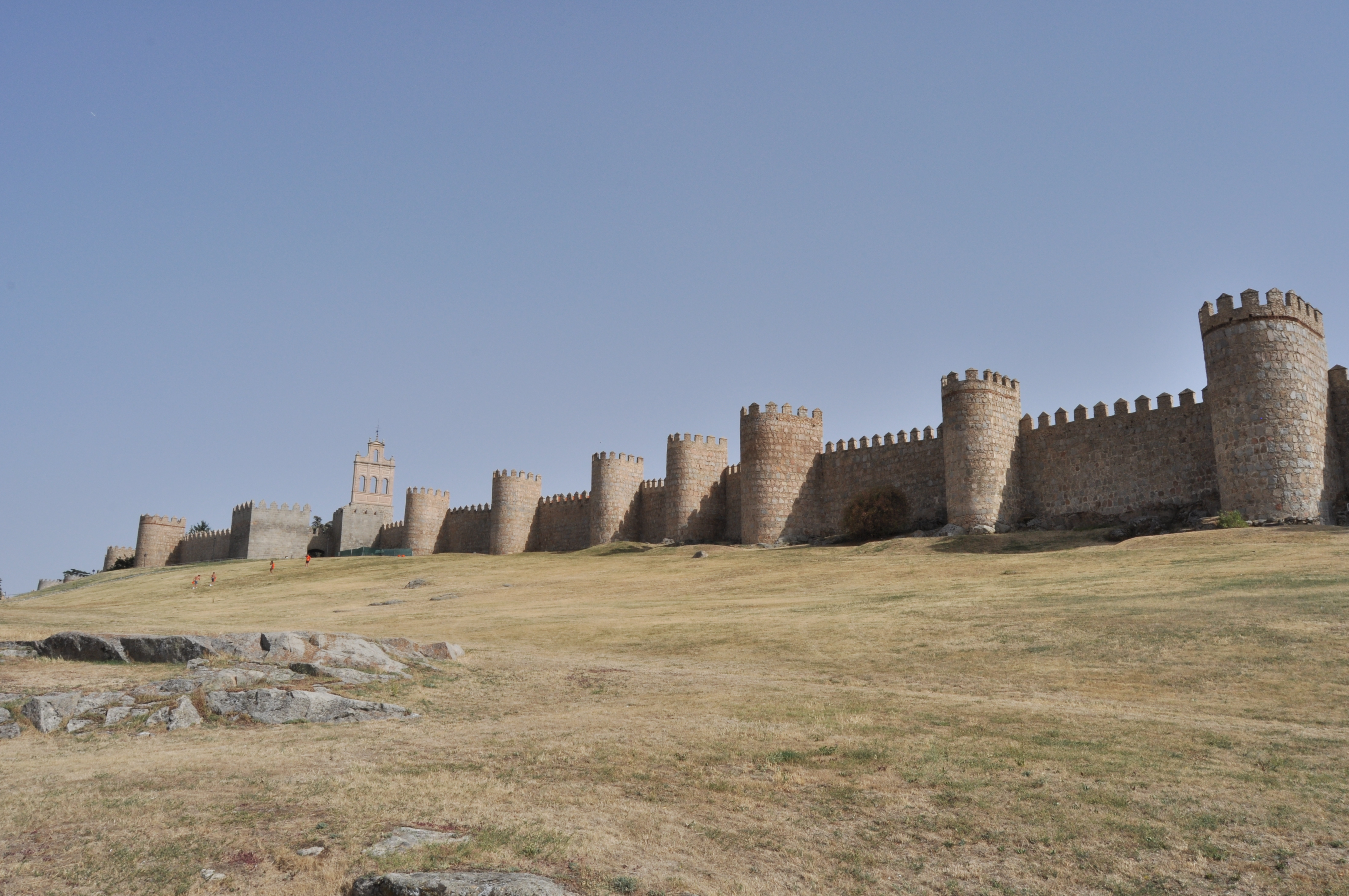
Murallas en verano

La amplitud térmica diaria es alta (de alrededor de los 12 °C) debido a la gran distancia al mar y la altitud. La amplitud térmica anual es también alta, situándose entre 17 y 18 °C. Así, Ávila cuenta con un verano suave y un invierno frío, pasando de la media de entre 20 y 21 °C en julio a la media de unos 3 °C en enero. Las mínimas medias se sitúan entre -2 y -1 °C en enero, produciéndose así heladas en la mayoría de las noches de invierno. Las nevadas también son frecuentes en invierno debido a la altitud del municipio, con una media de unos 20 días de nieve al año. En verano las temperaturas suben de forma considerable por el día, llegando a la media de entre 28 y 29 °C de máxima en julio; sin embargo las noches son frescas, con una media de las mínimas de entre 12 y 13 °C en este mes.

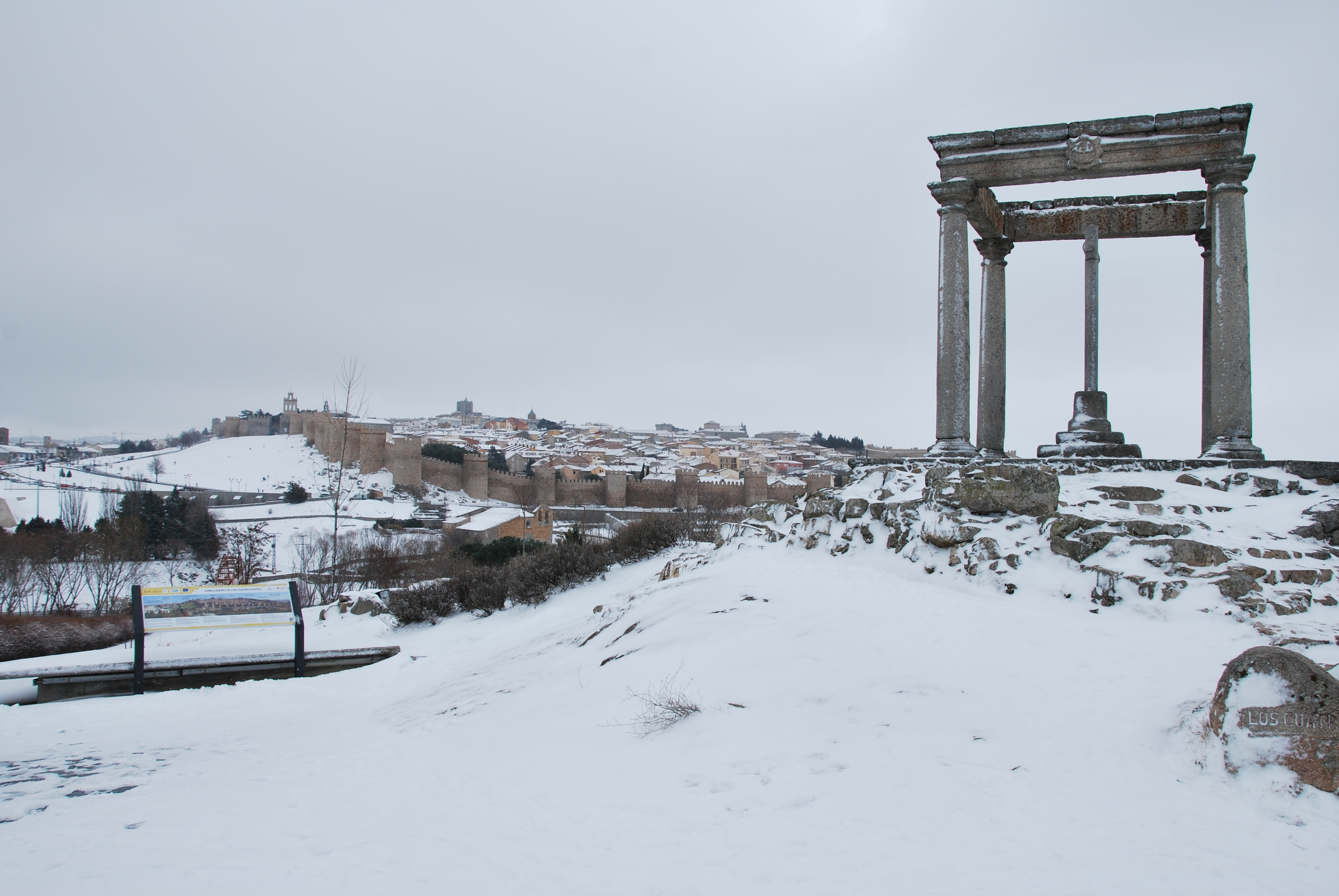
Paisaje desde los Cuatro Postes tras una nevada invernal

Las precipitaciones anuales, que rondan los 400 mm, o ligeramente por encima, son bajas en comparación con las de las zonas colindantes. La escasez de precipitaciones, unida al carácter irregular y poco caudaloso del río Adaja, con fuerte estiaje en los meses de verano, ha hecho que la ciudad haya tenido históricamente problemas de abastecimiento de agua.
Esta escasez de precipitaciones se ve muy condicionada por la situación geográfica de la ciudad inmediatamente al norte del Sistema Central. El mínimo de precipitaciones se da en verano (como es propio de los climas mediterráneos), en particular en los meses de julio y agosto, aunque también se da otro mínimo —menos marcado— en los meses de febrero y marzo. Los meses más lluviosos son mayo, octubre y noviembre. La humedad media anual se sitúa en torno al 63 %, con una gran oscilación entre los meses fríos, mucho más húmedos, y los cálidos, que resultan muy secos.
A continuación se muestra una tabla con los valores climatológicos en el periodo de referencia comprendido entre los años 1983 y 2010 en el observatorio de la AEMET situado en el distrito Hervencias (Ávila) a 1130 m s. n. m. Nótese que los valores extremos están tomados también en el periodo 1983-2010. El récord de temperatura máxima absoluta es de 37,6 °C, registrado el 24 de julio de 1995, y la mínima, de -16 °C, registrada el 15 de enero de 1985. La precipitación máxima en un día es de 88,8 mm registrados el 5 de noviembre de 1997, y la máxima racha de viento es de 107 km/h registrada el 25 de febrero de 1989. Todos los récords registrados en el actual observatorio del distrito Hervencias.
| Parámetros climáticos promedio de Observatorio de Ávila ( 1130 m s. n. m. ) (Periodo de referencia: 1991-2020, extremos: 1983-presente) | Parámetros climáticos promedio de Observatorio de Ávila ( 1130 m s. n. m. ) (Periodo de referencia: 1991-2020, extremos: 1983-presente) | Parámetros climáticos promedio de Observatorio de Ávila ( 1130 m s. n. m. ) (Periodo de referencia: 1991-2020, extremos: 1983-presente) | Parámetros climáticos promedio de Observatorio de Ávila ( 1130 m s. n. m. ) (Periodo de referencia: 1991-2020, extremos: 1983-presente) | Parámetros climáticos promedio de Observatorio de Ávila ( 1130 m s. n. m. ) (Periodo de referencia: 1991-2020, extremos: 1983-presente) | Parámetros climáticos promedio de Observatorio de Ávila ( 1130 m s. n. m. ) (Periodo de referencia: 1991-2020, extremos: 1983-presente) | Parámetros climáticos promedio de Observatorio de Ávila ( 1130 m s. n. m. ) (Periodo de referencia: 1991-2020, extremos: 1983-presente) | Parámetros climáticos promedio de Observatorio de Ávila ( 1130 m s. n. m. ) (Periodo de referencia: 1991-2020, extremos: 1983-presente) | Parámetros climáticos promedio de Observatorio de Ávila ( 1130 m s. n. m. ) (Periodo de referencia: 1991-2020, extremos: 1983-presente) | Parámetros climáticos promedio de Observatorio de Ávila ( 1130 m s. n. m. ) (Periodo de referencia: 1991-2020, extremos: 1983-presente) | Parámetros climáticos promedio de Observatorio de Ávila ( 1130 m s. n. m. ) (Periodo de referencia: 1991-2020, extremos: 1983-presente) | Parámetros climáticos promedio de Observatorio de Ávila ( 1130 m s. n. m. ) (Periodo de referencia: 1991-2020, extremos: 1983-presente) | Parámetros climáticos promedio de Observatorio de Ávila ( 1130 m s. n. m. ) (Periodo de referencia: 1991-2020, extremos: 1983-presente) | Parámetros climáticos promedio de Observatorio de Ávila ( 1130 m s. n. m. ) (Periodo de referencia: 1991-2020, extremos: 1983-presente) |
| Mes | Ene. | Feb. | Mar. | Abr. | May. | Jun. | Jul. | Ago. | Sep. | Oct. | Nov. | Dic. | Anual |
| --- | --- | --- | --- | --- | --- | --- | --- | --- | --- | --- | --- | --- | --- |
| Temp. máx. abs. (°C) | 20.8 | 20.8 | 24.2 | 29.3 | 33.0 | 36.9 | 37.6 | 38.8 | 36.0 | 29.9 | 22.7 | 20.2 | 38.8 |
| Temp. máx. media (°C) | 8.0 | 9.4 | 12.6 | 14.9 | 19.3 | 25.2 | 28.9 | 28.4 | 23.4 | 17.4 | 11.3 | 9.0 | 17.3 |
| Temp. media (°C) | 3.5 | 4.4 | 7.1 | 9.3 | 13.2 | 18.1 | 21.3 | 21.0 | 16.8 | 12.0 | 6.8 | 4.5 | 11.5 |
| Temp. mín. media (°C) | -1.0 | -0.7 | 1.5 | 3.6 | 7.2 | 11.1 | 13.6 | 13.5 | 10.1 | 6.5 | 2.2 | 0.0 | 5.7 |
| Temp. mín. abs. (°C) | -16.0 | -12.0 | -13.2 | -8.6 | -4.6 | -1.0 | 1.0 | 1.4 | -3.0 | -5.4 | -14 | -13.4 | -16.0 |
| Precipitación total (mm) | 32 | 26 | 29 | 40 | 51 | 25 | 12 | 17 | 29 | 56 | 47 | 35 | 398 |
| Días de precipitaciones (≥ 1 mm) | 5.8 | 5.0 | 5.8 | 7.7 | 8.1 | 4.1 | 1.9 | 2.3 | 4.6 | 7.3 | 7.3 | 6.1 | 66.1 |
| Días de nevadas (≥ 0,01 mm) | 5.1 | 4.7 | 2.9 | 1.8 | 0.3 | 0.0 | 0.0 | 0.0 | 0.0 | 0.2 | 2.1 | 2.7 | 20.0 |
| Horas de sol | 133 | 155 | 211 | 228 | 264 | 315 | 356 | 329 | 255 | 189 | 129 | 121 | 2703 |
| Humedad relativa (%) | 78 | 71 | 64 | 62 | 57 | 48 | 41 | 43 | 54 | 68 | 78 | 78 | 62 |
| Fuente: Agencia Estatal de Meteorología                                                                                                 | | | | | | | | | | | | | |

### Ecología

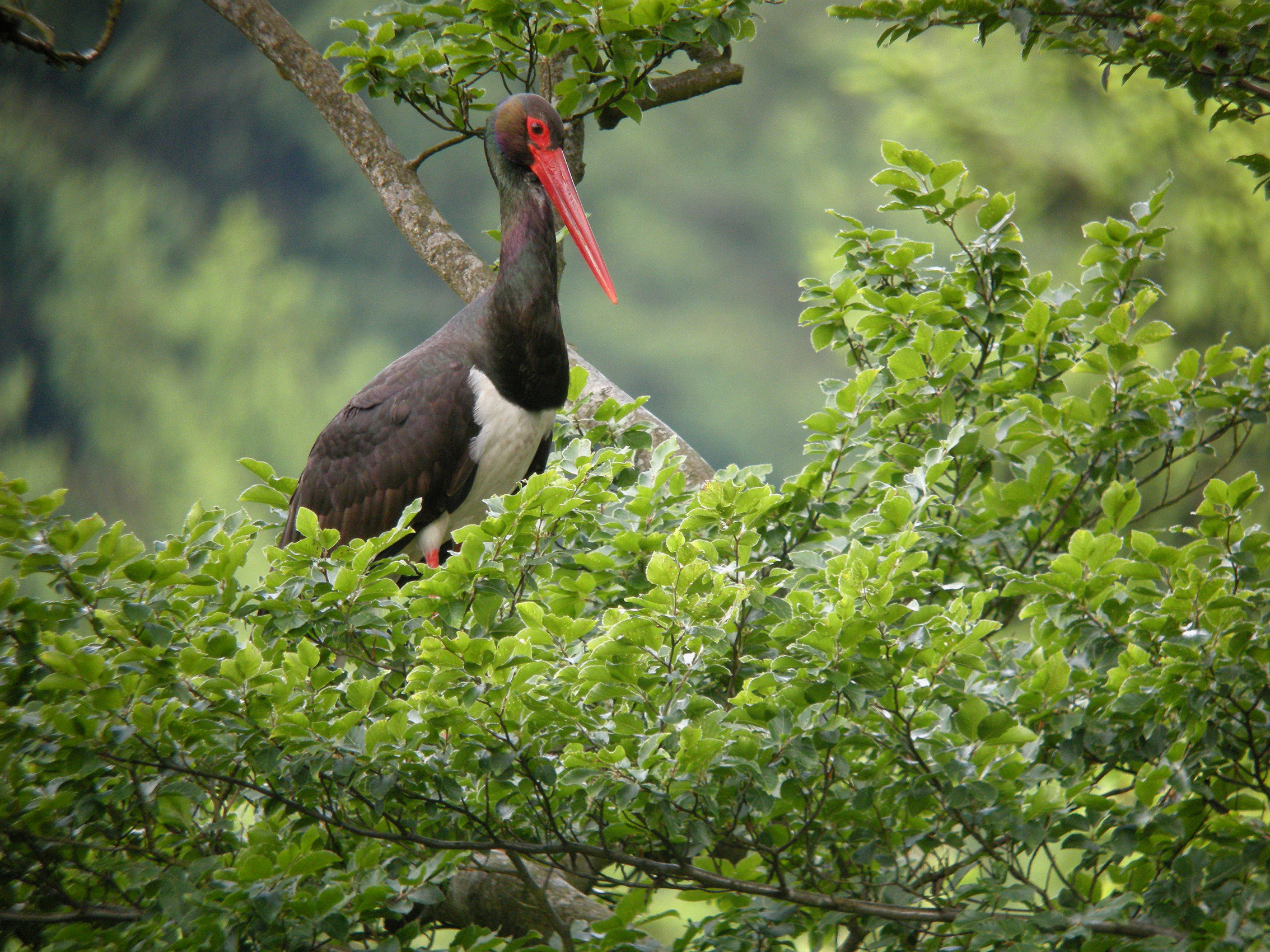
Cigüeña negra (Ciconia nigra)

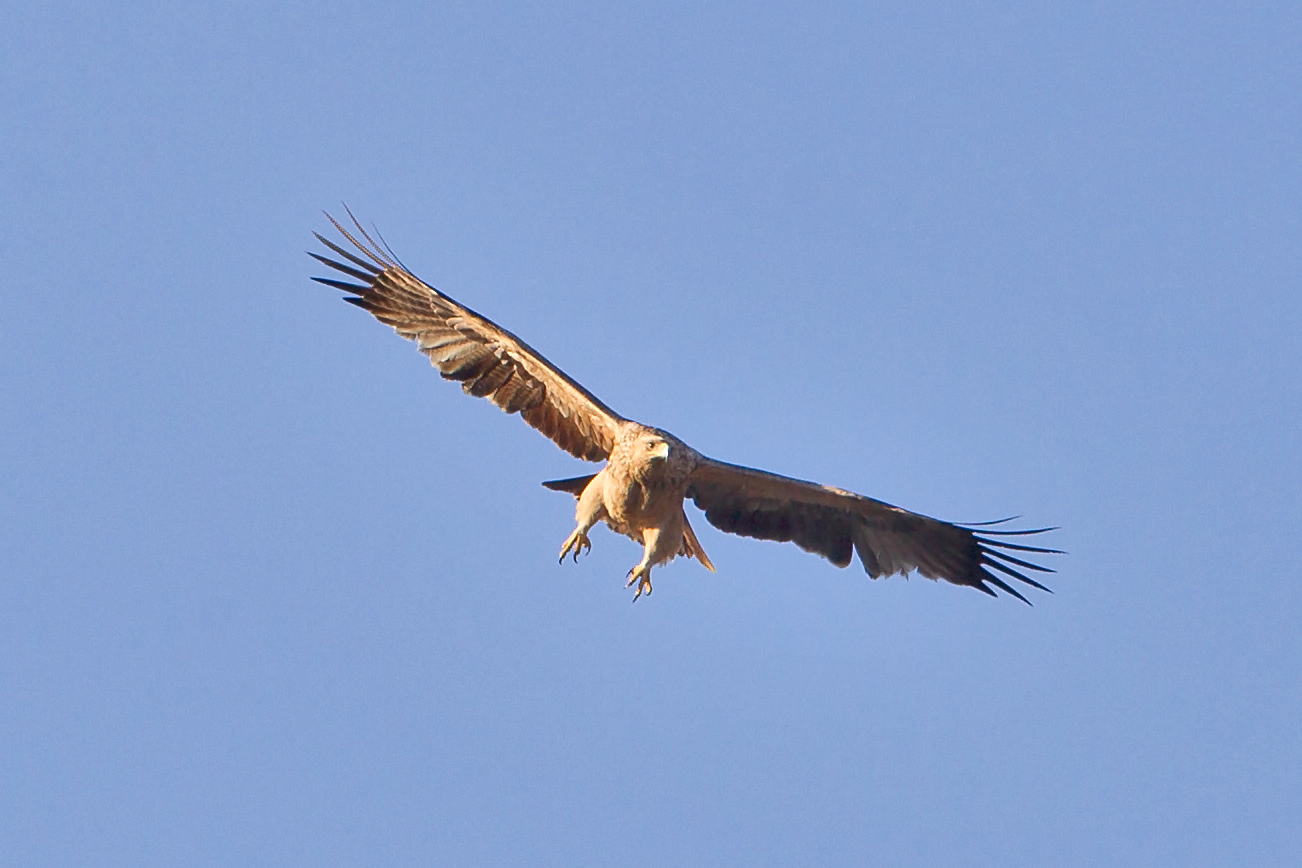
Ejemplar de águila imperial ibérica (Aquila adalberti)

El término municipal de Ávila se solapa con cuatro zonas de la Red Natura 2000, tres de ellas con la categoría de ZEPA —Zona de Especial Protección para las Aves— y todas ellas propuestas como LIC —Lugar de Importancia Comunitaria—.
- Encinares de la sierra de Ávila. Espacio natural designado como ZEPA[50] que cuenta con 9495,94 ha de superficie,[51] todas dentro de la provincia de Ávila. Afecta a una pequeña área en el noroeste del municipio de Ávila, cerca de la localidad de Alamedilla del Berrocal.[52] Las formaciones vegetales predominantes son el encinar, con Quercus ilex y Quercus rotundifolia, y los brezales de aliaga. Las especies de aves más importantes son el águila imperial, que contaba con una pareja en 2002, y el águila real, con una pareja en el 2000.[50][51]
- Encinares de los ríos Adaja y Voltoya. Este espacio natural designado como ZEPA,[53] tiene 27 047,93 ha de extensión. La mayor parte del espacio natural se halla en la provincia de Ávila, con una pequeña fracción en la de Segovia. Engloba gran parte del sector norte del municipio de Ávila.[54] El tipo de vegetación predominante es también el encinar, en el que predominan áreas de carrascal de bajo porte, junto con dehesas de Quercus spp.[51][53] Los ríos Adaja y Voltoya atraviesan el espacio natural. Entre las aves destacan la cigüeña negra —Ciconia nigra—, con una pareja, y el águila imperial, con dos o tres parejas en 2005, además del elanio azul o el búho real.[51][53]
- Campo Azálvaro-Pinares de Peguerinos. Este espacio natural designado como ZEPA,[55] de 28 373,80 ha de extensión, se extiende por las provincias de Ávila y Segovia. Ocupa un área importante del sector noreste del municipio de Ávila.[56] Dentro de él está incluido el embalse de Serones, que represa las aguas del río Voltoya.[51] En lo referente a la vegetación predomina el piorno serrano con bosquetes aislados de especies de porte arbóreo. En 2005 había dos parejas de cigüeña negra y otras dos de águila imperial, además de poblaciones de aguilucho lagunero, águila real, halcón peregrino o cernícalo primilla.[51][55]

- Riberas de la Subcuenca del Río Adaja. Este espacio natural se extiende a lo largo de 1232,58 ha de las provincias de Ávila, Segovia y Valladolid. En la provincia de Ávila afecta de forma parcial a los cursos de los ríos Adaja y Ullaque.[51] En el municipio de Ávila engloba al curso del Adaja y una banda de terreno de 25 m en cada margen del río. Esta zona está formada por el tramo de río que va desde su entrada en el término municipal de Ávila, junto al municipio de El Fresno, hasta el Puente del Adaja, perteneciente al casco urbano de la ciudad.[51]

## Historia

### Prehistoria

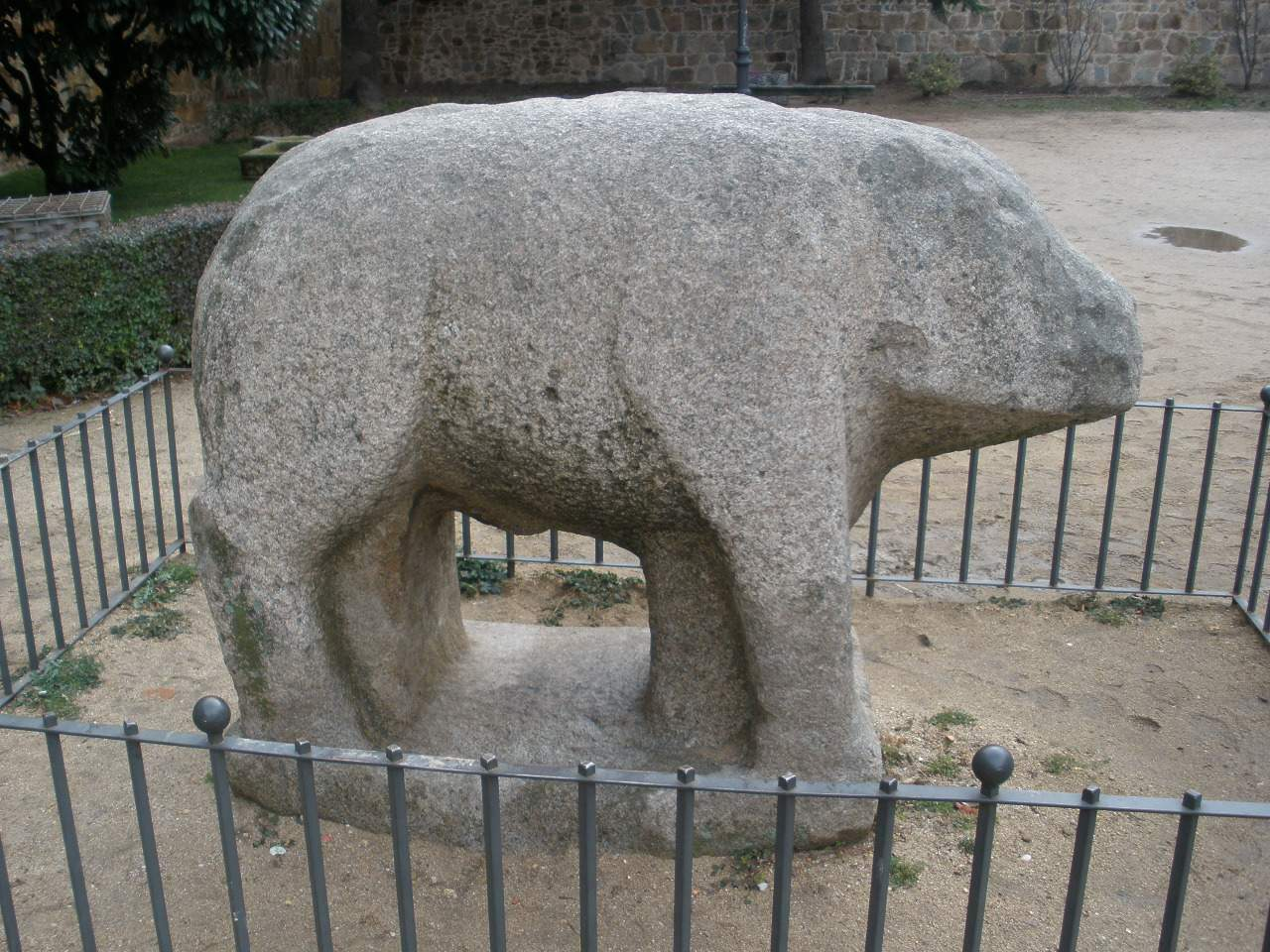
Verraco de las Cogotas

Dentro del término municipal de Ávila, cerca de la localidad de Bernuy-Salinero, se conserva un monumento funerario que data de finales del Neolítico a comienzos de la Edad del Bronce conocido como dolmen del Prado de las Cruces.
El nombre de la ciudad podría tener origen vetón. El helenista del siglo XIX Karl Wilhelm Ludwig Müller estudió la hipótesis de que la ciudad vetona de Obila, descrita por Ptolomeo en su Geographia correspondiera con la actual Ávila; según Roldán Hervás esta relación es dudosa. La fecha concreta de su fundación es difusa, pero algunas investigaciones datarían el origen de Obila en la segunda mitad del siglo I a. C. Según algunos historiadores Obila fue uno de los muchos asentamientos vetones en la provincia, junto con los castros de Sanchorreja, Berrueco, Mesa de Miranda, Las Cogotas, El Raso y Ulaca. El asentamiento de Obila cobraría importancia con la creciente romanización del territorio, en detrimento de otros castros situados en terreno montañoso. Los vetones dejaron vestigios de su poblamiento por toda la geografía de la provincia de Ávila, destacando las estatuas de piedra conocidas genéricamente como verracos.

### Edad Antigua

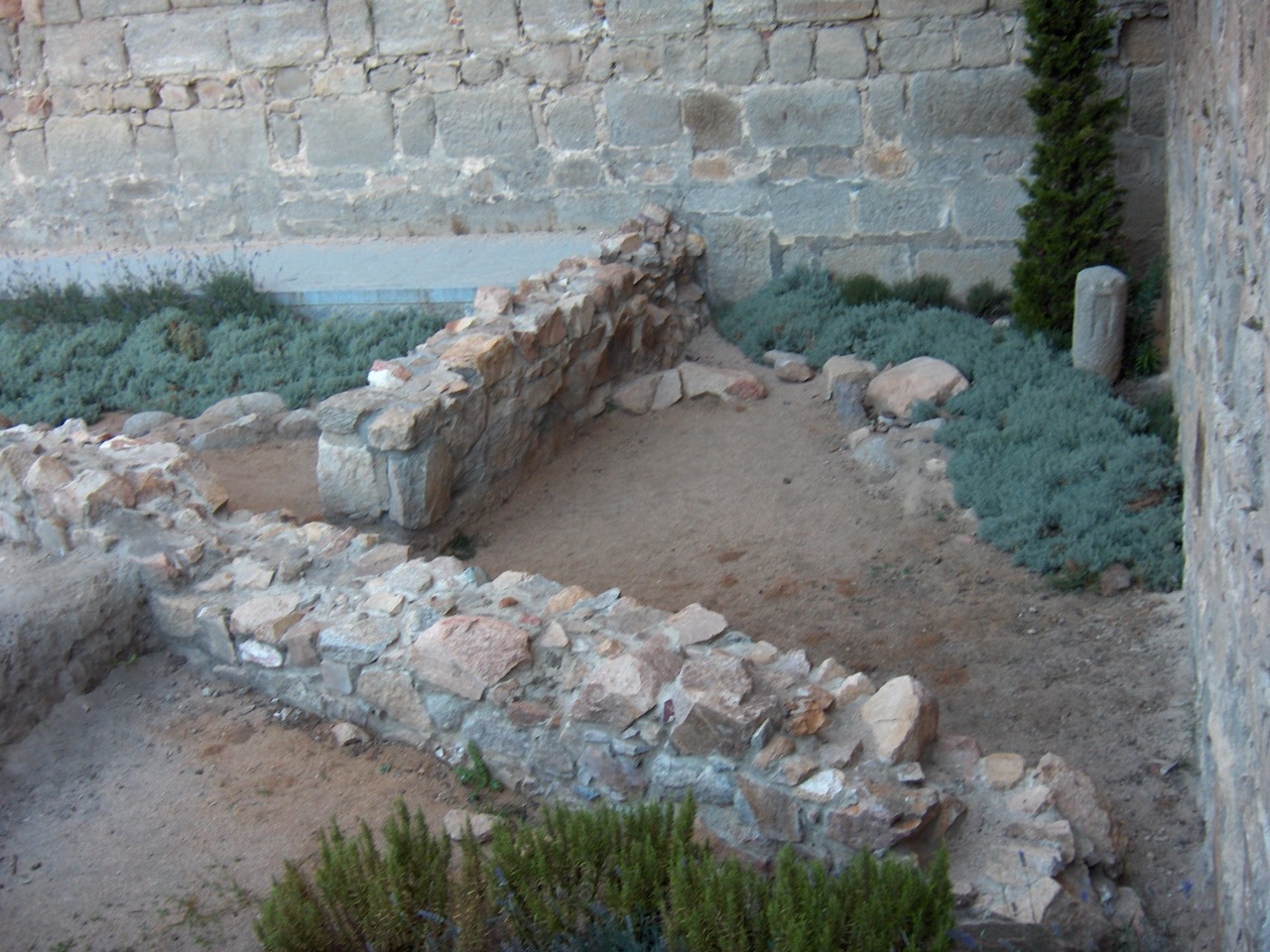
Restos romanos junto a la Puerta de San Vicente

Algunos historiadores apuntan que la actual ciudad de Ávila fue una fundación ex-novo de los romanos, quienes le darían la denominación de Abila, Obila, Abyla o Abela. La ciudad romana estaba formada por el actual casco viejo, la zona rodeada hoy día por las murallas. La antigua presencia romana en la ciudad se manifiesta a través del puente romano, la calzada y distintos mosaicos, que son algunos de los restos de esta época que han sobrevivido hasta la actualidad. La necrópolis romana estaba situada al este, más allá de la calle de San Segundo, de modo que en toda esa parte de la muralla se pueden observar piezas funerarias reaprovechadas como materiales de construcción: estelas, aras, miliarios, «verraquitos» y estelas y cápsulas cinerarias de granito, incrustados en los lienzos del muro oriental.

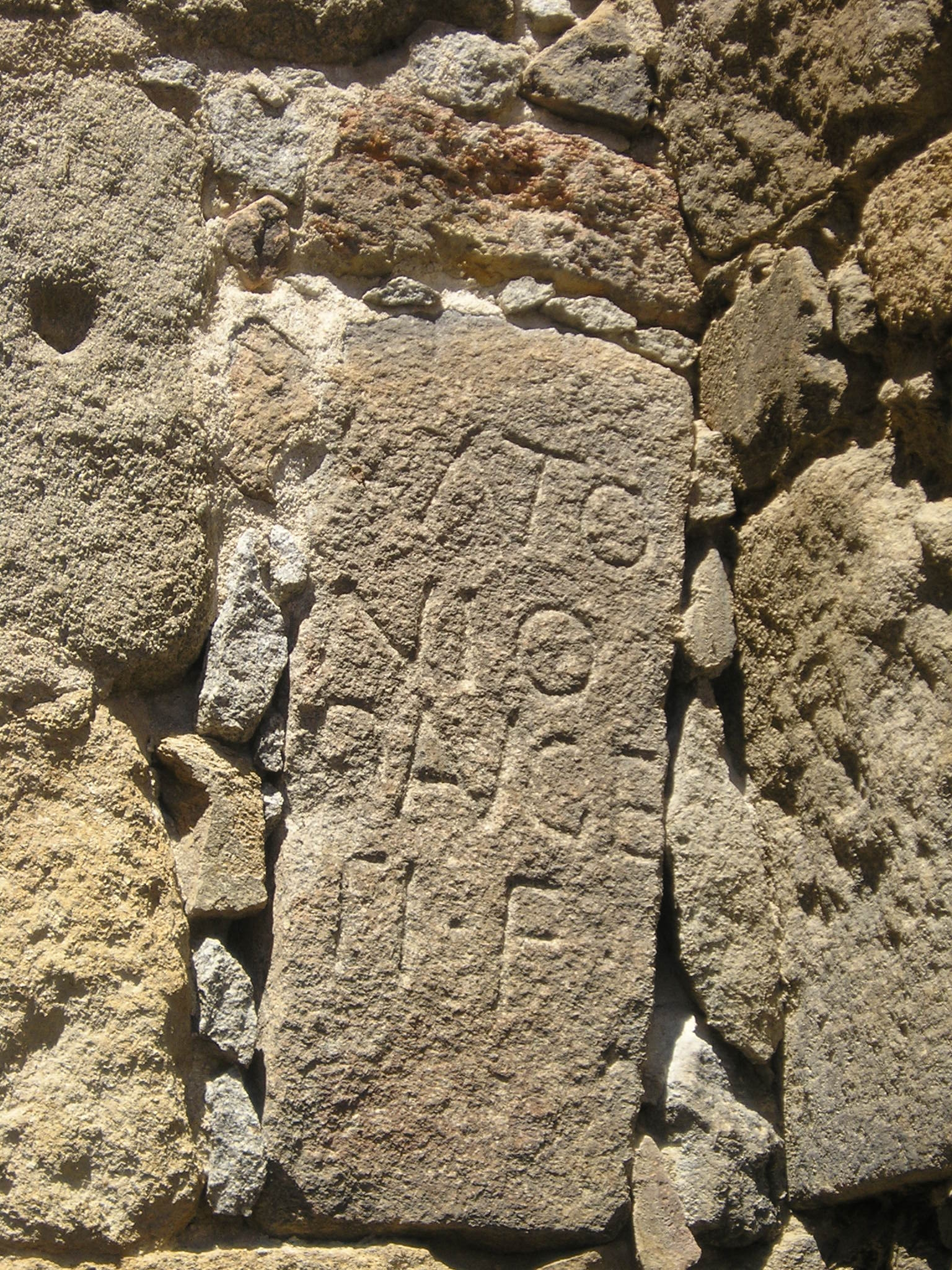
Inscripción dedicada a «G. Antonius Daugeti filius» empotrada en la muralla, junto a la Puerta del Alcázar

El mayor esplendor de la ciudad bajo dominio romano tuvo lugar en los siglos I y II d. C. En la economía de la ciudad siempre gozó de especial importancia la ganadería trashumante, en relación con las rutas que cruzaban la sierra de Gredos por el puerto del Pico y el de Tornavacas. En tiempos del emperador Constantino la ciudad de Ávila formaba parte de la provincia romana de Lusitania. La ciudad experimentó cierta decadencia a partir del siglo III, en el contexto de una crisis generalizada en la Hispania romana a raíz de las invasiones franco-alamanas y de cierto proceso de abandono de las ciudades, en favor de las villae, como los cercanos ejemplos de la El Vergel en San Pedro del Arroyo y Pared de los Moros en Niharra. Una epidemia de peste, iniciada alrededor de 250-252 d. C., diezmó a la población de la ciudad durante veinte años.

### Edad Media

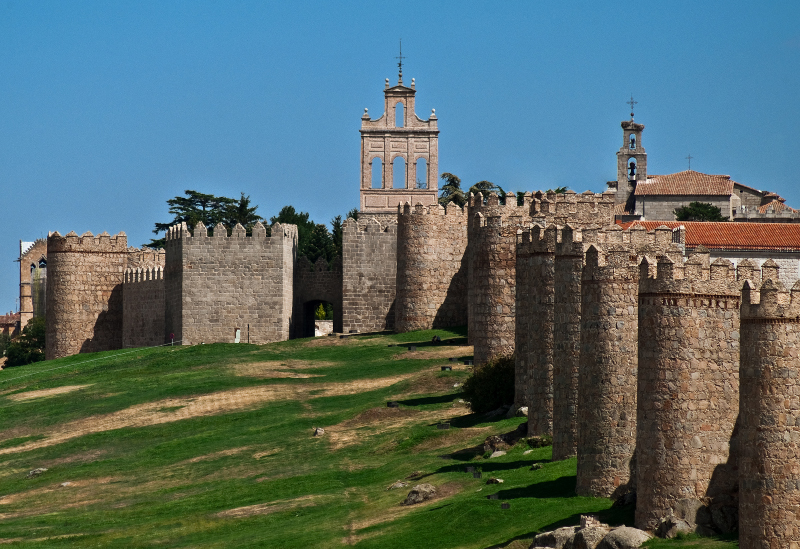
Puerta del Carmen en las murallas

Etapa visigoda
Los primeros asentamientos visigodos en la península se realizaron de forma paulatina y en grupos reducidos a lo largo del siglo V y comienzos del siglo VI. Tras ocupar los visigodos en un primer momento la Galia —reino visigodo de Tolosa— posteriormente se extenderían por el territorio peninsular para terminar formando el reino visigodo de Toledo en el siglo VI, que perduraría hasta la invasión musulmana.
Los visigodos utilizaban la tierra para cultivar cereal y alimentar al ganado. Los principales testimonios de esta dominación visigoda en Ávila provienen de pizarras inscritas encontradas en distintos puntos de la provincia, entre las que destacan las de la localidad de Diego Álvaro. La importancia de Ávila en este periodo se debió a su carácter religioso, ya que se contó con la intervención de prelados de Abela en los concilios toledanos. Ávila fue sede episcopal durante la dominación visigoda. En el año 610 se dio preeminencia a la capital y a su obispo sobre todas las demás iglesias provinciales, en un decreto emitido durante el reinado de Gundemaro. Otra huella de la etapa visigoda en Ávila es el templo de Santa María la Antigua. Las crónicas registran que este monasterio fue fundado antes del año 687, y habría sido monasterio mixto —monjes y monjas— hasta la llegada de los árabes.
Invasión musulmana y Reconquista
No existen muchos datos de Ávila bajo dominio musulmán, cuyo nombre árabe fue Ābila (آبلة). En el año 714 la ciudad fue desmantelada por Tárik o por Muza, por lo tanto debe suponerse que en ese momento estaba amurallada. Lo único que parece seguro es que la ciudad se convirtió en un punto estratégico, siempre deseada por árabes y cristianos como enclave defensivo, y que los enfrentamientos por su posesión fueron permanentes. Hubo incursiones de varios reyes cristianos en la ciudad después de la ocupación musulmana, pero no llegaron a asentarse. Alfonso I llevó a cabo varias expediciones en territorio musulmán, en primer lugar en Galicia en el año 742 y posteriormente una campaña por el centro peninsular, en la que cayeron ciudades como Salamanca, León, Zamora, Segovia o la propia ciudad de Ávila. Las correrías de Alfonso I tuvieron como límite sur la sierra de Guadarrama. Estas campañas militares no tenían como objetivo la ocupación de las ciudades, sino la intención de destruir las defensas, recaudar botín y, aprovechando que los pobladores cristianos de la ciudad seguían al rey en su repliegue, obtener pobladores para las tierras ocupadas y guerreros para la defensa de los reinos cristianos.
Tras estas incursiones se suceden en Ávila tres siglos de los que se conocen pocos aconteceres. A partir del siglo VIII muchas ciudades de la meseta y el centro peninsular pueden considerarse dentro del llamado «desierto estratégico», donde se produjo un fuerte despoblamiento y que se convirtió en tierra de nadie, siendo escenario de las correrías de ambas fuerzas. En el año 785 la ciudad parece que ya estaba de nuevo bajo dominio musulmán, puesto que fue visitada por Abderramán I. Según cuentan las crónicas la ciudad fue tomada por Alfonso III —en campañas que llegaron hasta el Tajo— y su dominio fue asegurado tras la batalla de Simancas, bajo reinado de Ramiro II de León. La ciudad cayó de nuevo en manos musulmanas durante las campañas de Almanzor a finales del siglo X. El códice del beato de la catedral de Gerona del año 975 cita la ocupación e intentos de repoblación de la ciudad por el conde Fernando Flaínez, hijo de Flaín Éctaz, añadiendo que —aunque se consideraba una ciudad toledana— no habitaban en ella por aquel entonces ciudadanos musulmanes. Tras unos tímidos intentos de repoblación por parte del conde de Castilla García Fernández, en el año 1007 Abdelmelic Almudafar derribó sus murallas hasta los cimientos. Durante el reinado de Fernando I de León la ciudad estaba prácticamente destruida.
Repoblación y dominio cristiano
A finales del siglo XI Alfonso VI de León encargó a su yerno Raimundo de Borgoña la repoblación del centro de la península. Con el fin de proteger Toledo procedió a repoblar y cercar las ciudades de Salamanca, Ávila y Segovia.
Este momento constituyó también el punto de partida de un concejo o alfoz de enorme tamaño en torno a la ciudad de Ávila, que sobrepasaba las montañas del Sistema Central en su frontera meridional. En la repoblación intervinieron ciudadanos de origen navarro, franco, aragonés, mozárabe, vasco, cántabro y asturiano. Entre estos repobladores surgió el linaje de los Dávila, a partir de Ximén Blasco —gobernador de Ávila y fallecido en 1108— que vino a la ciudad junto a su hermano Fortún Blasco —futuro gobernador de Ocaña y fallecido en 1107— provenientes de Salas de Asturias, y cuyo linaje participó en la liberación de Cuenca, al mando de los ballesteros abulenses, y de Ocaña. Las crónicas citan 1092, una vez conquistada Toledo y celebradas las nupcias de Raimundo de Borgoña con Urraca —hija de Alfonso VI—, como año en el que se iniciaron los trabajos de reconstrucción de Ávila, sus murallas y el Templo del Salvador. Existe sin embargo cierta discrepancia en la actualidad en lo relativo a esta cronología tradicional de construcción de la muralla, al haber otros autores que datan la construcción de está bien entrado el siglo XII. El geógrafo hispano-musulmán al-Idrisi, en la primera mitad del siglo XII, no hace mención en su descripción de Ávila a las murallas, limitándose a describirla como «un conjunto de aldeas, pobladas por jinetes vigorosos y con abundante ganado».

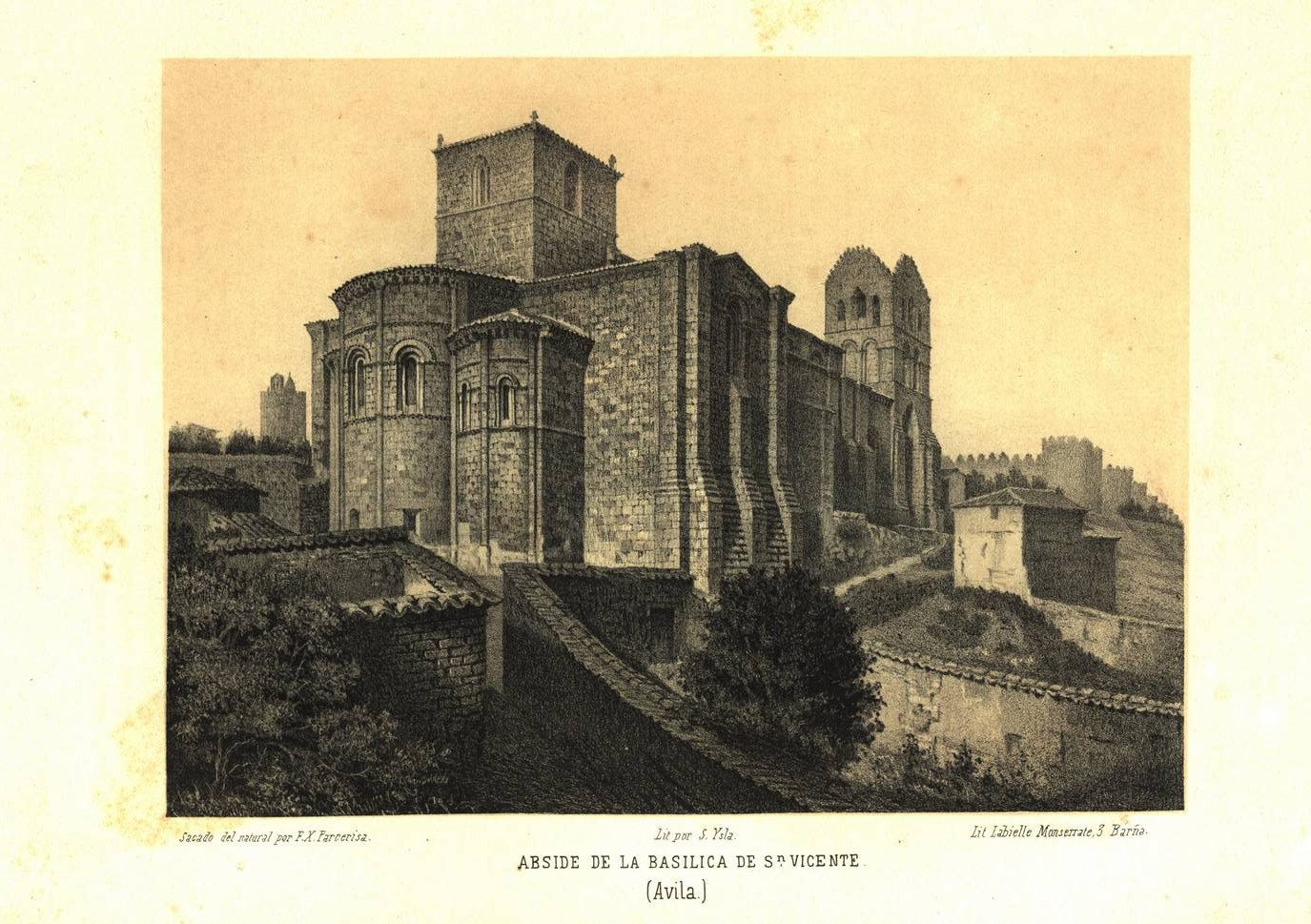
Basílica de San Vicente, cuya construcción finalizó en el s., grabado de Francisco Javier Parcerisa de 1865

Durante esta época se establecieron relaciones feudales entre campesino y señor mediante el establecimiento de contratos agrarios. Destaca una relativamente importante industria textil, que sin embargo no pudo competir con los paños flamencos e italianos. Durante la parte central del siglo XII, las milicias concejiles tomaron parte en varias expediciones de saqueo en ciudades del territorio musulmán —situado al sur del Sistema Central— como Sevilla o Córdoba al mando de caudillos como Muño Alfonso (alcaide de Toledo) o Sancho Jiménez «el Giboso». Por el año 1142 la tenencia de la ciudad corría a cargo de Rodrigo Fernández de Castro el Calvo. En 1162, como reacción a una sublevación en Salamanca, las milicias de Ávila —cuya tenencia estaba por aquel entonces gobernada por Manrique Pérez de Lara— apoyaron a los salmantinos e hicieron frente al ejército real de Fernando II de León en la localidad de Valmuza en una confrontación de la cual salió victorioso el monarca leonés. Posteriormente, habiéndose reconciliado Manrique con el monarca, el primero de estos falleció y su hermano Nuño Pérez de Lara llevó al heredero del trono castellano —Alfonso VIII— a Ávila, donde permaneció tres años.

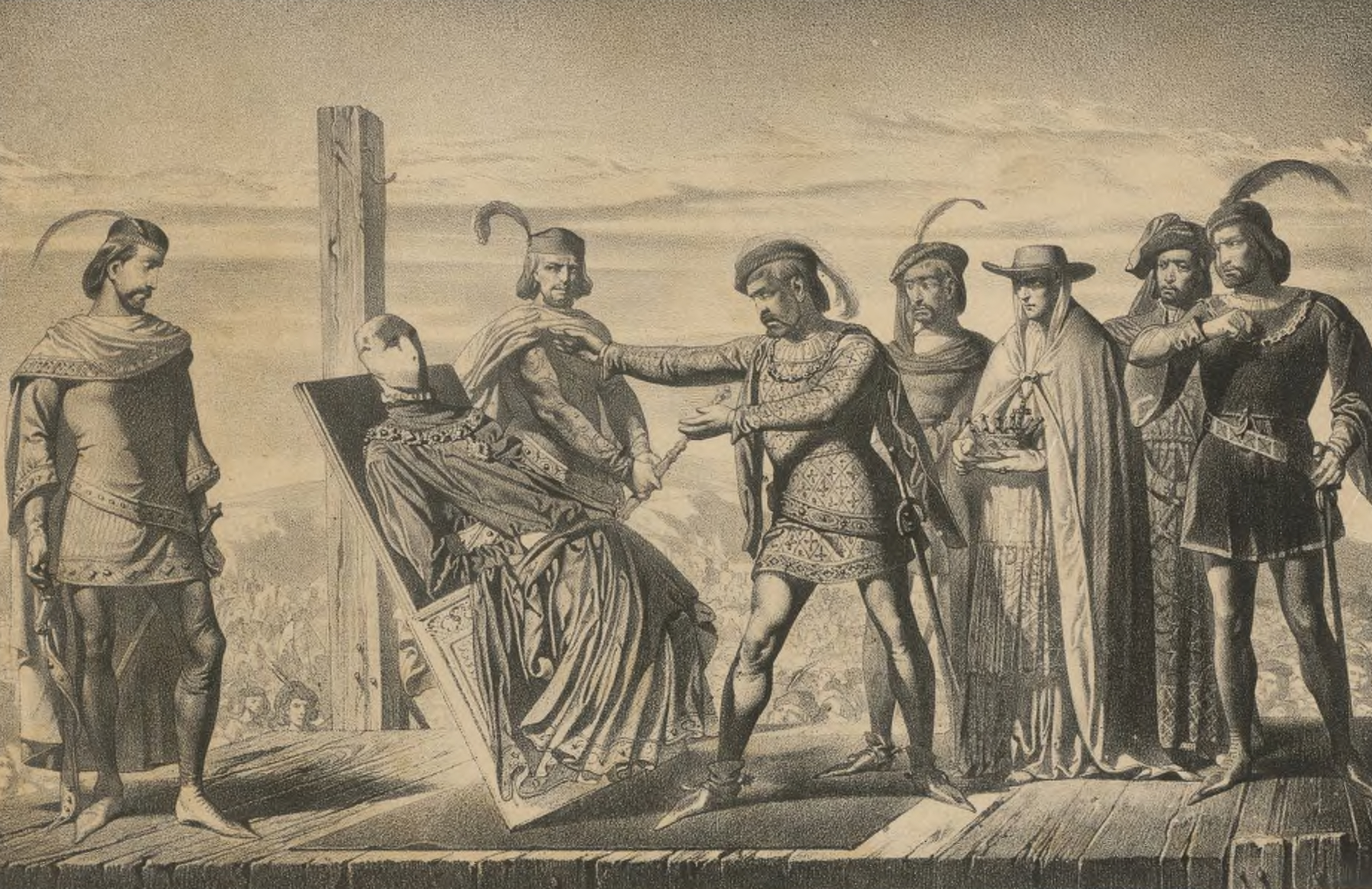
Interpretación decimonónica del episodio de la Farsa de Ávila (1465) del ilustrador Marcelino de Unceta

Con el paso del tiempo el proceso de la Reconquista se desplazó progresivamente hacia el sur y Ávila quedó en un segundo plano. A pesar de esta pérdida de importancia, Ávila fue una de las diecisiete ciudades de la Corona de Castilla que continuó enviando procuradores a las Cortes durante los siglos XIV y XV, tras el recorte que hubo de aquellas a lo largo del siglo XV. Durante la primera guerra civil castellana se sabe que en 1367 la ciudad fue atacada por los ingleses, a causa del apoyo de Ávila a Enrique II de Castilla, y que ardieron algunas casas del arrabal de la ciudad. Durante la segunda guerra civil castellana (1465-1468) entre los partidarios de Enrique IV y su medio hermano, el infante Alfonso, el 5 de junio de 1465 tuvo lugar en Ávila el suceso de la Farsa de Ávila, en el que fue depuesto el rey Enrique IV en una ceremonia en la que se coronó al príncipe Alfonso.
Ávila fue una de las diecisiete ciudades de la Corona de Castilla —junto con Burgos, Córdoba, Cuenca, Guadalajara, Jaén, León, Madrid, Murcia, Salamanca, Segovia, Sevilla, Soria, Toledo, Toro, Valladolid y Zamora— con el privilegio —se consideraba como tal a pesar de los gastos que suponía— del derecho a voto en Cortes tras la reducción del número de estas por parte de los Reyes Católicos en 1480. Este conjunto de ciudades, con la excepción de Toro, acabaron configurando provincias actuales.

### Edad Moderna

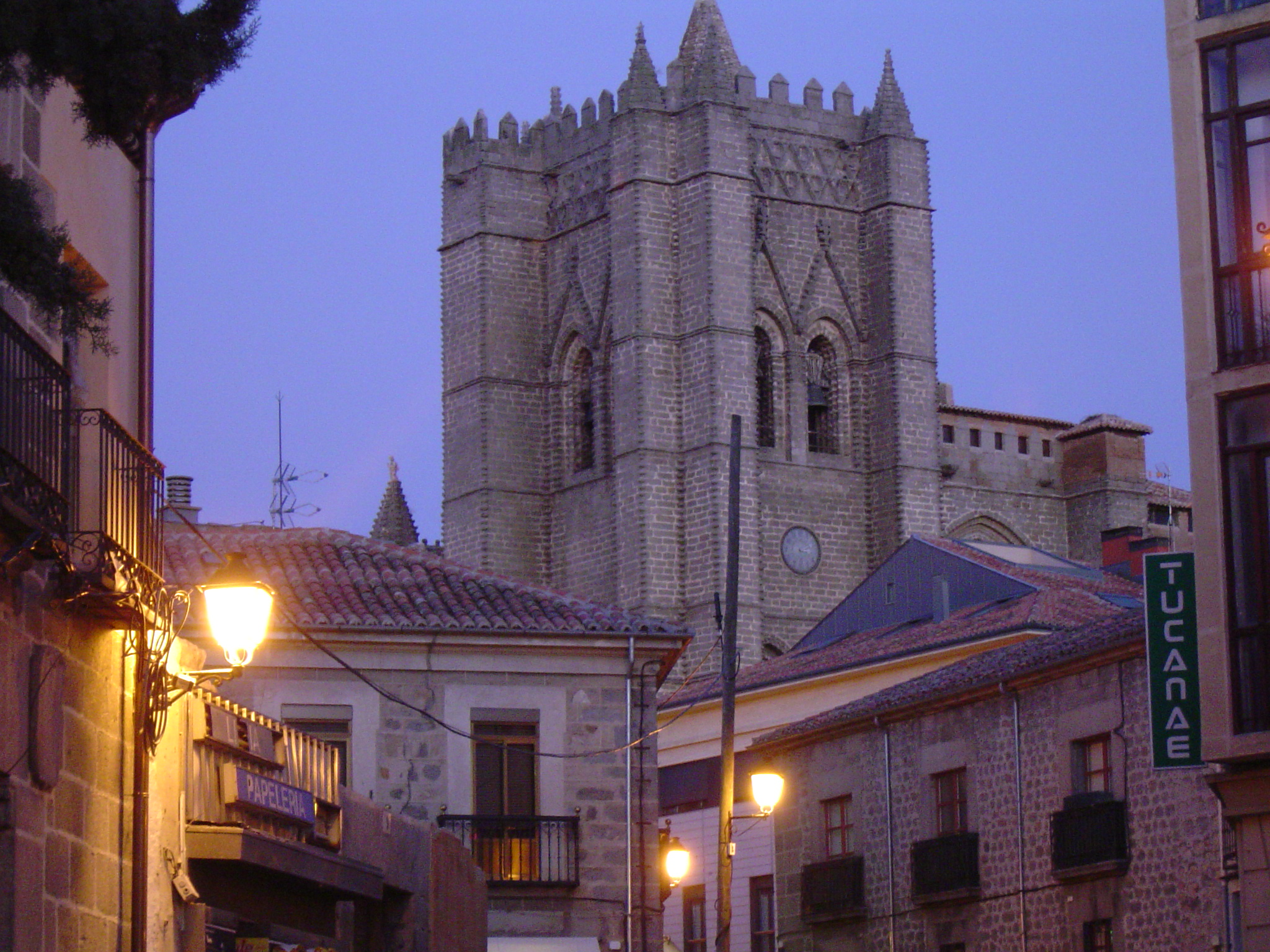
Detalle de la catedral al anochecer, desde la calle Tomás Luis de Victoria

Durante el reinado de los Reyes Católicos, en la segunda mitad del siglo XV, y de Carlos I y su hijo Felipe II, ya en el siglo XVI, la ciudad volvió a renacer gracias a las idas y venidas de la corte. Ávila prosperó y la provincia fue testigo del nacimiento de varios personajes religiosos, escritores y consejeros espirituales como fueron Teresa de Cepeda y Ahumada —más conocida como Santa Teresa de Jesús—, nacida en la capital, y San Juan de la Cruz, que nació en la localidad de Fontiveros. Su concejo fue uno de los principales organizadores de la Guerra de las Comunidades y en ella se formó la primera Santa Junta.

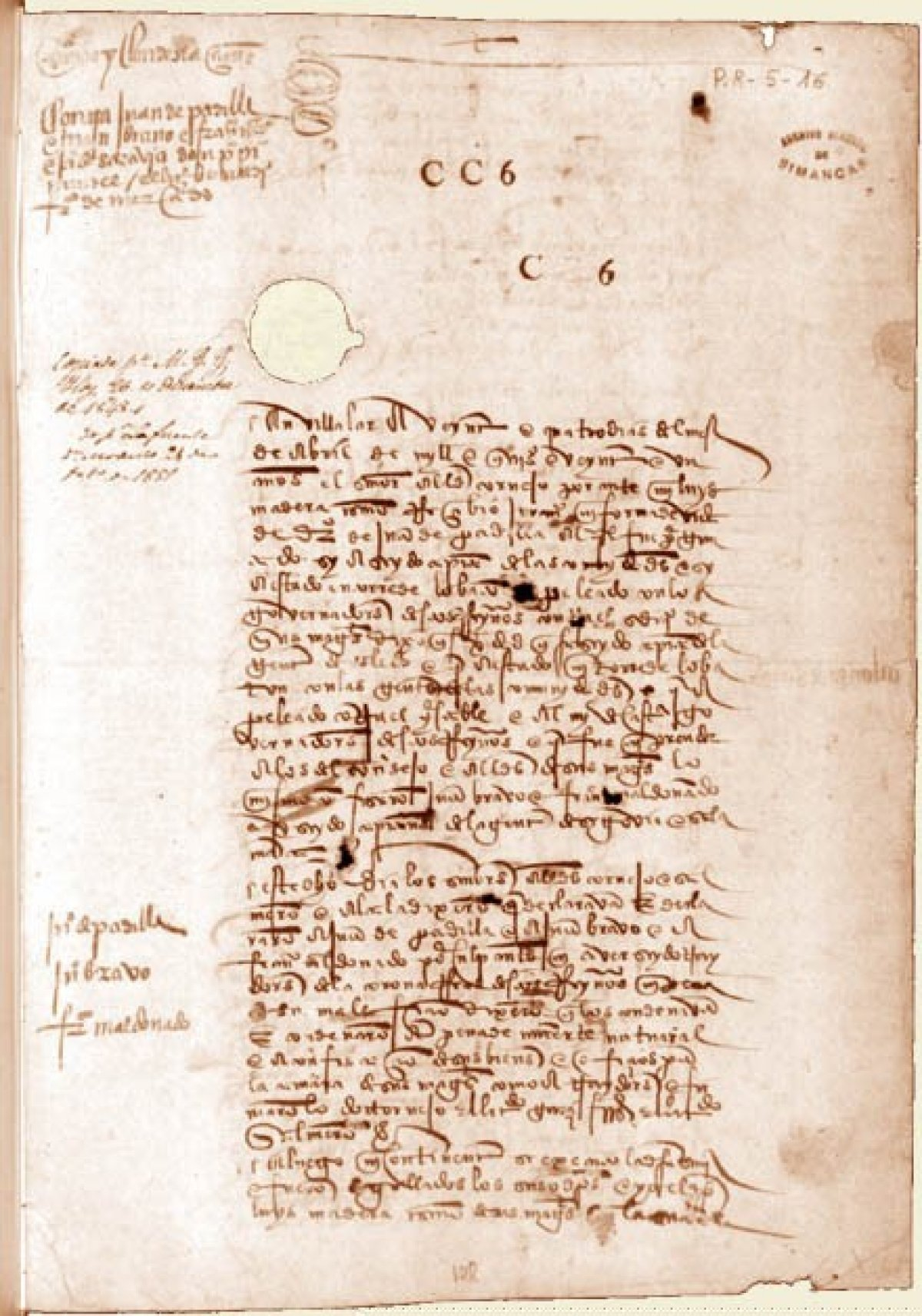
Página de la Ley Perpetua del Reino de Castilla o Constitución de Ávila

A partir de finales del siglo XVI y comienzos del XVII la ciudad comenzó una larga decadencia y despoblación. El inicio de este declive se vio inscrito en la fase de dificultades que atravesaba el Imperio español, que arrastró consigo a Castilla. En 1599 una epidemia de peste se llevó consigo a casi el 12 % de la población de la ciudad. Por otra parte la expulsión de los moriscos dictada en 1609 por el monarca Felipe III afectó al 13,8 % de los habitantes de Ávila. Otros factores que incidieron en la decadencia de la ciudad fueron la caída en picado de la actividad textil y la gran cantidad de mendigos, amparados por el elevado número de instituciones benéficas existentes en la ciudad. En 1618 la ciudad contaba solo con 1500 habitantes, cantidad que aumentaría a los 4085 correspondientes al año 1752.

Ávila está en suma decadencia, y en gran parte se debe atribuir a que de tantos mayorazgos como tenía, apenas ha quedado un propietario residente en ella [...] Todo está lleno de renteros y administradores, empeñados en subir hasta lo sumo la renta [...] La Corte se ha sorbido infinitas familias de un siglo a esta parte, que hacían un gran papel [...] pues tenían florecientes las haciendas que después abandonaron al manejo de apoderados.
Antonio Ponz, 1778 (Madoz, 1984, p. 3)

A finales del siglo XVIII tuvo lugar en Ávila la fundación de la Real Fábrica de Algodón, instalada en 1788 con capital estatal por los técnicos ingleses John Berry y Thomas Bilne. Sin embargo el proyecto fue un fracaso, ya que sus tejidos de algodón no encontraron una salida en el mercado y, tras una notoria falta de productividad, sería traspasada en 1799 para terminar estableciéndose en ella finalmente una fábrica de lanas.

### Edad Contemporánea

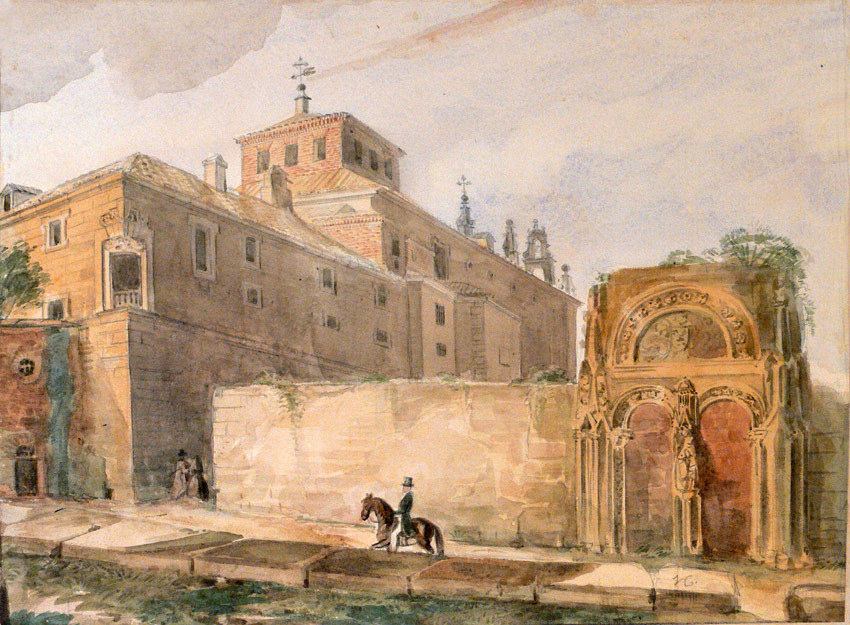
Vista de la iglesia-convento de Santa Teresa y restos del hospital de Santa Escolástica por Valentín Carderera (1840)

La ciudad de Ávila fue saqueada por los franceses durante los días 4, 5, 6 y 7 de enero de 1809, por orden del mariscal francés Lefèvbre. Las tropas francesas desvalijaron varias iglesias de la ciudad, además de casas particulares, y tuvo lugar el incendio del matadero de la ciudad. A principios del siglo XIX las carreteras que comunican la ciudad con el entorno eran de muy mala calidad, aunque a mediados de siglo se mejorarían sustancialmente las que comunicaban a Ávila con Madrid —por El Espinar— y la del puerto del Pico.
A lo largo del siglo XIX la ciudad continuó con la decadencia y el estancamiento característicos de los siglos anteriores. Pascual Madoz la describió en 1845 como una ciudad «arruinada y tenebrosa». En 1864 el poeta Gustavo Adolfo Bécquer dijo de ella:

Casi perdida entre la niebla del crepúsculo y encerrada dentro de sus dentellados murallones, la antigua ciudad, patria de Santa Teresa, Ávila, la de las calles oscuras, estrechas y torcidas, la de los balcones con guardapolvo, las esquinas con retablos y los aleros salientes. Allí está la población, hoy como en el siglo XVI, silenciosa y estancada.
Gustavo Adolfo Bécquer, 1864 (Sanchidrián Gallego, 2007, p. 16)

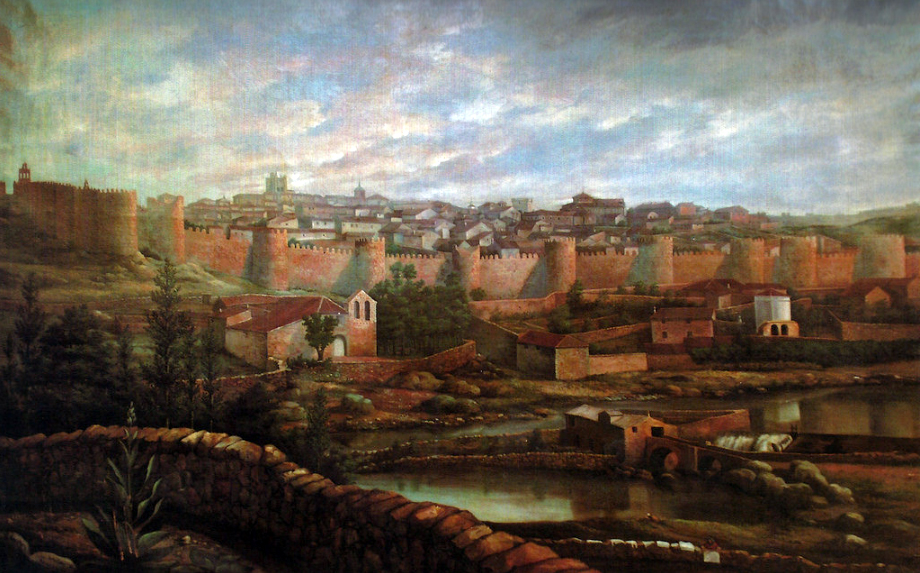
Ávila en la segunda mitad del, por Antonio Bernardino Sánchez

Durante la Primera República, Ávila fue una de las ciudades en las que se extendió el movimiento cantonal, el manifiesto revolucionario sería firmado el 20 de julio de 1873. Durante la segunda mitad del siglo XIX se produjo una lenta recuperación demográfica con la construcción del ferrocarril, lo que hizo de la ciudad un importante nudo en la línea de Madrid a la frontera francesa por Irún.
En 1936, tras el estallido de la Guerra Civil, la ciudad, al igual que la práctica totalidad de Castilla y León, pasó a formar parte rápidamente de la zona ocupada por las tropas sublevadas. En la ciudad de Ávila existió en el año 1936 un campo de concentración franquista, así como una base aérea de la Legión Cóndor.
Durante la dictadura franquista se intensificó el proceso de despoblación de la provincia que afectó, necesariamente, a la ciudad. En 1956 se instaló en la ciudad la fábrica de Fadisa, dedicada a la fabricación de furgonetas bajo licencia Alfa Romeo.

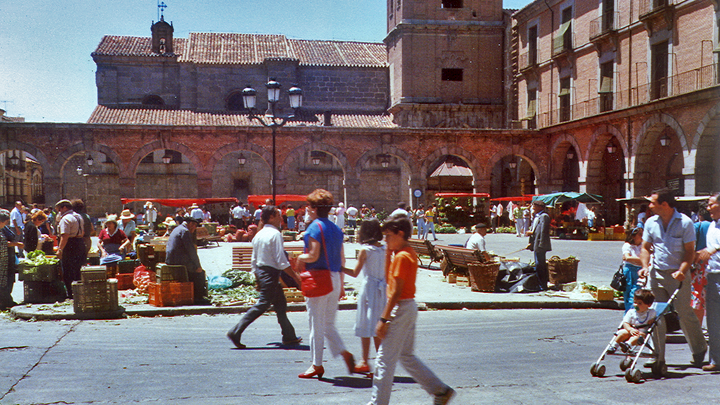
Plaza del Mercado Chico en 1986

El 18 de marzo de 1977 Ávila incorporó a su término municipal los extintos municipios de Aldea del Rey Niño, Alamedilla del Berrocal, Narrillos de San Leonardo y Vicolozano; y el 25 de enero de 1977 a Urraca-Miguel y Bernuy-Salinero. En 1996 se fundó en la ciudad la Universidad Católica de Ávila.
La participación de Ávila en la sociedad española ha sido bastante reducida a lo largo del siglo XX. A pesar de ello la ciudad ha servido como lanzamiento para las carreras de diversos políticos de ámbito nacional. Ya en el siglo XIX, Mariano José de Larra obtuvo un escaño en las Cortes al presentarse por Ávila. Del mismo modo los expresidentes del Gobierno de España Adolfo Suárez —que fue elegido en 1967 procurador en Cortes en Ávila— y José María Aznar —que salió elegido diputado en las Cortes por Ávila en 1982—, así como los exministros Agustín Rodríguez Sahagún, Agustín Díaz de Mera y Ángel Acebes, también comenzaron su andadura política en la ciudad.
En diciembre de 2004 hubo un atentado de la banda terrorista ETA en la ciudad, al estallar una pequeña bomba de 1 kg de amonal en los aseos de una cafetería abulense de la calle Reyes Católicos, que causó daños materiales en dicho establecimiento y en otro comercio aledaño.

## Demografía

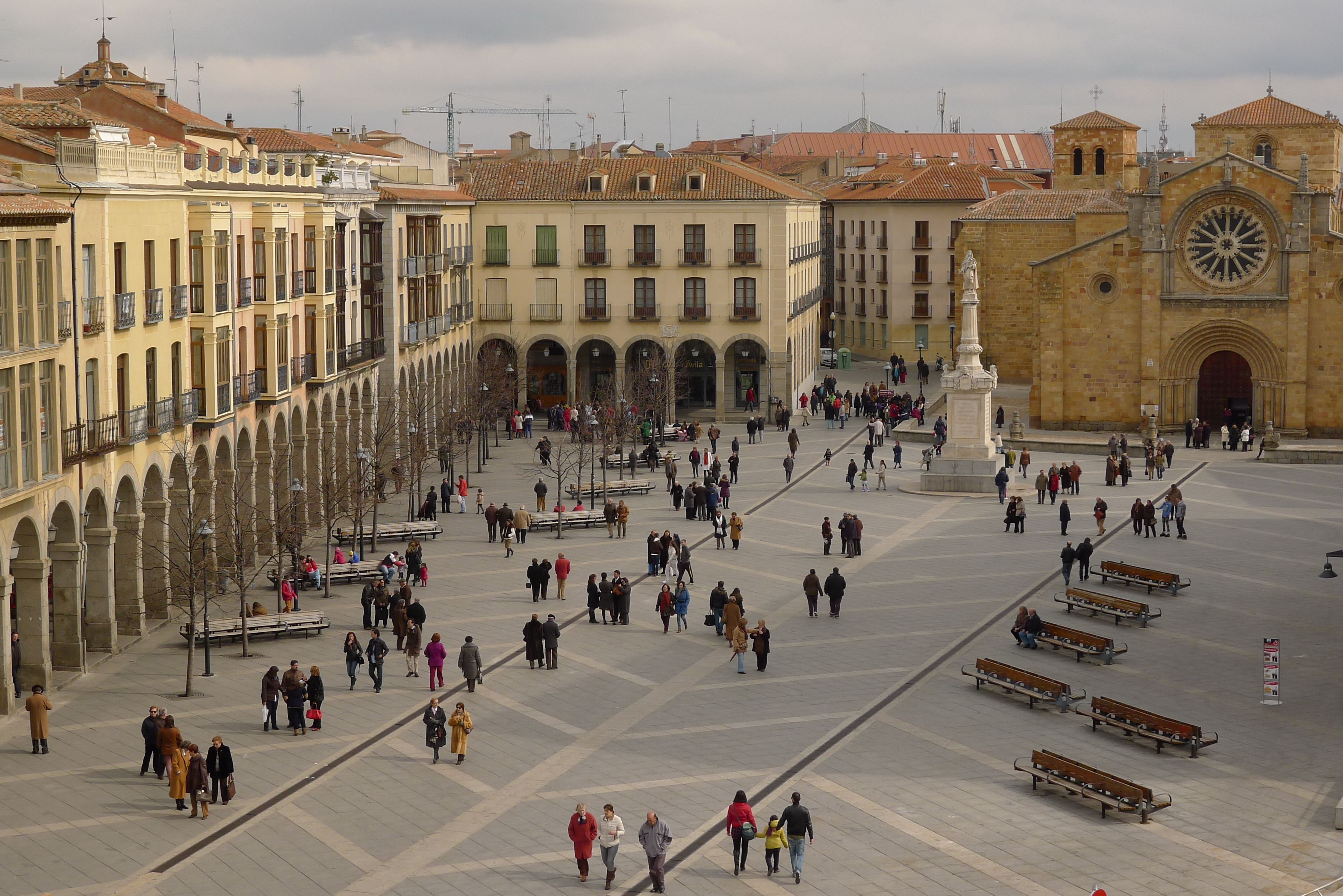
Plaza de Santa Teresa

Ávila cuenta con una población de 58 111 habitantes (INE 2024).
| Gráfica de evolución demográfica de Ávila entre 1842 y 2021 |
| |
| Población de derecho según los censos de población del INE Población de hecho según los censos de población del INEEn estos censos se denominaba Avila de los Caballeros: 1860 Entre el censo de 1981 y el anterior, crece el término del municipio porque incorpora a La Alamedilla del Berrocal, Aldea del Rey Niño, Bernuy Salinero, Narrillos de San Leonardo, Urraca Miguel y Vicolozano |

Ávila es una de las capitales de provincia menos pobladas del país. Se trata del municipio más poblado de la provincia, así como el de mayor extensión, concentrando alrededor del 34 % del total de población de la provincia.

### Distribución de la población en núcleos
El municipio de Ávila está conformado por la ciudad de Ávila —la capital de este— y por un total de siete pedanías: Aldea del Rey Niño, Alamedilla del Berrocal, Bernuy-Salinero, Brieva, Vicolozano, Narrillos de San Leonardo y Urraca-Miguel.
| Entidad de Población | Coordenadas                                         | Población (2012) | Distancia (km) | Código postal | Mapa |
| --- | --------------------------------------------------- | ---------------- | -------------- | ------------- | --- |
| Ávila | 40°39′24″N 4°42′2″O / 40.65667, -4.70056            | 58 185           | -              | 05001-05006   | \| Ávila Aldea del Rey Niño Alamedilla del Berrocal Bernuy-Salinero Brieva Vicolozano Narrillos de San Leonardo Urraca-Miguel \| |
| Aldea del Rey Niño | 40°35′13″N 4°44′42″O / 40.58694, -4.74500           | 272              | 11,3           | 05197         | \| Ávila Aldea del Rey Niño Alamedilla del Berrocal Bernuy-Salinero Brieva Vicolozano Narrillos de San Leonardo Urraca-Miguel \| |
| Alamedilla del Berrocal | 40°42′24″N 4°45′54″O / 40.70667, -4.76500           | 85               | 9,1            | 05160         | \| Ávila Aldea del Rey Niño Alamedilla del Berrocal Bernuy-Salinero Brieva Vicolozano Narrillos de San Leonardo Urraca-Miguel \| |
| Bernuy-Salinero | 40°40′3″N 4°45′37″O / 40.66750, -4.76028            | 23               | 9,2            | 05195         | \| Ávila Aldea del Rey Niño Alamedilla del Berrocal Bernuy-Salinero Brieva Vicolozano Narrillos de San Leonardo Urraca-Miguel \| |
| Brieva | 40°41′37.43″N 4°37′41.62″O / 40.6937306, -4.6282278 | 36               | 13,0           | 05194         | \| Ávila Aldea del Rey Niño Alamedilla del Berrocal Bernuy-Salinero Brieva Vicolozano Narrillos de San Leonardo Urraca-Miguel \| |
| Vicolozano | 40°40′53″N 4°37′55″O / 40.68139, -4.63194           | 70               | 11,5           | 05194         | \| Ávila Aldea del Rey Niño Alamedilla del Berrocal Bernuy-Salinero Brieva Vicolozano Narrillos de San Leonardo Urraca-Miguel \| |
| Narrillos de San Leonardo                                                                                                  | 40°41′43″N 4°43′30″O / 40.69528, -4.72500           | 191              | 5,7            | 05160         | \| Ávila Aldea del Rey Niño Alamedilla del Berrocal Bernuy-Salinero Brieva Vicolozano Narrillos de San Leonardo Urraca-Miguel \| |
| Urraca-Miguel | 40°40′19″N 4°31′22″O / 40.67194, -4.52278           | 53               | 16,0           | 05195         | \| Ávila Aldea del Rey Niño Alamedilla del Berrocal Bernuy-Salinero Brieva Vicolozano Narrillos de San Leonardo Urraca-Miguel \| |
| Total |                                                     | 58 915           |                |               | \| Ávila Aldea del Rey Niño Alamedilla del Berrocal Bernuy-Salinero Brieva Vicolozano Narrillos de San Leonardo Urraca-Miguel \| |
| Fuentes: Caja España: Ficha Municipal de Ávila Datos de 2011, Google Earth.                                                |                                                     |                  |                |               | \| Ávila Aldea del Rey Niño Alamedilla del Berrocal Bernuy-Salinero Brieva Vicolozano Narrillos de San Leonardo Urraca-Miguel \| |
| Ávila Aldea del Rey Niño Alamedilla del Berrocal Bernuy-Salinero Brieva Vicolozano Narrillos de San Leonardo Urraca-Miguel |                                                     |                  |                |               | |

## Administración y política

### Gobierno municipal
En las primeras elecciones democráticas de 1979 se impuso UCD, con 15 concejales, frente a los 5 del PSOE y un único concejal del PCE. El alcalde sería Pedro García Burguillo, que había sido previamente alcalde de la localidad segoviana de Villacastín entre 1969 y 1976. En las elecciones de 1983 se impondría la Coalición Popular, conformada por Alianza Popular, Partido Demócrata Popular y Unión Liberal, que gobernó el Ayuntamiento en minoría con el apoyo de nueve concejales, frente a los 7 del PSOE y los 5 de CDS. El alcalde fue José Luis Pujades Martín, que sin embargo dimitiría por razones personales. El gobierno municipal durante este mandato estuvo plagado de dificultades, como el Plan de Ordenación Urbana, un problemático abastecimiento de agua, el retraso en la construcción de un nuevo matadero o la fuerte deuda municipal. En esta tesitura el sucesor de Pujades Martín en la alcaldía, Isidoro Heras Díaz, de Unión Liberal, presentó también su dimisión, despidiéndose con la frase: «Yo quiero la paz y por eso me voy». El tercer alcalde dentro de este mandato fue Mario Galán Sáez, cuya elección solo tuvo a favor los votos del grupo Popular, debido a que los concejales del PSOE y los de CDS decidieron no participar en ella.
En las elecciones de 1987 se impondría la centrista CDS, con 11 concejales, frente a los 6 de Alianza Popular, los 3 del PSOE y el único de Izquierda Unida. El alcalde de la ciudad durante esta etapa fue Antonio Encinar Núñez. En las comicios de 1991 se impuso el Partido Popular, con 11 concejales, frente a los 5 de la centrista CDS, los 4 del PSOE y el concejal obtenido por Izquierda Unida. El alcalde durante este período sería el futuro ministro de Administraciones Públicas, de Justicia, de Interior y portavoz del partido Popular Ángel Acebes Paniagua. En las elecciones de 1995 se alzó de nuevo con el poder el Partido Popular, con 14 concejales, frente a los 3 del PSOE, 3 de IU y el obtenido por la Agrupación Independiente de Ávila. La alcaldesa durante este período legislativo, en el que hubo una intensa actividad de obras y mejoras de los espacios públicos de la ciudad, fue Dolores Ruiz Ayúcar, que tras terminar su mandato pretendió continuar y buscar una reelección, pero el Partido Popular designó a Agustín Díaz de Mera como el futuro candidato para las elecciones de 1999.
Tras las elecciones de 1999 la alcaldía fue de nuevo ocupada por un miembro del Partido Popular, en este caso el anteriormente mencionado Agustín Díaz de Mera, con 13 concejales frente a los 5 del PSOE y los 3 de IU. Díaz de Mera sin embargo dejaría su cargo en 2002 por ser nombrado director general de la Policía y no poder compatibilizar ambos cargos.
Sería relevado por el cargo por Miguel Ángel García Nieto, el cual lograría hacerse con la alcaldía en tres elecciones consecutivas —2003, 2007 y 2011—. En las elecciones municipales de 2011 Miguel Ángel García Nieto, del Partido Popular, revalidó su cargo de alcalde al imponerse su partido político en los comicios a las agrupaciones de PSOE, UPyD e IU, encabezadas respectivamente por Juan Antonio Chamorro, Manuel Vicente y Montse Barcenilla.
El Ayuntamiento está dividido en las siguientes áreas de gestión:
- Presidencia, Interior y Cultura
- Urbanismo, Patrimonio y Medio Ambiente
- Servicios Sociales y Hacienda
- Empleo, Industria, Comercio y Turismo
- Empleo, Industria, Desarrollo Económico e Innovación, Comercio y Consumo
- Cultura, Educación y Barrios Anexionados
- Servicios a la Ciudad
- Servicios Sociales, Participación Ciudadana, Igualdad de Oportunidades y Juventud

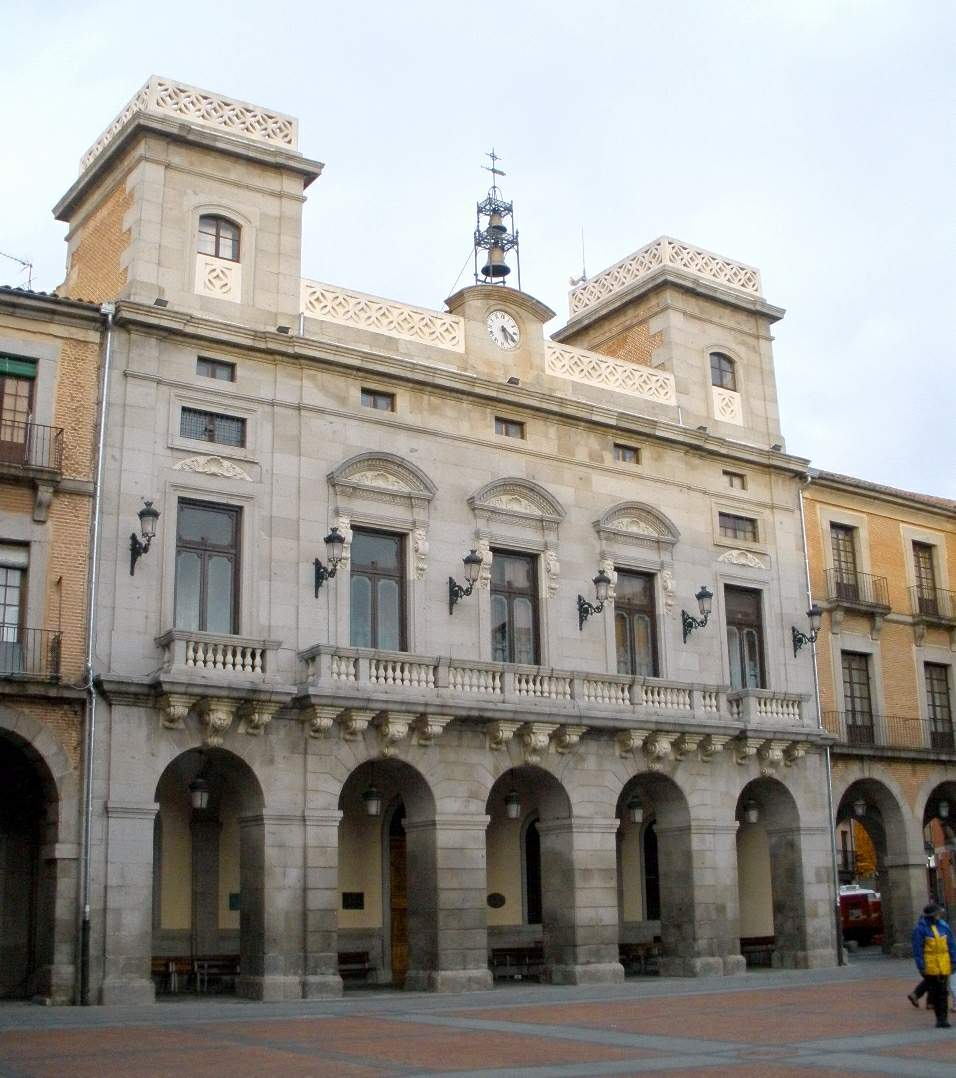
Sede del Ayuntamiento de Ávila

- Deportes y Fiestas
- Administración Local

| Periodo   | Nombre                       | Partido | Partido                           |
| --------- | ---------------------------- | ------- | --------------------------------- |
| 1979-1983 | Pedro García Burguillo       |         | Unión de Centro Democrático (UCD) |
| 1983-1983 | José Luis Pujades Martín     |         | Alianza Popular (AP)              |
| 1983-1984 | Isidoro Heras                |         | Alianza Popular (AP)              |
| 1984-1987 | Mario Galán Sáez             |         | Alianza Popular (AP)              |
| 1987-1991 | Antonio Encinar Núñez        |         | Centro Democrático y Social (CDS) |
| 1991-1995 | Ángel Acebes Paniagua        |         | Partido Popular (PP)              |
| 1995-1999 | Dolores Ruiz Ayúcar          |         | Partido Popular (PP)              |
| 1999-2002 | Agustín Díaz de Mera         |         | Partido Popular (PP)              |
| 2002-2015 | Miguel Ángel García Nieto    |         | Partido Popular (PP)              |
| 2015-2019 | José Luis Rivas Hernández    |         | Partido Popular (PP)              |
| 2019-act. | Jesús Manuel Sánchez Cabrera |         | Por Ávila (XAV)                   |

| Partido político                         | 2023   | 2023  | 2023       | 2019   | 2019  | 2019       | 2015  | 2015   | 2015       | 2011   | 2011  | 2011       | 2007   | 2007  | 2007       |
| Partido político                         | Votos  | %     | Concejales | Votos  | %     | Concejales | Votos | %      | Concejales | Votos  | %     | Concejales | Votos  | %     | Concejales |
| Por Ávila (XAV)                          | 11 075 | 38,37 | 11         | 11 223 | 35,14 | 11         | —     | —      | —          | —      | —     | —          | —      | —     | —          |
| Partido Popular (PP)                     | 7525   | 26,07 | 7          | 6886   | 21,56 | 6          | 9508  | 33,00  | 9          | 14 732 | 51,70 | 14         | 16 996 | 60,14 | 16         |
| Partido Socialista Obrero Español (PSOE) | 4459   | 15,45 | 4          | 6177   | 19,34 | 6          | 4470  | ;15,52 | 4          | 4944   | 17,35 | 4          | 7566   | 26,77 | 7          |
| Vox                                      | 2869   | 9,94  | 3          | 1416   | 4,43  | 0          | 639   | 2,22   | 0          | —      | —     | —          | —      | —     | —          |
| Izquierda Unida-Los Verdes (IU-LV)       | 1398   | 4,84  | 0          | 875    | 2,74  | 0          | 2906  | 10,09  | 3          | 2977   | 10,45 | 3          | 2656   | 9,40  | 2          |
| Ciudadanos (CS)                          | 654    | 2,26  | 0          | 2715   | 8,50  | 2          | 5183  | 17,99  | 5          | —      | —     | —          | —      | —     | —          |
| Unión Progreso y Democracia (UPyD)       | —      | —     | —          | 810    | 2,54  | 0          | 1734  | 6,02   | 1          | 4062   | 14,26 | 4          | —      | —     | —          |
| Trato Ciudadano                          | —      | —     | —          | —      | —     | —          | 2989  | 10,38  | 3          | —      | —     | —          | —      | —     | —          |

### Instituciones provinciales

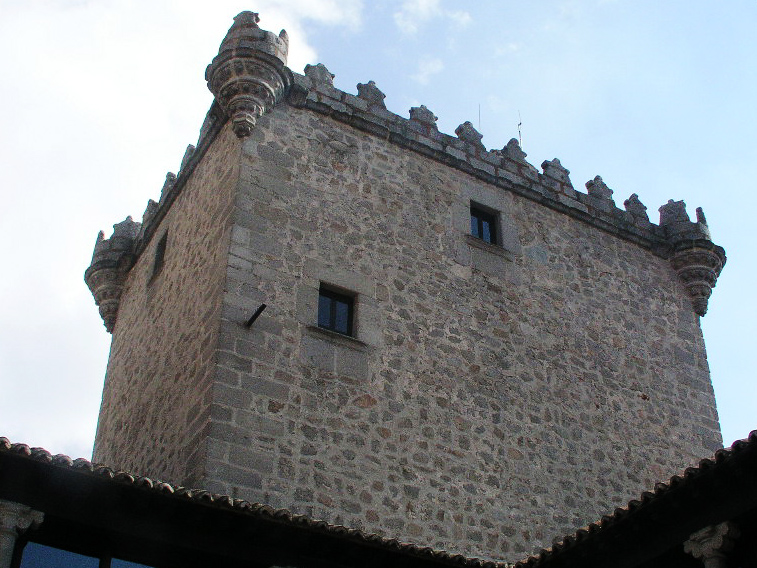
Torreón de los Guzmanes, sede de la Diputación Provincial de Ávila

La ciudad es capital de la provincia homónima. En Ávila tiene su sede la Diputación Provincial de Ávila. Es la institución a la que corresponde el gobierno y la administración de la provincia de Ávila. Desde 1987 el emplazamiento de la Diputación Provincial es el Torreón de los Guzmanes.

### Justicia
Ávila es cabeza del partido judicial número 3 de la provincia de Ávila, al que pertenecen otros 106 municipios de la provincia. Esta adscripción fue fijada por la Ley de demarcación y de planta judicial el 28 de diciembre de 1988.

## Economía
En 2007 un 78,3 % de los trabajadores del municipio estaban enclavados en el sector servicios, 11,4 % a la construcción, 8,7 % en el sector industrial y solo un 1,5 % en el sector primario. A fecha de 2011 la cifra de paro en el municipio se situaba en torno al 13,5 % (5543). El presupuesto municipal en 2010 fue de 64 199 099 €. En el año 2011 había un total de 18 bancos, 38 cajas de ahorros y 5 cooperativas de crédito en Ávila.
| Gráfica de evolución del porcentaje de paro de Ávila entre 1996 y 2011                                                    |
| |
| % de paro registrado sobre población potencialmente activa según el Anuario Económico de España de La Caixa, del año 2012 |

### Sector primario

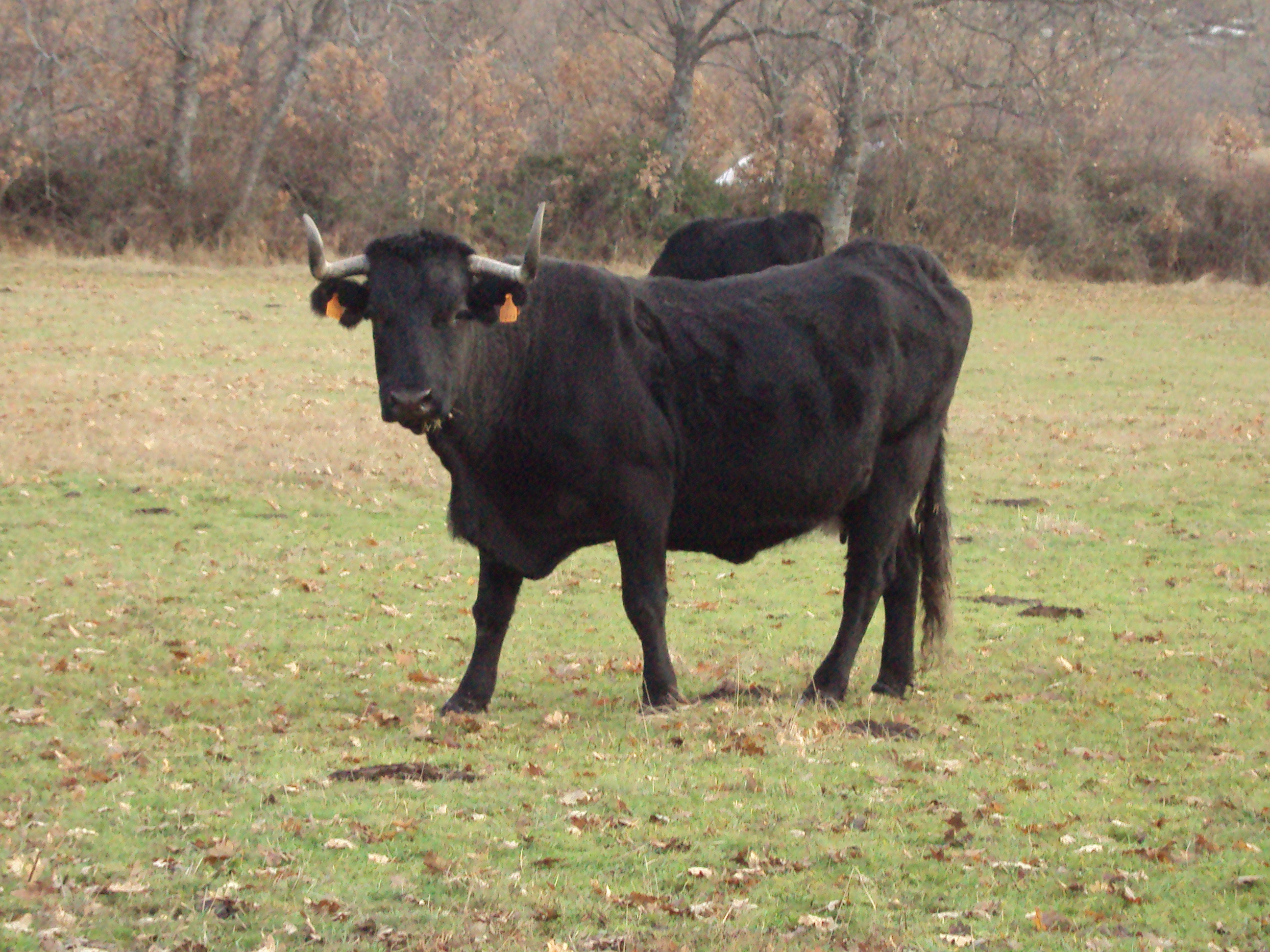
Vaca avileña negra ibérica

El sector primario supone un porcentaje escaso del mercado de trabajo del municipio, el 1,5 % de los trabajadores. La mayor parte del suelo rústico no destinado a pastos y zonas no cultivadas es usado para terrenos de labor de secano (2170 ha) y especies maderables de crecimiento lento (4648 ha). Según el INE en 2009 la cabaña ganadera del municipio era de 6973 unidades ganaderas.
El término municipal está comprendido dentro del área de la carne vacuna con indicación geográfica protegida Carne de Ávila, de la raza avileña-negra ibérica.

### Sector secundario

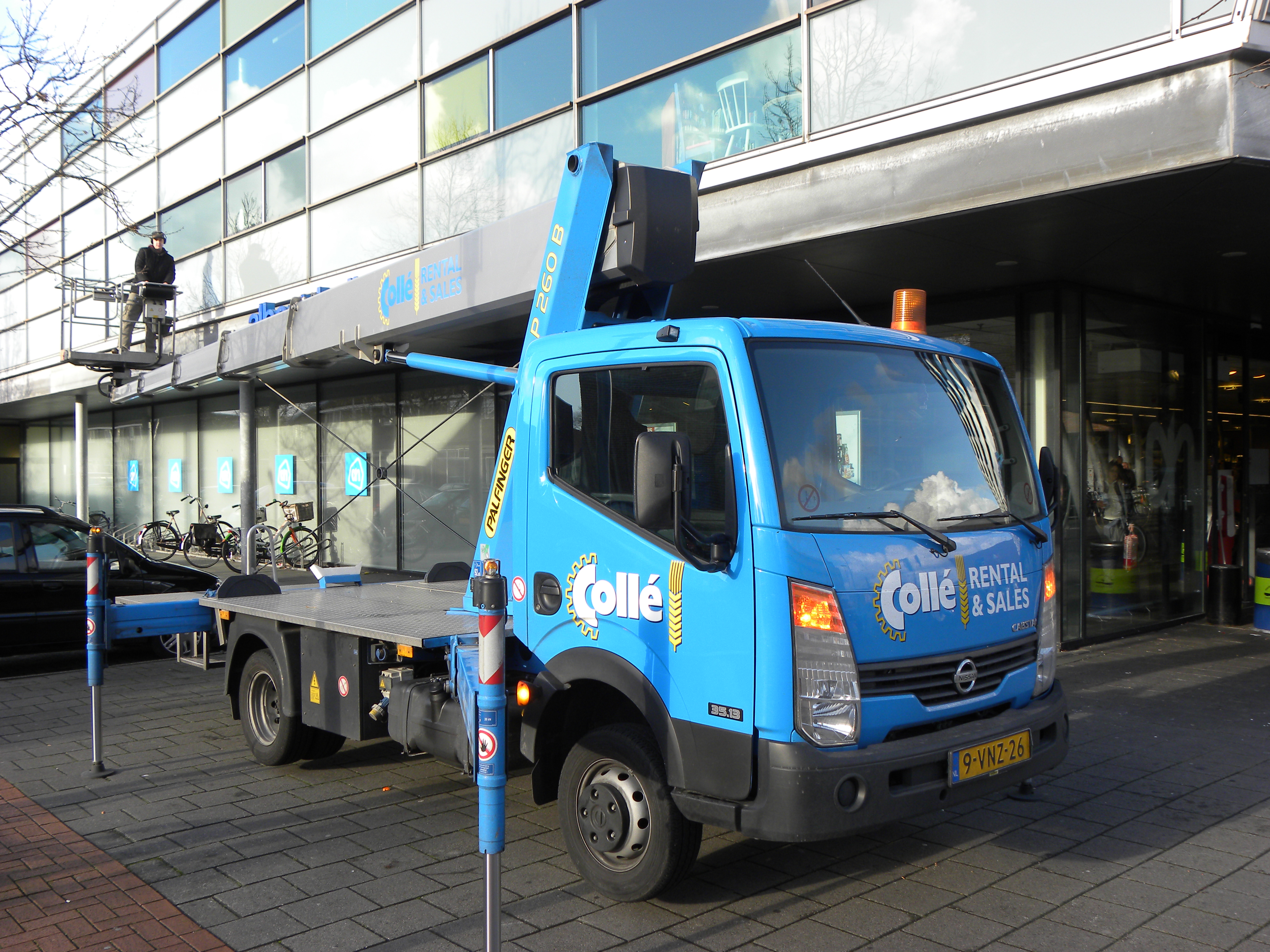
Nissan Cabstar, uno de los modelos fabricados en la ciudad

Uno de los motores económicos de la ciudad de Ávila es el sector industrial. La ciudad cuenta con dos polígonos industriales, el de las Hervencias y el de Vicolozano.
- Polígono de Vicolozano: situado al noreste de la ciudad, a 2,5 km de esta.[164] Se encuentra entre las carreteras N-110 y AP-51. Inaugurado en 2002, está dividido en dos sectores, Vicolozano I y Vicolozano II, entre los que suman un total de 615 162 m², 436 578 m² de ellos de suelo industrial.[165]
- Polígono de las Hervencias: situado dentro de la localidad de Ávila, en la carretera de Valladolid. Se encuentra junto al parque empresarial «Cordel de las Moruchas» y el Centro Logístico de Castilla y León. Tiene un total de 141 420 m², de los cuales 80 064 m son de suelo industrial.[165]

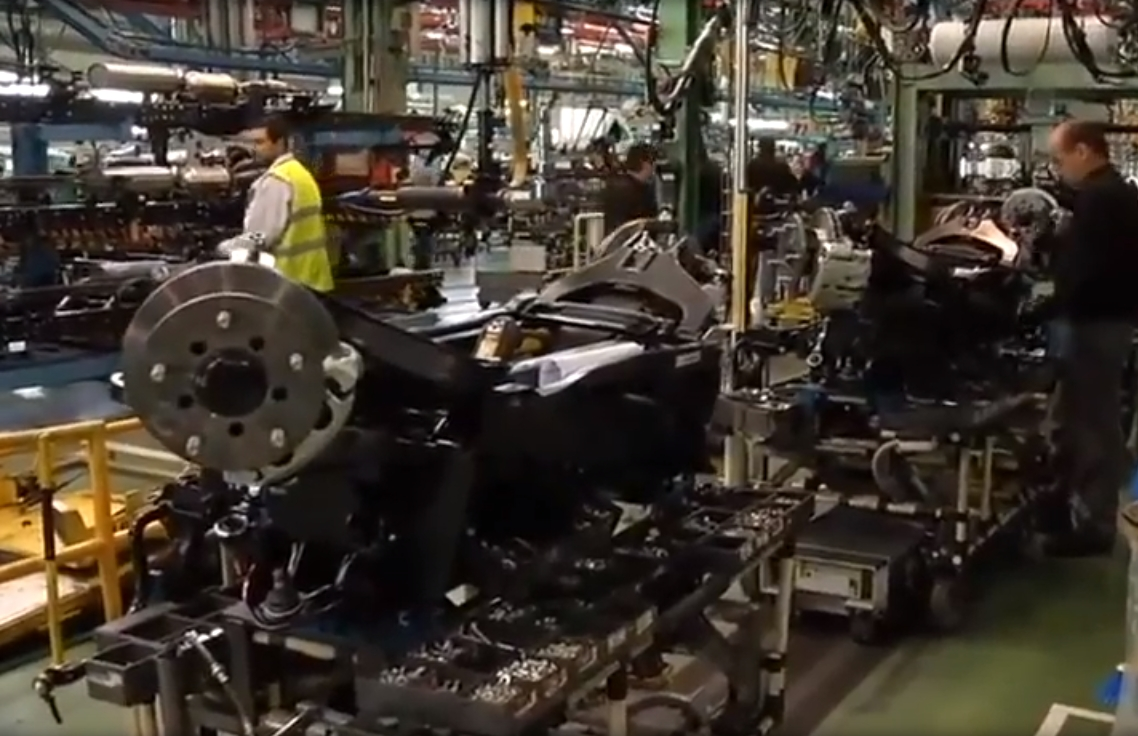
Planta de Nissan en Ávila

Existe una importante fábrica de la empresa Nissan. Esta fue fundada el 26 de julio de 1956 bajo la denominación de Sociedad Anónima de Fabricación de Automóviles Diésel (Fadisa), pero la fábrica no se inauguraría hasta el 21 de abril de 1959. En primera instancia estuvo dedicada a la fabricación de furgonetas Alfa Romeo. En 1967 sería absorbida por Motor Ibérica y tras diversos cambios de manos terminaría pasando a ser propiedad de Nissan Motor Ibérica S. A. en el año 1987. En 2013 contaba con una plantilla de 503 trabajadores y en ella se llevaba a cabo la producción de tres modelos de camión.

### Sector terciario

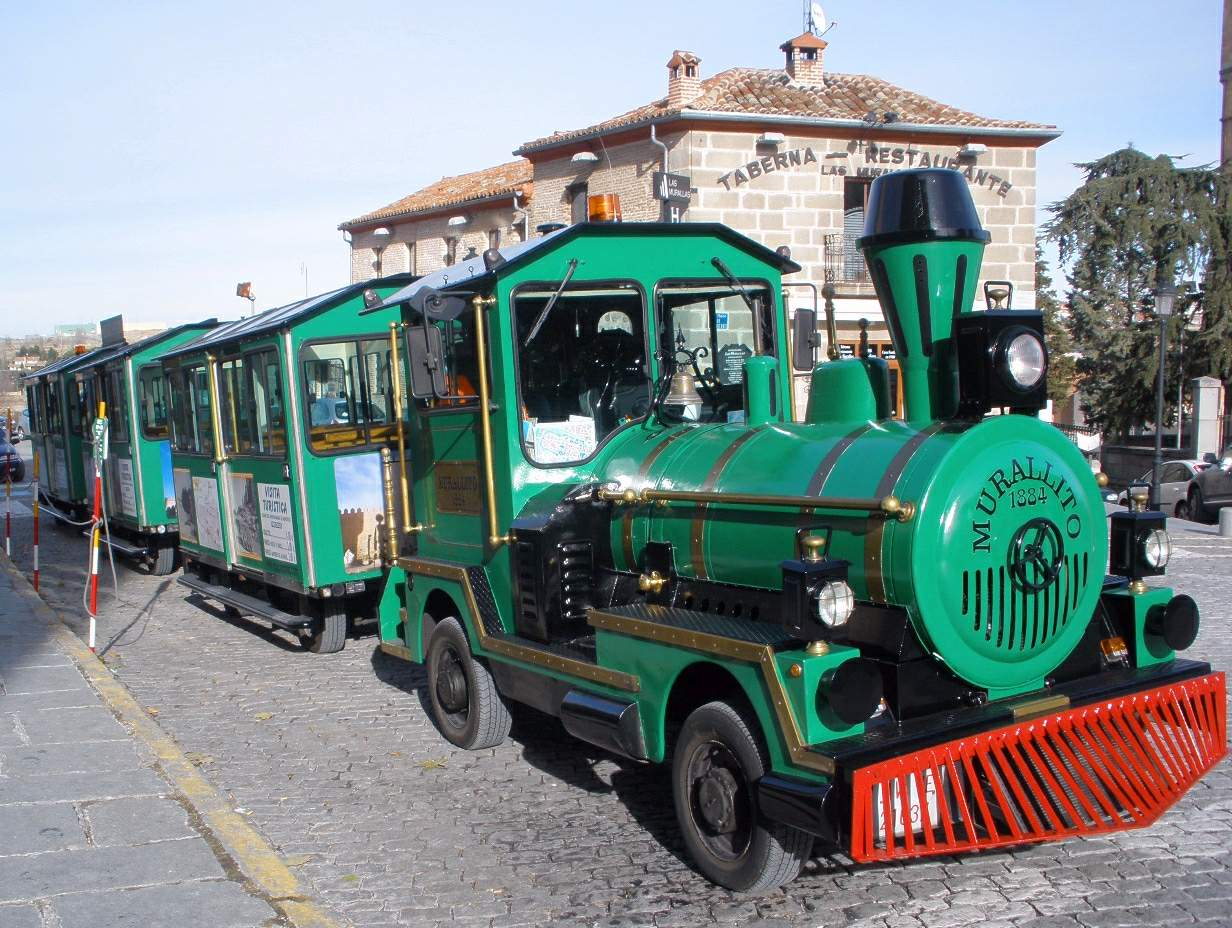
Tren turístico en 2014

El sector servicios es el auténtico motor de la economía abulense. El turismo es una de las piedras angulares de la economía de Ávila. La ciudad es un referente dentro de la oferta turística de Castilla y León, con un gran valor histórico, cultural y paisajístico. Ya desde comienzos del siglo XX cuenta con tradición de «ciudad de excursión». Aproximadamente el 70-80 % del turismo en Ávila es de origen español y la duración media de la estancia en la ciudad no suele llegar a las dos noches, predominando por tanto el «turismo de proximidad». El turismo en la ciudad experimentó un boom durante el año 2004, a raíz de la exposición de Las Edades del Hombre, tras lo cual estabilizó su crecimiento, para, a partir de 2008, empezar a sentir los inevitables efectos de la crisis.

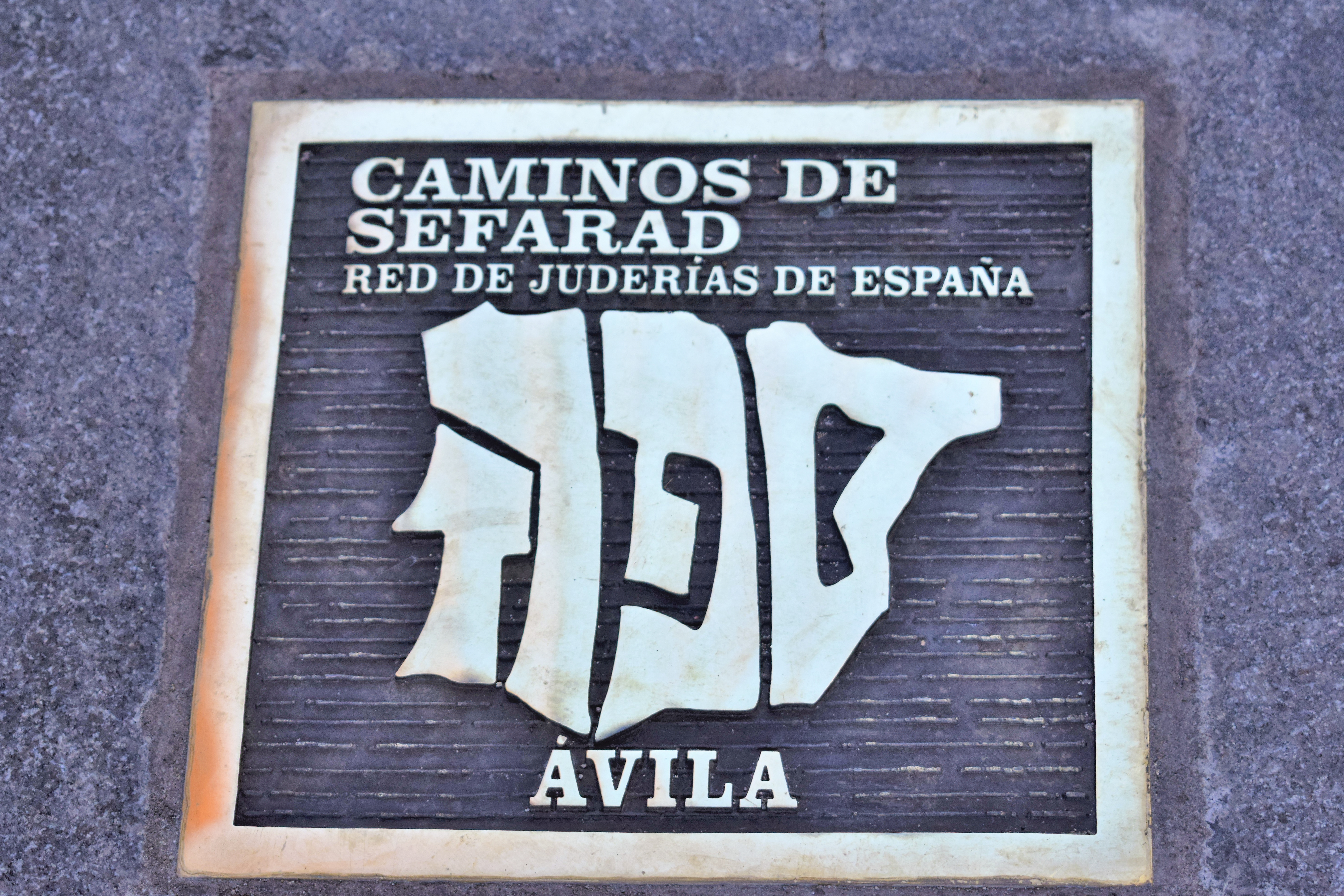
Placa símbolo de la Red de Juderías de España en Ávila

Se trata una de las ciudades con mayor afluencia de turistas en busca de turismo rural durante la Semana Santa en territorio español. Ávila ha experimentado una evolución muy positiva de sus plazas hoteleras, ya que en 1976 solo tenía 688, 1192 en el año 1995 y en el año 2009 contaba ya con 2684. Existen multitud de ofertas guiadas por parte del ayuntamiento —que le generan pingües beneficios— de la ciudad, así como un tren turístico, denominado «Murallito».
Ávila cuenta con un mercado municipal —Mercado Municipal de Abastos— localizado en la calle Tomás Luis de Victoria. Todos los viernes no festivos del año se desarrolla en la plaza del Mercado Chico un mercado con hortalizas, frutas, verduras, frutos secos, encurtidos o artesanía variada. En los aledaños de la plaza de toros se desarrolla también los viernes, la venta de ropa, calzado, marroquinería, artesanía, antigüedades, ferretería, numismática, filatelia o mineralogía. En las afueras de la ciudad, al noreste, hay un centro comercial llamado el Bulevar con diferentes tiendas de moda, hogar y complementos.

## Servicios

### Educación

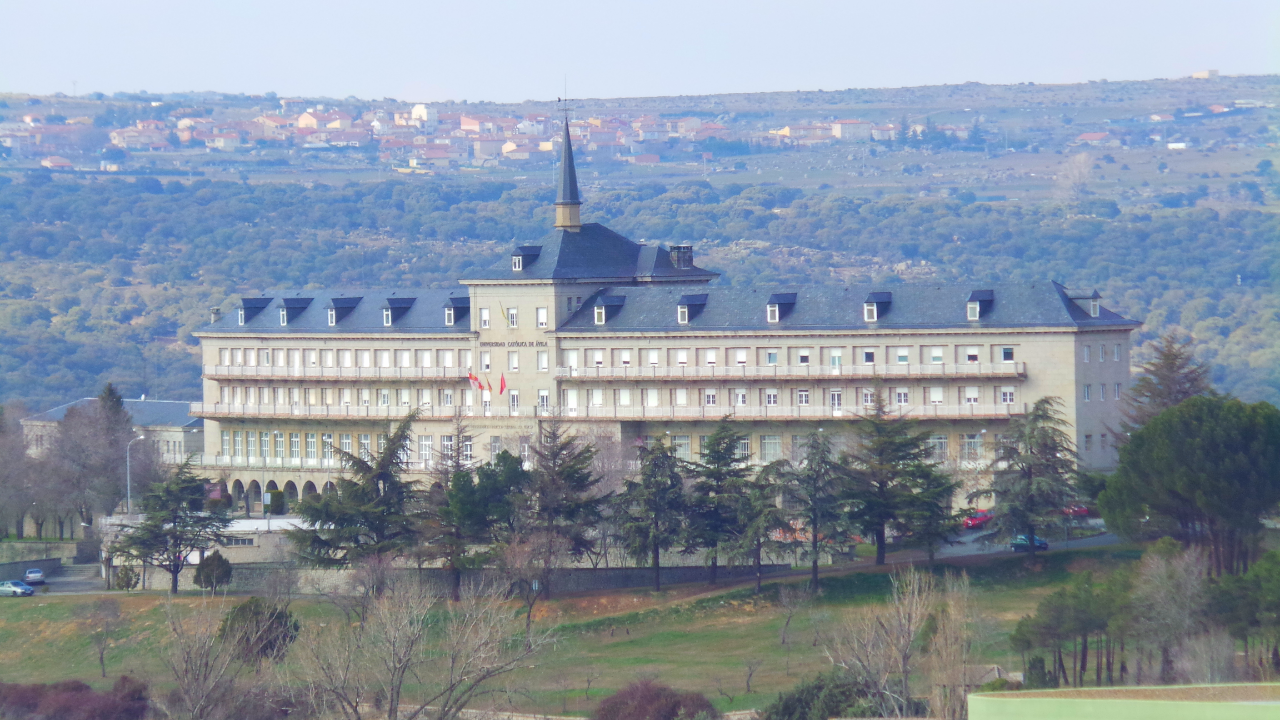
Edificio de Centros Universitarios, antigua sede del Colegio de Huérfanos de Ferroviarios, Academia de la Policía Nacional e Instituto de Educación Secundaria. Dependiente de la Diputación de Ávila aloja a la Fundación Cultural Sta. Teresa, la Escuela Universitaria de Enfermería de Ávila (de la Universidad de Salamanca), UNED-Ávila y la Universidad Católica de Ávila

En la ciudad hay cinco centros públicos de educación secundaria, los institutos IES Alonso de Madrigal, IES Isabel de Castilla, IES Jorge Santayana, IES José Luis López Aranguren e IES Vasco de la Zarza. Ávila además cuenta con otras seis instituciones, de carácter privado, donde también se imparte educación secundaria, los centros Asunción de Nuestra Señora, Pablo VI, Purísima Concepción «Las Nieves», Santísimo Rosario Mosén Rubí, Seminario Menor Diocesano y el Medalla Milagrosa.
Ávila cuenta con el Campus de Ávila, institución universitaria especializada en formación del profesorado, ciencias de la salud e ingeniería. El Campus está formado por tres centros: la Escuela Politécnica Superior de Ávila, la Escuela Universitaria de Educación y Turismo de Ávila y la Escuela Universitaria de Enfermería de Ávila. Los dos primeros centros forman parte de la Universidad de Salamanca y el tercero está adscrito a ella. En Ávila tiene también su sede la Universidad Católica de Ávila (UCAV). Se trata de una universidad privada fundada en 1996, que imparte 12 grados y 10 másteres oficiales.
La ciudad cuenta con una sede de la Escuela Oficial de Idiomas en la que se imparten cursos de inglés, alemán, francés e italiano. También dispone del Conservatorio Profesional de Música Tomás Luis de Victoria, en el que se imparten enseñanzas elementales y profesionales —desde 1999— y que depende de la Consejería de Educación de la Junta de Castilla y León. También existe un Centro de Educación de Personas Adultas.
En 1986 fue fundada en la ciudad la Universidad de la Mística, oficialmente denominada Centro Internacional Teresiano-Sanjuanista. Se trata de una institución docente dedicada a promover el estudio sistemático de la doctrina espiritual de Santa Teresa de Jesús y San Juan de la Cruz. No se trata de una universidad en el sentido estricto del término.

### Sanidad

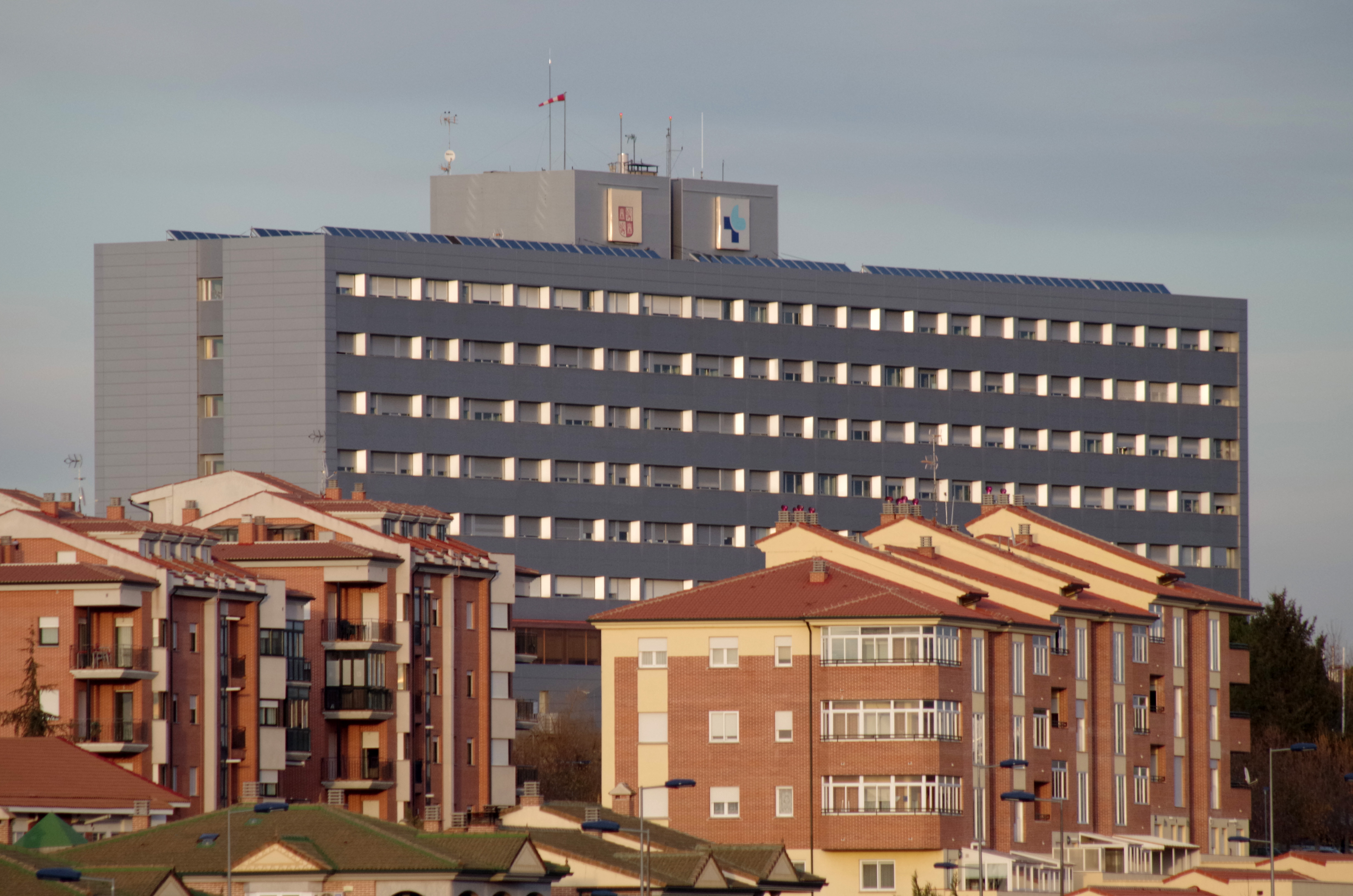
Hospital Nuestra Señora de Sonsoles

La ciudad cuenta en la actualidad con dos hospitales. El hospital Nuestra Señora de Sonsoles está localizado al noreste del núcleo urbano y dispone de un total de 381 camas instaladas, 8 quirófanos y 2 paritorios. El Hospital Provincial de Ávila, de menor tamaño, se localiza al sur de la ciudad y cuenta con 88 camas y 3 quirófanos. Aparte de estos dos centros hospitalarios hay en la actualidad cinco centros de atención primaria: Ávila Norte, Ávila Sur Este, Ávila Suroeste, Ávila Estación y Ávila Rural.

### Servicios sociales
Ávila cuenta con la oficina provincial de la Cruz Roja Española que en 2013 contaba con 3470 socios y 2151 voluntarios. También está la sede de «Cáritas Diocesana de Ávila», en la calle San Juan de la Cruz. Los servicios sociales municipales básicos, de carácter genérico y dirigidos a todos los sectores de la población abulense, son ofrecidos a través de una red de cuatro centros: «Centro de Acción Social Zona Centro», «Centro de Acción Social Zona Norte», «Centro de Acción Social Zona Sur» y «Centro de Acción Social Zona Este».
Existe también un plan de ayudas de emergencia social, programa de becas de comedor escolar para estudiantes de Preescolar o Primaria con bajos recursos económicos, un centro de albergue para transeúntes gestionado por Cáritas —con 30 plazas—, plan de viviendas municipales en alquiler; así como programas de orientación y asesoramiento, de orientación familiar y de animación comunitaria.

### Seguridad ciudadana
Ávila es sede desde 1980 de la Escuela Nacional de Policía, en la que se imparten los cursos y programas formativos de acceso a las Escalas Básica y Ejecutiva del Cuerpo Nacional de Policía, así como otros programas formativos enfocados a alumnos de otros cuerpos policiales y cursos destinados a la promoción dentro del Cuerpo. La comisaría de policía de la ciudad, en la calle San Roque, es la única de la provincia en la que se expiden DNI.
La ciudad cuenta con un parque móvil de bomberos —emplazado desde el año 1996 en el polígono de las Hervencias, ya que el cuerpo de bomberos de la ciudad fue fundado en el año 1863— así como con cuerpo de Protección Civil.

### Energía y gestión de residuos
En el municipio existen un total de nueve estaciones de servicio para el abastecimiento de combustible, tres de ellas de la empresa Repsol, además de instalaciones de Cepsa y BP.

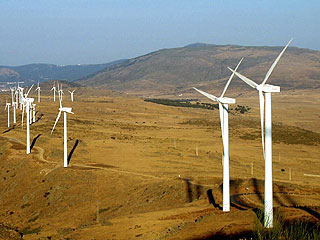
Parque eólico en la provincia

Entre los municipios de Ávila y Tornadizos de Ávila hay un parque eólico denominado Parque Eólico de los Altos de Voltoya, instalado en 2004. Cuenta con una potencia nominal de 11,88 MW, gracias a 18 turbinas Gamesa G47/660 de 660 kW cada una, con un diámetro de 41 m. En 2006 se concedió a Endesa la instalación de otro parque eólico en la pedanía de Urraca-Miguel, con un total de 19 aerogeneradores de 850 kW de potencia unitaria.
Ávila cuenta con una planta de tratamiento de residuos en la pedanía de Urraca-Miguel, que opera desde el año 2004 y da servicio a toda la zona norte de la provincia, recogiendo basura de distintas plantas de transferencia de esta, así como de la propia ciudad. Es gestionada por la empresa privada Urbaser, del grupo ACS. La planta cuenta con unidades de biometanización y compostaje para la línea de residuos orgánicos. El biogás generado en el primero de los procesos es empleado para autoabastecimiento del centro, además de descarga de energía a la red, mientras que los lodos generados se destinan a los túneles de compostaje, donde se lleva a cabo un proceso aerobio.
En la ciudad existe una estación depuradora de aguas residuales en la calle del Batán, gestionada por el Ayuntamiento de Ávila y con una capacidad de tratamiento de 100 000 equivalentes-habitante. Esta depuradora generó en el año 2009 un total de 8590 toneladas de residuos no peligrosos, provenientes de los procesos de cribado, desarenado, lodos y mezclas de aceites y grasas generadas en el tratamiento de los efluvios de Ávila.

### Comunicaciones
Carreteras
Ávila está comunicada por carretera con Salamanca a través de la autovía A-50 y con Madrid a través de la autopista de peaje AP-51. Cuenta además con diversas carreteras nacionales que comunican la ciudad con el sur del Sistema Central y con Valladolid.
| Numeración | Nombre                   | Itinerario                                                         |
| ---------- | ------------------------ | ------------------------------------------------------------------ |
| AP-51      | Autopista de peaje AP-51 | Villacastín - Ávila                                                |
| A-50       | Autovía Ávila-Salamanca  | Ávila - San Pedro del Arroyo - Peñaranda de Bracamonte - Salamanca |
| AV-20      | Autovía AV-20            | Circunvalación de Ávila                                            |
| N-110      | Nacional N-110           | Soria - San Esteban de Gormaz - Segovia - Ávila - Plasencia        |
| N-403      | Nacional N-403           | Martín Muñoz de las Posadas - Ávila - Toledo                       |
| N-501      | Nacional N-501           | Ávila - Peñaranda de Bracamonte - Salamanca                        |
| N-502      | Nacional N-502           | Ávila - Talavera de la Reina - Córdoba                             |
| CL-505     | Carretera CL-505         | Ávila - Navas del Marqués - M-505                                  |
| AV-110     | Carretera AV-110         | Ávila - Muñico - Cabezas del Villar - AV-105                       |
| AV-500     | Carretera AV-500         | Ávila - El Espinar - N-6                                           |
| AV-900     | Carretera AV-900         | Ávila - Burgohondo                                                 |

Autobuses

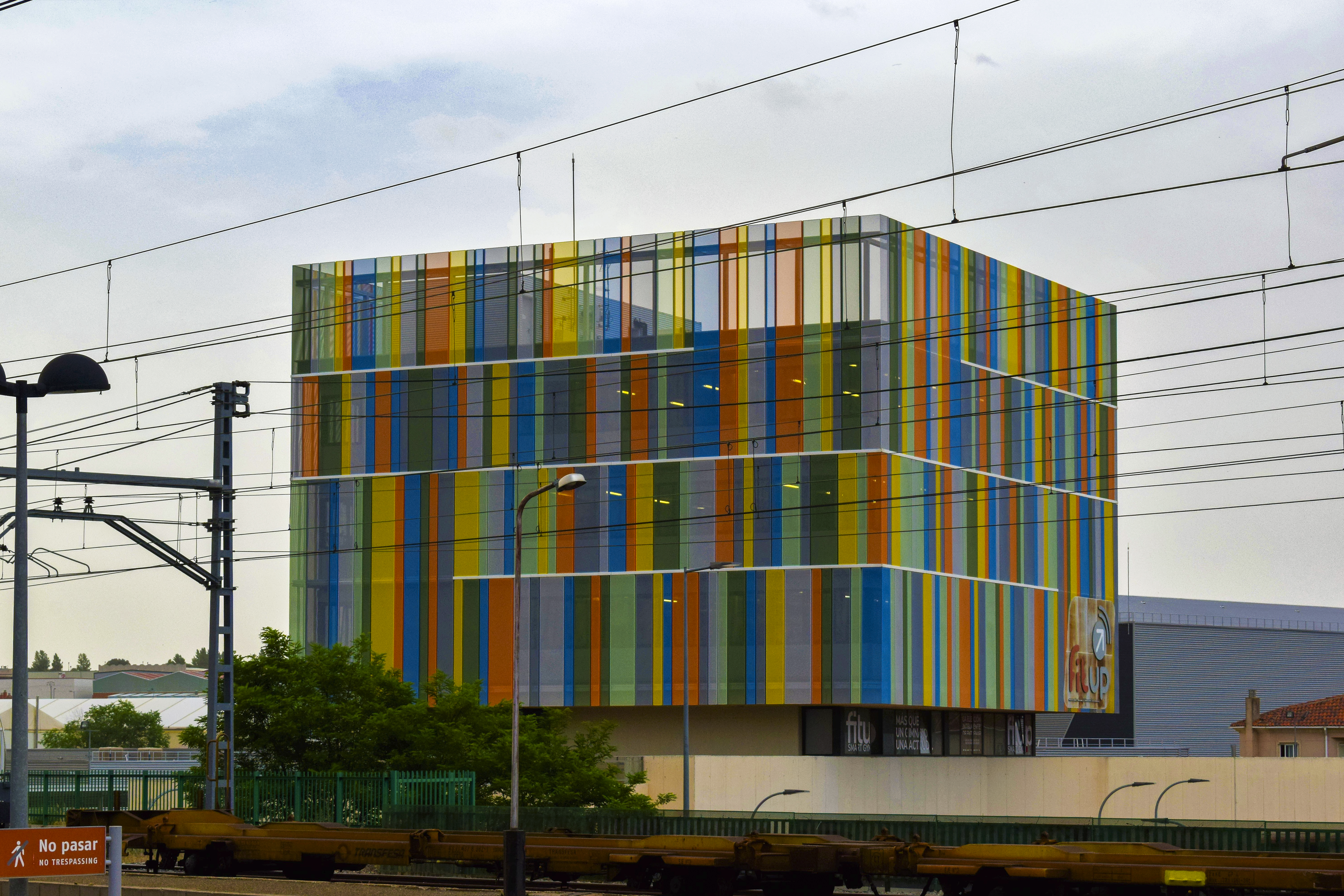
Estación de autobuses

Para el servicio de autobuses interurbanos cuenta con una estación en la avenida Juan Carlos I, a escasos 300 m de la estación de tren de la ciudad. La estación, que sustiye a otra que se situaba junto al parque del Recreo, cuenta con un total de 18 dársenas. Se trata de un edificio con un diseño moderno y que consta de una característica torre de colores.
Ávila cuenta también con una red de autobuses urbanos, gestionados por la empresa Ávilabus (Grupo Avanza). Consta de seis líneas que unen distintos puntos del entramado urbano de la ciudad. Desde el año 2015 cuatro autobuses Man Lion´s City Midi de 10,5 m disponen de rampa eléctrica de acceso para personas con movilidad reducida. El 1 de septiembre de 2016 se reestructuraron las líneas 2 y 4 suprimiendo la línea 7.
| Línea    | Itinerario de las líneas urbanas de autobús en Ávila |  |
| Línea 1  | Plaza de San Nicolás - Escuela de policía            |  |
| Línea 2  | Hospital provincial- Centro universitario            |  |
| Línea 3  | Circular                                             |  |
| Línea 4  | EL Pinar - Escuela de policía                        |  |
| Línea 5  | Circular                                             |  |
| Línea 6  | Escuela de Policía - Calle Igualdad                  |  |
| Línea 11 | EL Pinar - Aldea del Rey Niño                        |  |
| Línea 17 | Escuela de policía-Santuario de Sonsoles             |  |

| N.º bus | Matrícula | Chasis       | Carrocería       | Línea(s)    | Observaciones  |
| ------- | --------- | ------------ | ---------------- | ----------- | -------------- |
| 11      |           | Iveco        | euro 2           | 1           |                |
| 12      |           | Iveco        | euro 2           | 2           |                |
| 13      |           | Iveco        | euro 2           | 3           |                |
| 14      |           | Iveco        | euro 2           | 3           | Apartado       |
| 15      |           | iveco        | euro 2           | 4,6         |                |
| 16      |           | Iveco        | euro 2           | 1           |                |
| 17      |           | Iveco        | euro 2           | 2           |                |
| 18      |           | Iveco        | C40 cityclass    | 3,5,6       |                |
| 19      |           | Iveco        | C40 Cityclass    | 3,5,6       |                |
| 2420    |           | Iveco        | europolis        | 2,4         | Apartado       |
| 21      |           | Iveco        | DAILY            | 7,PU        |                |
| 22      |           | Iveco        | Europolis        | 4,6 (FS)    |                |
| 2423    |           | Mercedes     | Sprinter         | 7           |                |
| 2424    |           | Iveco        | Europolis        | 1,3,5,6     |                |
| 2425    |           | Iveco        | europolis        | 1,3,5, 6    |                |
| 2426    |           | Iveco        | europolis        | 1,3,5,6     |                |
| 2427    |           | Iveco        | europolis        | 1,3,5, 6    |                |
| 2428    |           | Iveco        | europolis        | 1,3,5,6     |                |
| 2429    |           | Iveco        | europolis        | 1,3,5,6     |                |
| 30      |           | Iveco        | daily            | 6,7         | Ex-larrea 829  |
| 31      |           | MAN          | castrosua Magnus | 6           | Ex-eborabus 15 |
| 2432    |           | MAN          | Lion s city midi | 1,2,3,4,5,6 |                |
| 2433    |           | MAN          | Lion s City Midi | 1,2,3,4,5,6 |                |
| 2434    |           | MAN          | Lion s City Midi | 1,2,3,4,5,6 |                |
| 2435    |           | MAN          | Lion s City Midi | 1,2,3,4,5,6 |                |
| 2436    |           | Volvo Hybrid | 7900             | 3,5,6       |                |
| 2437    |           | Volvo Hybrid | 7900             | 3,5,6       |                |
| 2438    |           | Volvo Hybrid | 7900             | 3,5,6       |                |

El 1 de mayo de 2007 entró en vigor en la capital abulense y en diversos municipios del sur de la provincia, al igual que en otros municipios segovianos, el abono de transportes de la Comunidad de Madrid. Dicho abono está formado por un título concertado con las líneas de autobús y tren que enlazan con la capital madrileña, más el título C2 que permite la movilidad por toda la red de transportes de toda la Comunidad de Madrid.
Ferrocarril

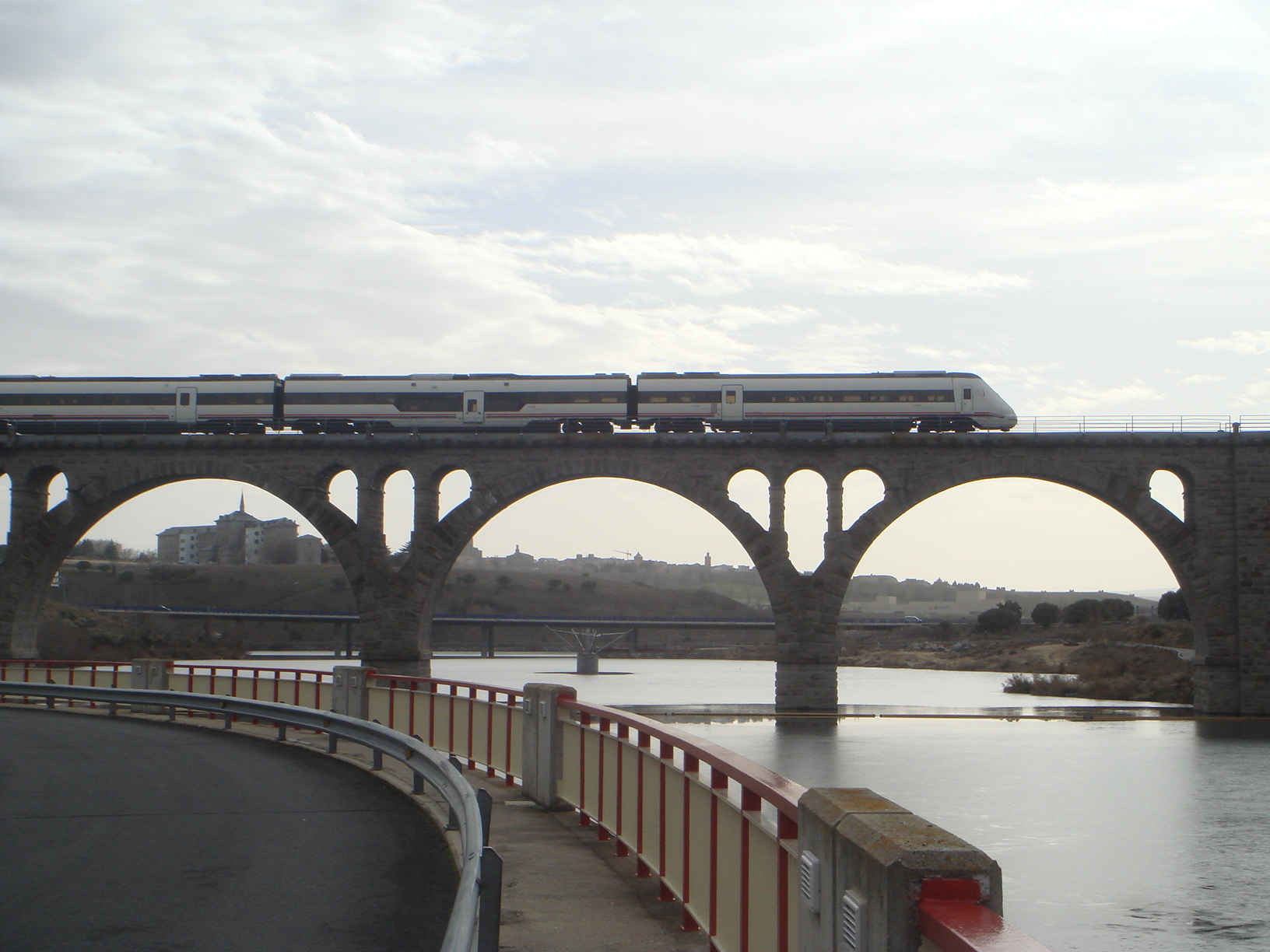
El puente del ferrocarril en la línea Ávila-Salamanca

La ciudad de Ávila cuenta con una estación de tren perteneciente a la red de Adif. Esta estación le otorgó cierta importancia a la ciudad gracias a formar parte del trayecto de la línea de tren Madrid-Irún, construida a mediados del siglo XIX. Fue objeto de intenso debate la idoneidad de esta opción frente a la de un trayecto más directo a través de la sierra de Guadarrama haciendo pasar la línea por Segovia, pero al final esta opción se terminó desestimando en favor de la alternativa abulense. En la decisión final resultaron decisivos el dinero puesto en juego por el ayuntamiento —18 000 reales— y la influencia de El Porvenir Avilés, periódico de la época.
La estación de Ávila gozaba además de importancia añadida por ser el empalme en donde de dicha línea Madrid-Norte de España se separaba un ramal a Salamanca y desde allí a Portugal, a través de Fuentes de Oñoro a Lisboa y por La Fregeneda a Oporto —esta última línea fue cerrada en 1985 por falta de rentabilidad económica—. El tramo entre El Escorial y Ávila fue usado por la Compañía de los Caminos de Hierro del Norte de España para probar el rendimiento de casi todas las locomotoras que se pusieron en servicio a partir de los años 1920. La ciudad de Ávila ha perdido en fechas recientes importancia como nudo ferroviario tras inaugurarse la línea de alta velocidad Madrid-Segovia-Valladolid el 22 de diciembre de 2007. En el Plan de Infraestructuras y Vivienda de 2012 está contemplada la posibilidad de una futura conexión de alta velocidad entre Ávila y Segovia.
Aeropuertos
Ávila no cuenta con ningún aeropuerto. El aeropuerto internacional más cercano es el de Madrid-Barajas, situado a 130 km. Otros aeropuertos cercanos son el de Valladolid —con algunos vuelos internacionales— y situado a 148 km o el de Salamanca, a 89 km.
A 10 km de la ciudad de Ávila se encuentra el aeródromo del Valle de Amblés-El Salobral, en el término municipal de El Fresno. Se trata de un aeroclub local de carácter deportivo.

## Urbanismo
La ciudad antigua
El interior de la ciudad mantiene aún hoy día el trazado típico de las ciudades romanas tipo hiberna —castros estables—, de contorno rectangular, con dos calles principales —cardo y decumano— que se cortan ortogonalmente en el centro, donde estaba el foro. Actualmente este trazado aparece solo parcialmente modificado, reconociéndose fácilmente antiguas entradas romanas en las puertas de San Vicente y Gonzalo Dávila, donde los cubos defensivos originales fueron conglobados en la muralla medieval. También se mantienen las manzanas cuadrilongas recuerdo de las insulae romanas. El cardo máximo corresponde a la actual calle de Vallespín; mientras que el decumano máximo lo constituirían la calle de los Caballeros y la calle de Bracamonte. Todas ellas confluyen en la plaza del Mercado Chico, que fue el antiguo foro. Los puentes sobre el río Adaja y sobre el río Chico son de origen romano. De la época romana también dataría supuestamente una antigua ermita sobre la que se construyó posteriormente la Basílica de San Vicente.
La ciudad medieval

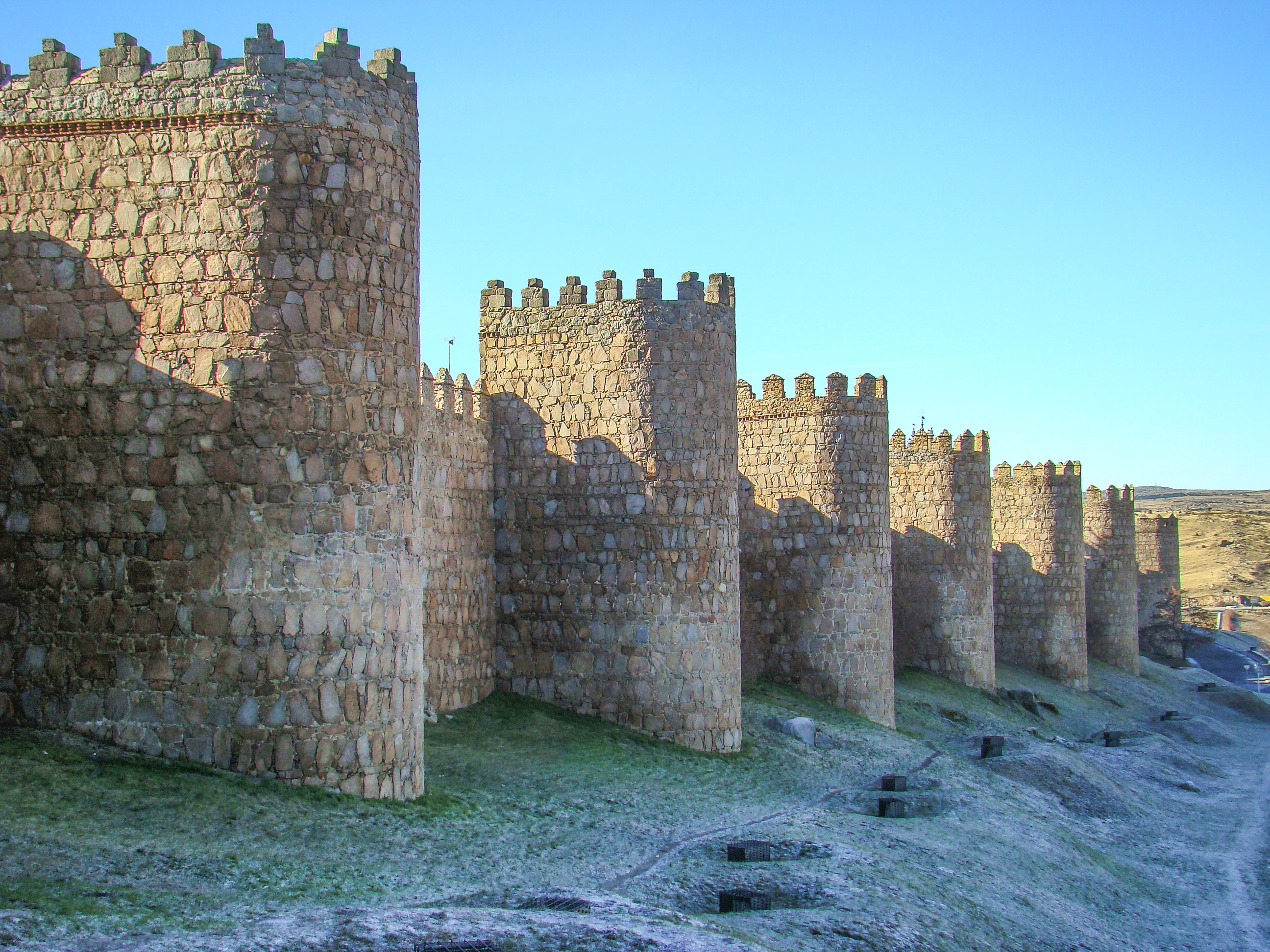
Muralla medieval de la ciudad

En lo relativo a la fecha exacta de construcción de la muralla, el símbolo de la ciudad, existe cierto debate. La historiografía más antigua (siglo XVI) afirmaba que fue levantada entre 1090 y 1099 —prácticamente inmediata a la reconquista cristiana de la ciudad— sobre muros con pasado romano, visigodo y musulmán, atribuyéndole un origen mítico, al ser supuestamente construida en sus orígenes por Alcideo, hijo de Hércules. Otros autores más modernos proponen una reconstrucción inicial a finales del siglo XI de las viejas murallas romanas, para protección ante un eventual ataque musulmán, para ya a mediados del siglo XII acometerse la construcción de la muralla actual. La catedral de la ciudad se comenzó a construir en la segunda mitad del siglo XII, con la intervención en el proyecto del arquitecto francés Giral Fruchel. A finales de la Edad Media la muralla de Ávila contaba con un foso y, necesariamente, con puentes levadizos. Sin embargo estos elementos desaparecieron con la entrada en el siglo XVI.
La ciudad moderna
A principios del siglo XVI en el casco viejo de la ciudad, dentro de la muralla, aparecían dos zonas muy diferenciadas: la zona norte, entre la catedral y el Mercado Chico, y la zona sur. En la primera se encontraban los palacios y las viviendas de los hidalgos y los clérigos, mientras que en la zona sur se localizaban las viviendas de los judíos y los musulmanes. Los moriscos estaban instalados al norte, fuera de la muralla, así como al sur, poblando los arrabales de Santiago y San Nicolás. De los distintos tipos de ciudades que se fueron formando en la España de los Austrias a Ávila se le asignó la etiqueta de «ciudad conventual».
Durante el Siglo de Oro español (1550-1650) la ciudad afrontó una intensa renovación urbana, en la cual se levantaron multitud de conventos y palacios. A partir del siglo XVII la ciudad empezó a sufrir una crisis demográfica, que cristalizó en un progresivo abandono de la mitad oeste del recinto amurallado, al tiempo que se consolidó una estructura urbana más firme en la mitad este del recinto y el Mercado Grande se constituyó como centro neurálgico de la ciudad. Los primeros proyectos para el abastecimiento de agua de la ciudad se remontan a 1509, año en el cual se diseñó una canalización que llevara agua desde las Hervencias hasta una fuente en la plaza del Mercado Chico, sin embargo este proyecto no tomó forma definitiva hasta el año 1635.
Durante esta etapa renacentista también se erigió el antiguo ayuntamiento de la ciudad, por parte del maestro de cantería Pedro de Viniegra, entre 1510 y 1517, sin embargo las obras no se concretarían definitivamente hasta 1591. También se construyeron la Alhóndiga (1593), las Carnicerías (1590), el Matadero (1563) y el Peso de la Harina. En 1676 la ciudad de Ávila contaba con un total de ocho hospitales. Durante el reinado de Felipe IV (1621-1665) se construyó la Universidad de Santo Tomás de Ávila, que se mantuvo en activo hasta 1807, año en el cual el movimiento de la Ilustración puso fin a la institución. En 1704, con motivo de la guerra de sucesión española, las autoridades de la ciudad llevaron a cabo distintas operaciones de restauración de la muralla, con el objetivo de hacer frente a un hipotético ataque angloportugués.

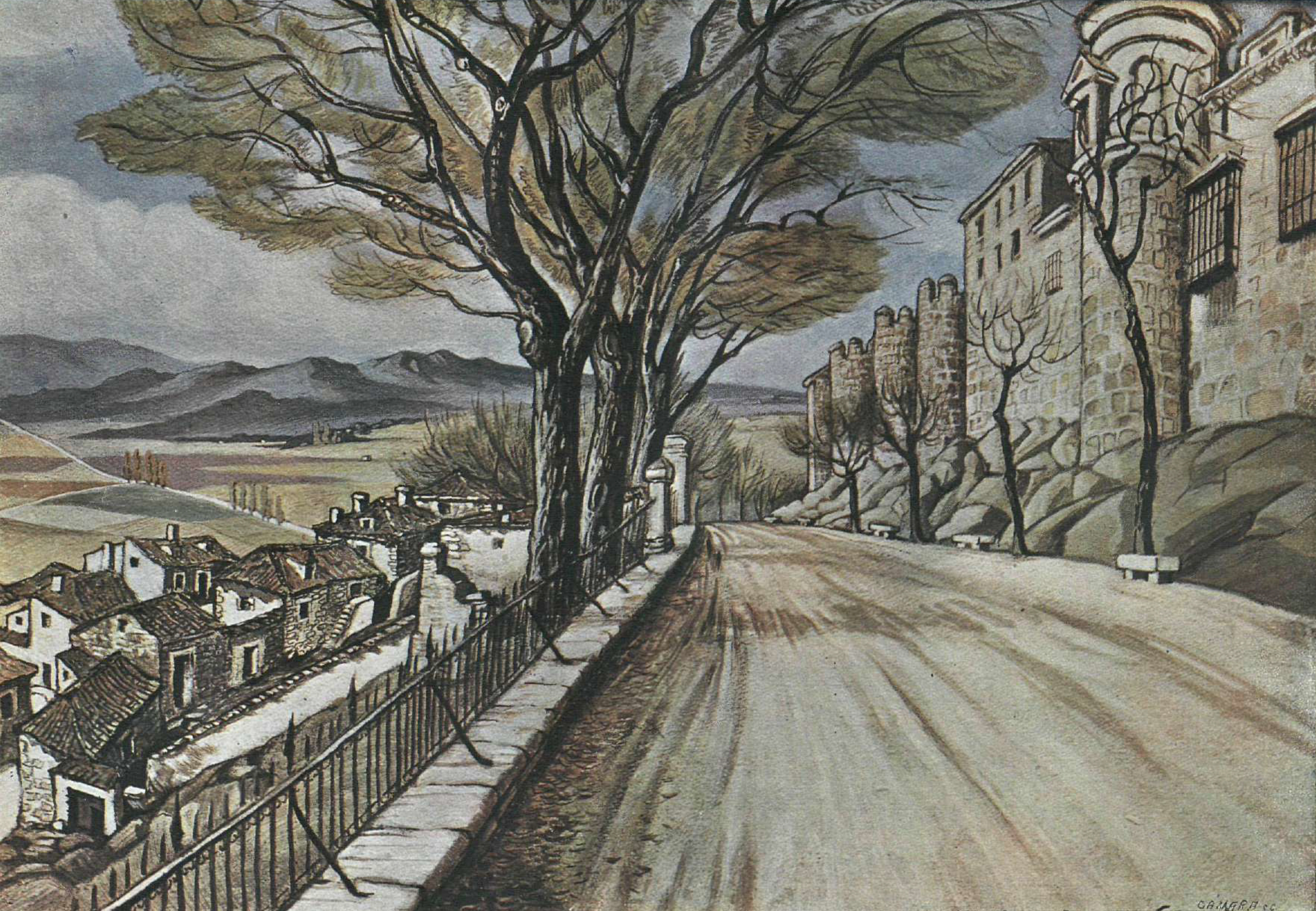
El paseo del Rastro fue creado en el, al sur del espacio delimitado por la muralla

También en el siglo XVIII tuvo lugar la creación del parque del Rastro, un paseo arbolado situado en la parte sur de la ciudad, contiguo a la muralla, así como la construcción de la Real Fábrica de Algodón, obra que finalizó en 1788 y que corrió a cargo en un primer momento de dos arquitectos abulenses, Ceferino de la Serna y Juan de Mendina, para ser rematada por José de la Vallina.
La ciudad contemporánea
La plaza del Mercado Chico fue ideada en origen por el célebre arquitecto Ventura Rodríguez en el siglo XVIII, aunque finalmente no sería construida hasta mediados del siglo XIX por Juan Antonio Cuervo, proceso en el que se llevó a cabo también la edificación del nuevo ayuntamiento, por Ildefonso Vázquez de Zúñiga.
| Esta fortificación sería inexpugnable en su época; en el día es perjudicial a la mejor y mayor parte de la población que se halla fuera del recinto. —Pascual Madoz, Diccionario geográfico-estadístico-histórico de España y sus posesiones de Ultramar (1845) |

A lo largo del siglo XIX se especuló con la posibilidad de derribar la muralla —no llevada a cabo, naturalmente— en un contexto en el que muchas otras ciudades españolas llevaban a cabo esta misma acción, argumentándolo sobre la base de que estos muros dificultaban el desarrollo y crecimiento de los núcleos urbanos, suponiendo la demolición un símbolo de modernidad. La supervivencia de la muralla quedaría asegurada, sin embargo, con su declaración en 1884 como Monumento Nacional.

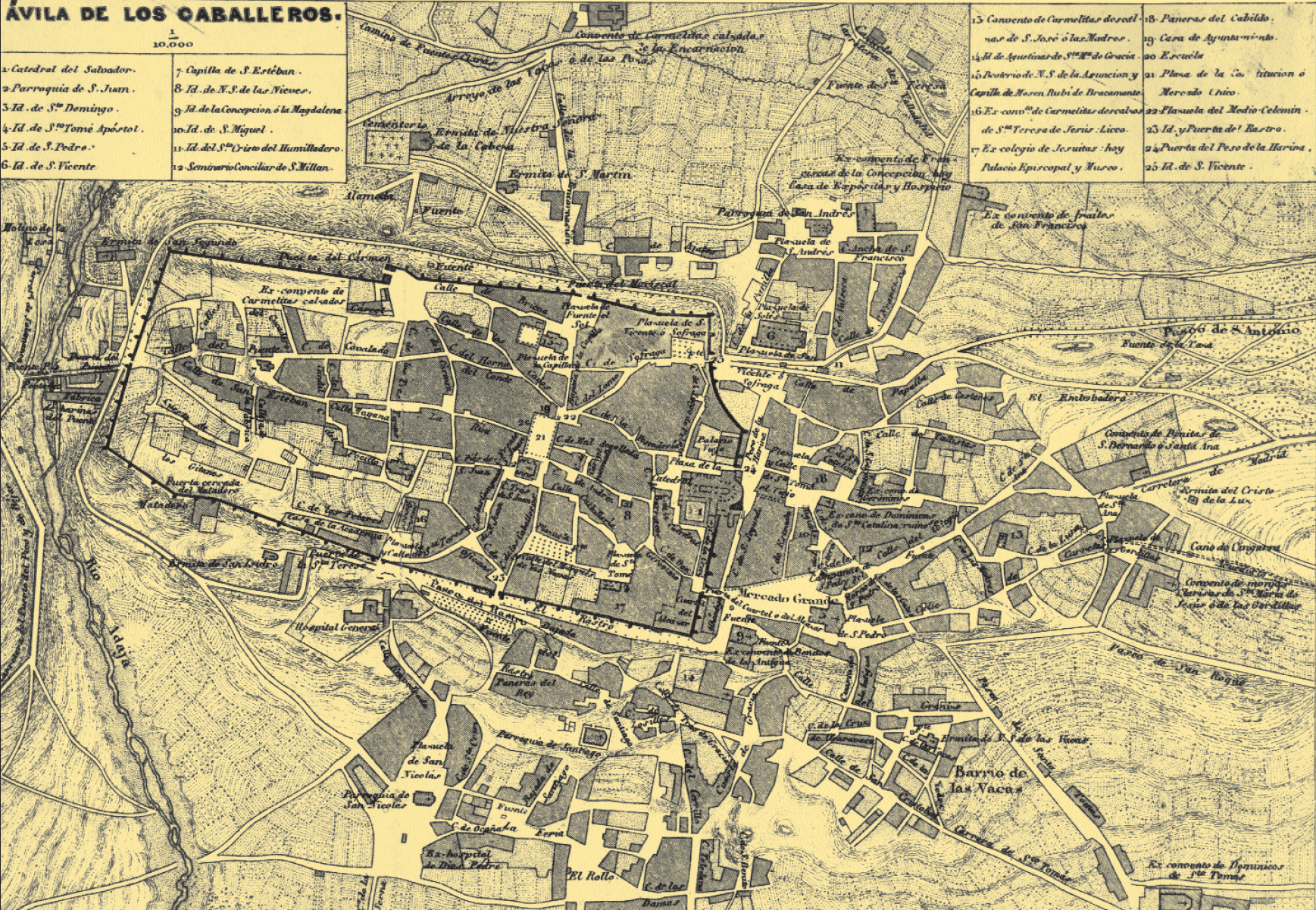
Mapa de Ávila de 1864, obra de Francisco Coello

A mediados del siglo XIX la ciudad comenzó a expandirse hacia el este, en torno a la recién inaugurada vía del ferrocarril. Esto daría lugar a un pequeño ensanche, en el que incluyeron los jardines del Recreo y San Antonio. El jardín de San Antonio se encuentra en la zona nordeste de la ciudad, entre el paseo de Don Carmelo y la avenida de Santa Cruz de Tenerife. En su extremo este está delimitado por la vía férrea. El parque surgió como paseo y alameda pública durante el siglo XVI, coincidiendo con la fundación del convento de San Antonio. El parque quedó configurado tal como se conoce hoy día en el año 1859. En 1872 la alameda se sustituyó, a raíz de una enfermedad que atacó a estos árboles, por los jardines existentes en la actualidad. Otra seña de identidad del parque es la fuente de La Sierpe, situado en el paseo central. El jardín del Recreo se trata de un pequeño parque situado junto al convento de Santa Ana. Sobre este espacio triangular que se utilizó durante el siglo XVIII como Escuela Militar, el arquitecto municipal Ildefonso Vázquez de Zúñiga redactó en 1861 un anteproyecto de hermoseamiento que se concretó en el parque existente en la actualidad. En el templete del jardín —construido inicialmente en 1921 en la plaza de Santa Teresa y trasladado definitivamente en 1934 al Recreo— tienen lugar conciertos de música durante el período estival.
A lo largo del siglo XX la ciudad consiguió mantener, a pesar del gran crecimiento demográfico, su conjunto histórico-arquitectónico, en un proceso que hizo multiplicar por dos la superficie total de suelo urbano. Durante este siglo se crearon los parques de San Roque y San Vicente. El paseo de San Roque consiste en un espacio arbolado situado al este del recinto amurallado. Aunque ya había previamente una zona arbolada, el pequeño parque que existe hoy en día fue establecido en el año 1946. El parque de San Vicente está situado junto a la homónima puerta de San Vicente. Este espacio ajardinado quedó configurado tal como hoy en día en el año 1961, tras las actuaciones del Ayuntamiento por embellecer el entorno de la muralla.En el año 1973 se instaló un busto del poeta Rubén Darío en el parque del Rastro.

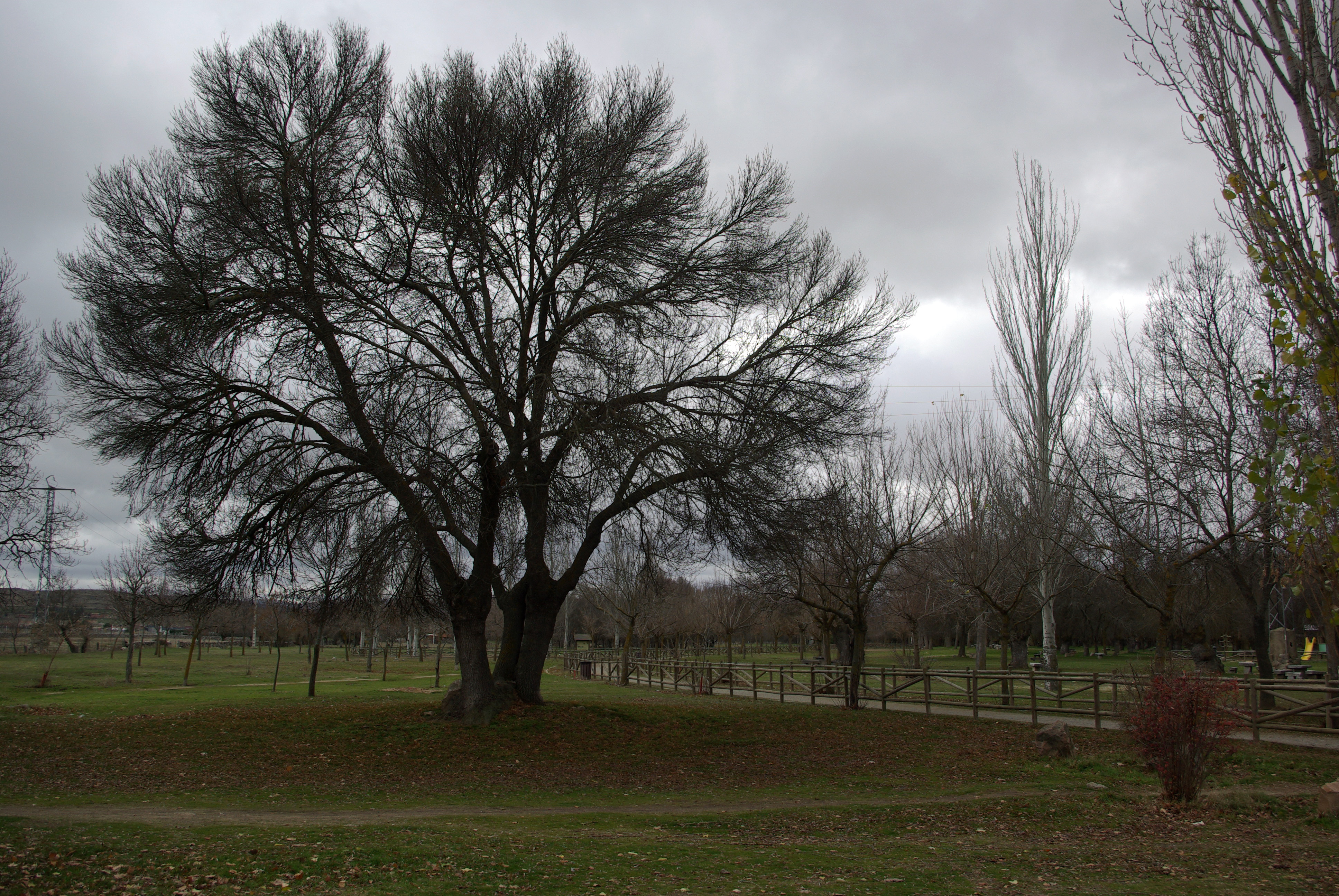
Paseo botánico en el parque del Soto. En primer término un fresno (Fraxinus angustifolia) en invierno

La ciudad cuenta además hoy día con el parque del Soto, una amplia zona verde y de recreo, situada al sur de la ciudad en la ribera derecha del río Adaja. Tiene una superficie total de 40,74 ha. Este parque, que ya existía a principios del siglo XX, goza del estatus de Zona Natural de Esparcimiento, otorgado por la Junta de Castilla y León, desde el año 2011.

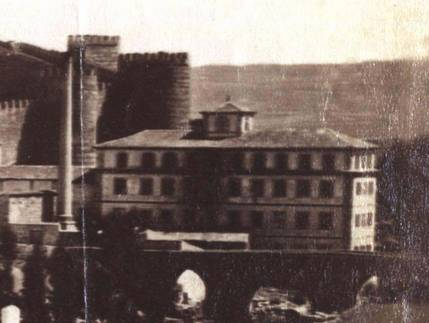
Fábrica de harinas, anterior Real Fábrica de Algodón, en el

En octubre de 1984 la antigua Real Fábrica de Algodón, conocida en estas fechas como la «Fábrica de Harinas», sufrió un incendio —ya había tenido otro previamente en 1924— que condujo a su destrucción parcial, el mismo día que empezaba a tramitarse el expediente para convertirla en Bien de Interés Cultural. Ante el mal estado del edificio y tras un agrio debate se decidió llevar a cabo la demolición parcial de las ruinas de la fábrica en septiembre de 1994, que se terminaría de completar en marzo de 1996. Ya en el siglo XXI, la ciudad vivió cierta polémica en relación con la construcción de un edificio de corte moderno de cuatro plantas en la plaza de Santa Teresa —frente a la muralla—, diseñado por el arquitecto navarro Rafael Moneo.

Barrios de la ciudad de Ávila

El Plan de Ordenación Urbana de 2009 contempla un total de 17 barrios o unidades urbanas en la ciudad: Recinto Amurallado, Centro, Santiago, Arrabal del Puente, La Encarnación, San Antonio, Santo Tomás-Universidad, La Toledana, Hervencias Industrial, Hervencias Residencial, Tiro Pichón, Ciudad Deportiva, Valle Amblés, Hervencias Industrial - Bomberos, Dehesa del Pinar, Zurra y Academia. Las unidades urbanas con mayor densidad de viviendas son Centro y Santiago, con 54,73 y 53,77 viviendas/ha respectivamente.
En 1884 las murallas de Ávila fueron declaradas Monumento Nacional y en 1982 la ciudad fue declarada Conjunto Histórico-Artístico. Desde 1985 la ciudad antigua de Ávila, su muralla y las iglesias extramuros de San Vicente, San Pedro, San Andrés y San Segundo están consideradas como «Patrimonio de la Humanidad» por la Unesco. En 2007 la Unesco amplió la declaración de Patrimonio de la Humanidad a las iglesias de San José, Santo Tomás, San Martín, Santa María de la Cabeza y San Nicolás.

## Monumentos y lugares de interés

### Yacimientos arqueológicos
- Dolmen del Prado de las Cruces. Monumento funerario que data de finales del Neolítico, situado cerca de la pedanía de Bernuy-Salinero.
- Yacimiento de la plaza del Mercado Grande. En el año 2001 se localizaron en la plaza de Santa Teresa diversos restos arqueológicos de origen tanto romano —distintos tipos de cerámicas— como bajomedieval e incluso prerromano.[251]
- Antiguas Tenerías del Arrabal de San Segundo. Yacimiento arqueológico ubicado en los extramuros de la ciudad de Ávila, en el margen derecho del río Adaja, que constituye un singular y relevante ejemplo de complejo artesanal dedicado a la curtición de las pieles en funcionamiento desde el siglo XIV hasta el XVIII. Fueron declaradas como bien de interés cultural el año 2010.[252] En el yacimiento han sido encontradas tinas de madera, piezas de cerámica y de obra, atarjeas y restos de piletas empleadas en el curtido.[253]

### Arquitectura religiosa

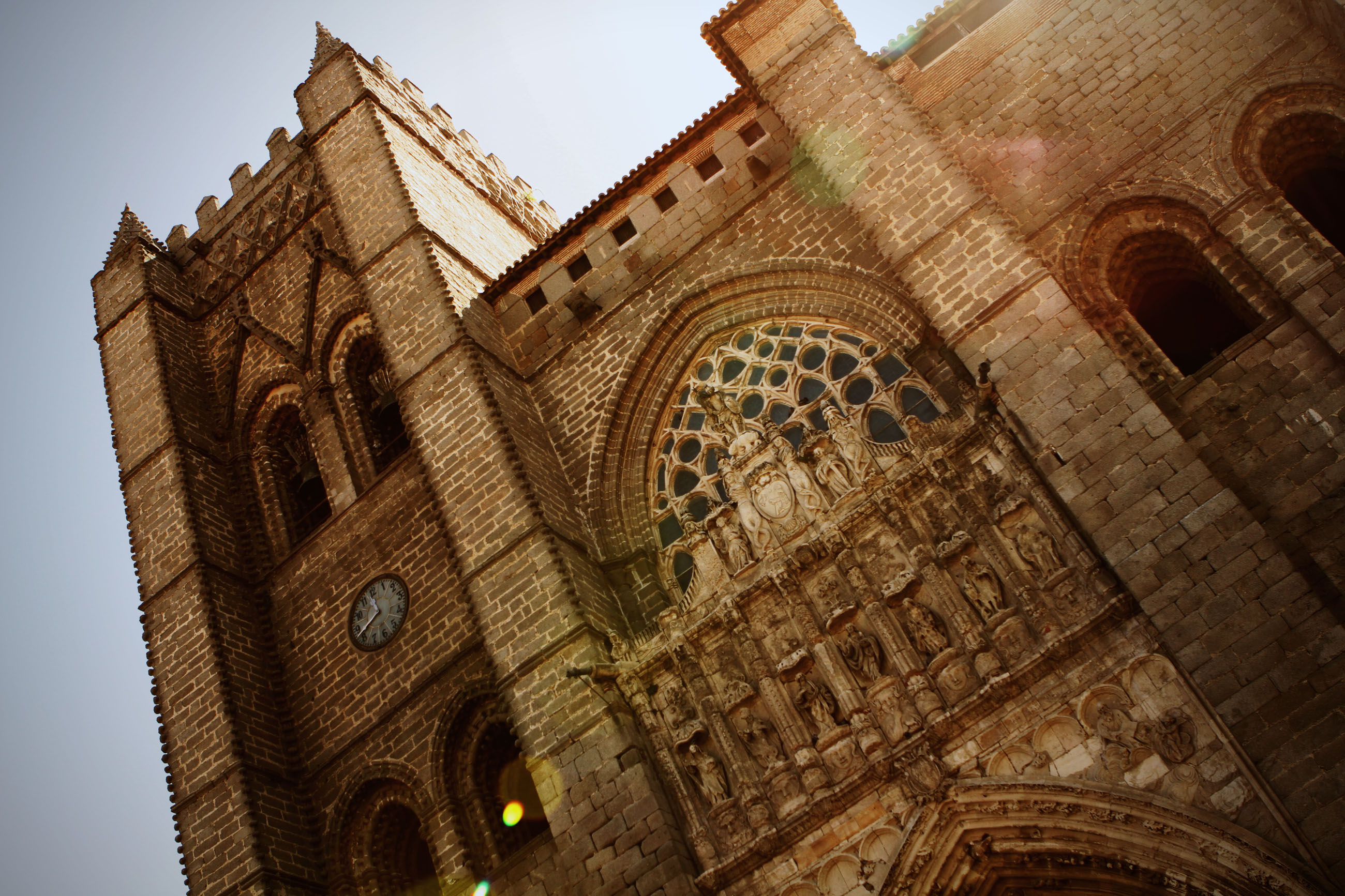
Catedral de Ávila

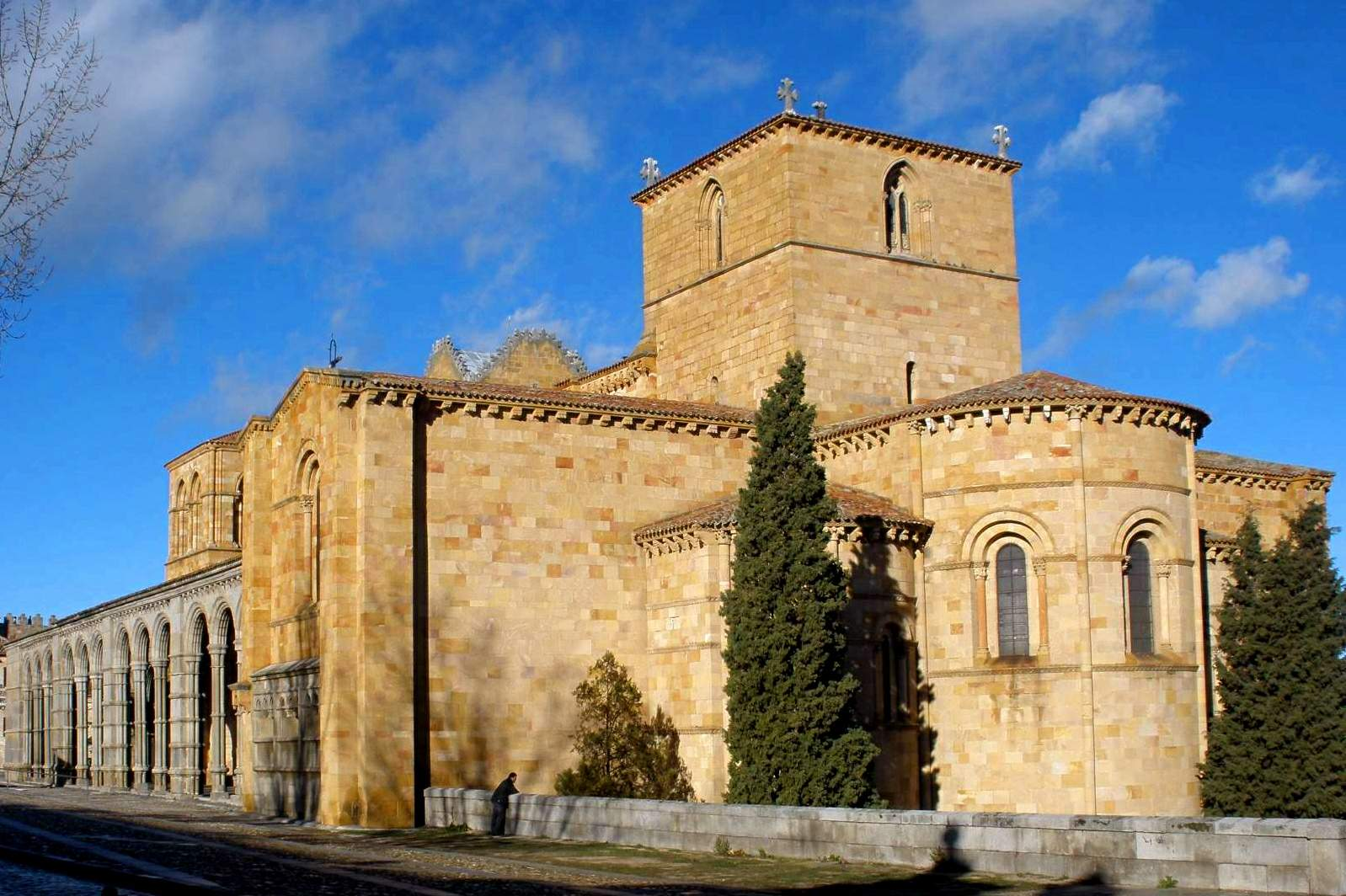
Basílica de San Vicente

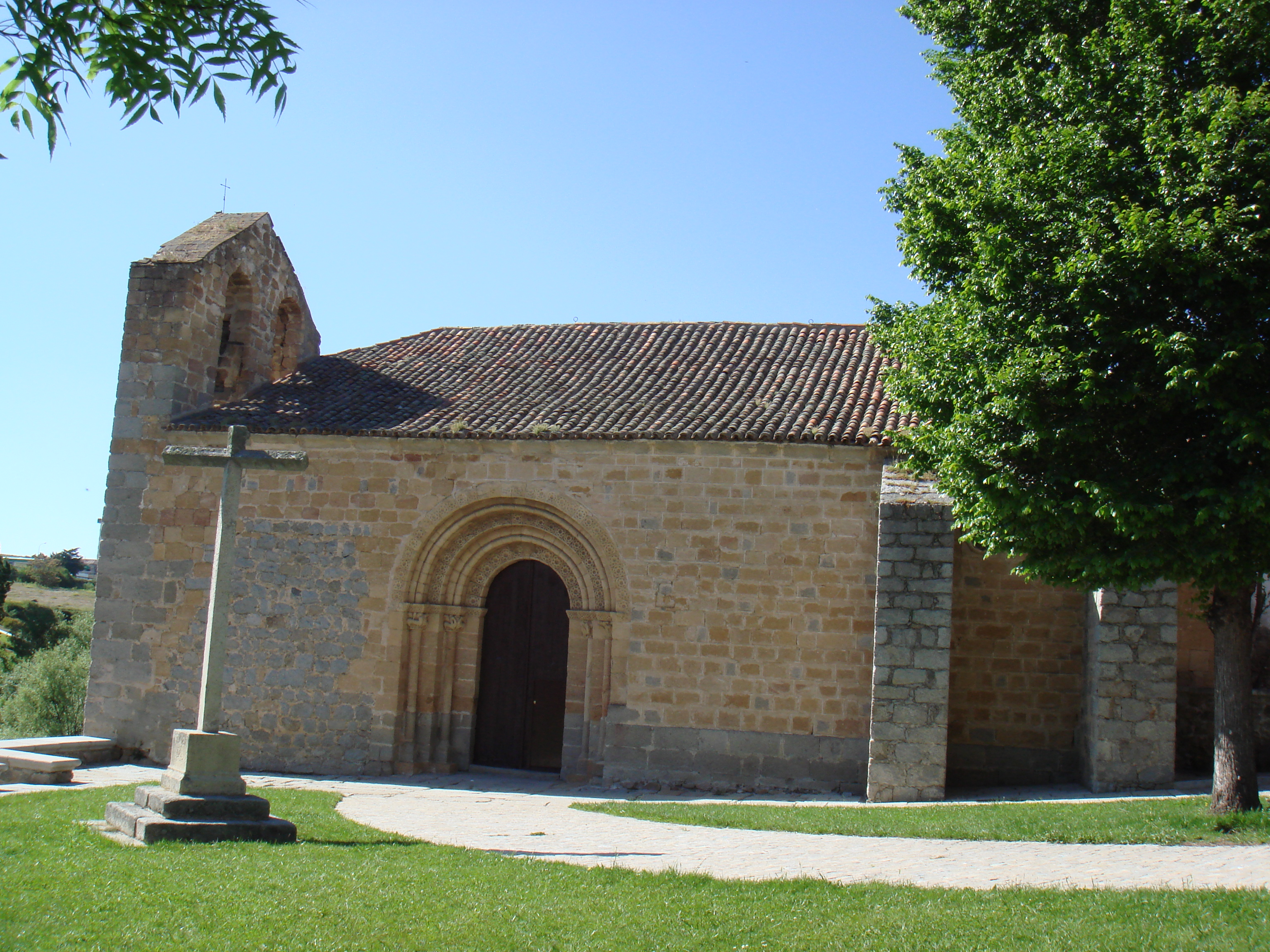
Ermita de San Segundo

- Catedral del Salvador de Ávila. Su construcción queda comprendida entre los siglos XII y XV. Gozó de función militar y defensiva gracias a su cabecera fortificada,[222] cuyo cimorro está montado sobre la misma muralla de la ciudad.[254] Inicialmente fue construida en estilo románico, por parte del Maestro Fruchel.[254] A comienzos del siglo XIII se adopta un estilo gótico en las obras.[254] El maestro Fruchel comienza las obras inspirándose en la basílica de Saint-Denis[255] Durante el primer tercio del siglo XIV el obispo Sancho Blázquez Dávila reactiva las obras de la catedral.[254] Es uno de los edificios que inicia la penetración del gótico francés en la península y se la considera la primera catedral gótica de España.[256][257] Está construida principalmente en granito.[258] La catedral tiene planta de cruz latina, con tres naves, crucero y girola. La capilla mayor, con dos tramos y un ábside, está cubierta por una bóveda de crucería y presenta dos niveles de ventanas.[254] En la catedral destaca el monumental retablo mayor, empezado a pintar por Pedro Berruguete en 1499 hasta su muerte y que contaría también con la participación de Juan de Borgoña.[259] El claustro está comunicado con el crucero a través de una portada de los siglos XIV y XV, en la parte sur de la catedral.[254] El trascoro de la catedral está tallado en piedra caliza y representa siete escenas de la vida de Jesús. Fue realizado por Juan Rodríguez y Lucas Giraldo, ambos alumnos de Vasco de la Zarza, en el período comprendido entre 1531 y 1536-1544.[254][260]
- Basílica de San Vicente. Su construcción se inició en el siglo XII en estilo románico y finalizó en el siglo XIV, con el remate de la torre norte.[261] La fase final de esta ha sido atribuida al maestro francés Giral Fruchel, introductor del estilo gótico en España y que participó también en la construcción de la catedral. La estructura general es similar a las basílicas latinas. Consta de planta de cruz latina, tres naves, cimborrio, tribunas, tres ábsides, atrio, dos torres y cripta. El interior está formado una planta de cruz latina con tres naves de seis tramos.[261]
- Iglesia de San Pedro. Iglesia románica situada fuera del recinto amurallado, en la plaza del Mercado Grande, frente a la puerta del Alcázar. El inicio de su construcción está fechado hacia el 1100 y el final de esta hacia el año 1130. Sufriría diversas reformas a lo largo de los siglos XIII y XIV. Presenta analogías con la de Basílica de San Vicente, construida por las mismas fechas. Está construida en arenisca, con un zócalo de granito. Presenta una planta basilical con tres naves. La fachada tiene forma apiramidada y presenta un gran rosetón en su parte central.[262]
- Ermita de San Segundo. Ermita situada al oeste de Ávila, fuera del recinto amurallado, en la margen derecha del río Adaja. Conserva vestigios románicos aunque fue reformada durante el siglo XVI.[263] Estatua de alabastro hecha por Juan de Juni. Cuenta la creencia popular que introduciendo un pañuelo en el sepulcro y pidiendo tres deseos, el santo concede uno de ellos.[264] San Segundo es el patrón de Ávila y su romería se celebra el día dos de mayo.[265]

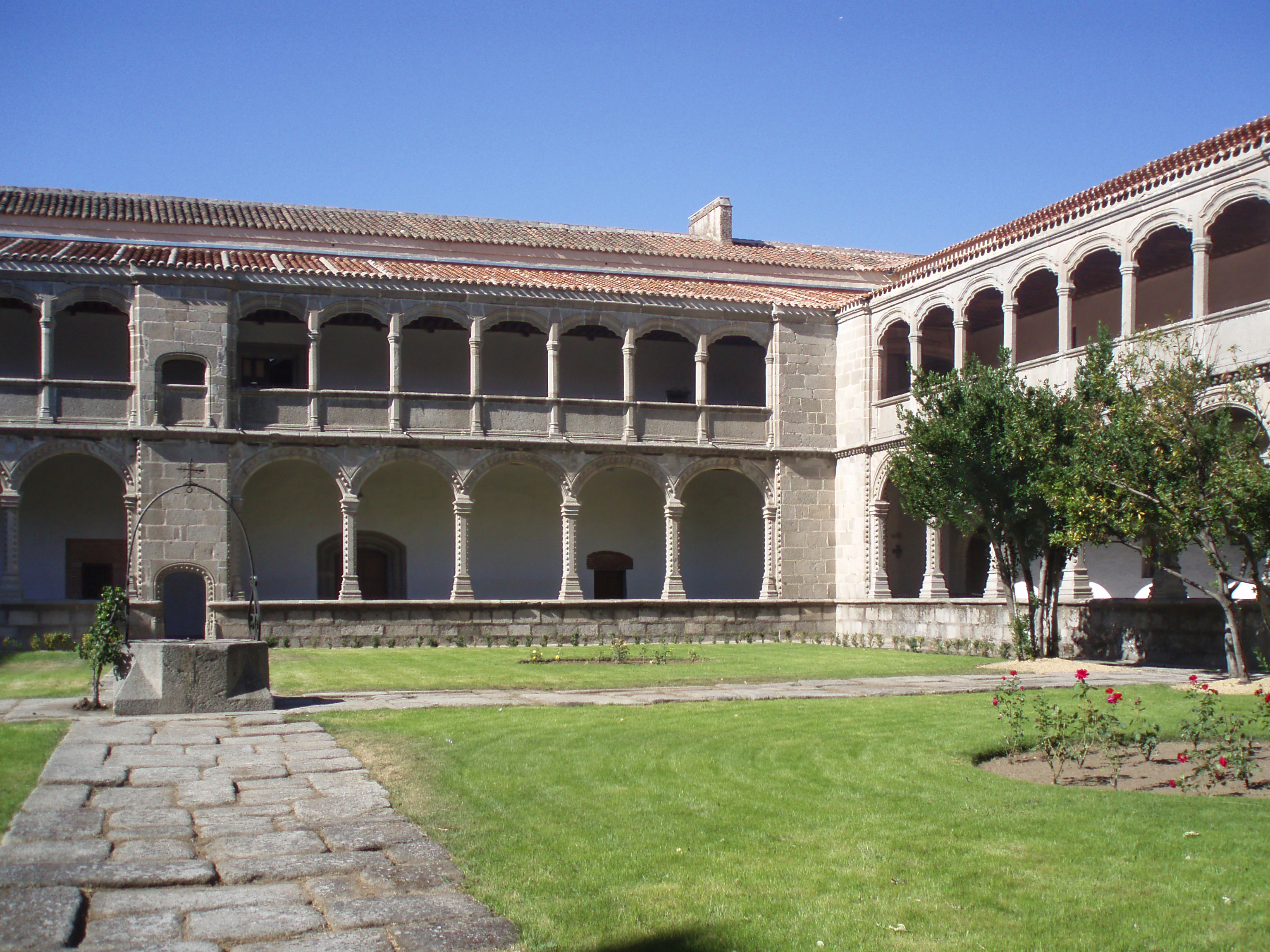
Claustro de los Reyes del monasterio de Santo Tomás

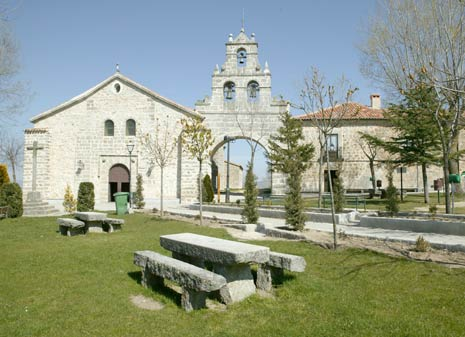
Santuario de Nª Sra. de Sonsoles

- Real Monasterio de Santo Tomás. Convento dominico construido a finales del siglo XV. La iglesia presenta una planta de cruz latina con cinco tramos coronada por una bóveda estrellada. El retablo mayor contiene pinturas de Pedro Berruguete, que ilustran episodios de la vida de Santo Tomás. Fue residencia de verano de los Reyes Católicos.[266]
- Convento de San José. Se trata de un convento de monjas carmelitas descalzas. Fue la primera fundación llevada a cabo por Santa Teresa de Jesús y el punto de partida de la reforma teresiana. Fue construido en el año 1562, si bien la iglesia, su elemento arquitectónico de mayor interés, comenzó a levantarse en 1607.[267] Esta fue diseñada por el arquitecto Francisco de Mora (1553-1610), quien concibió un templo de una única nave, cubierta con bóveda vaída y cúpula en el crucero. Es Monumento Nacional desde 1968. Actualmente el edificio sirve de sede al Museo Teresiano de las Carmelitas Descalzas.
- Iglesia-convento de Santa Teresa. Construido a principios del siglo XVII.
- Iglesia parroquial de Santiago. Situada al sur de la ciudad, es de origen románico,[268][269] solo conserva de este estilo algunos vestigios en los muros.[268] Fue reconstruida con piedra berroqueña a comienzos del siglo XVI,[268] en estilo gótico tardío.[269] Según la tradición en ella se armaban los caballeros de la Orden de Santiago de la ciudad.[269] Consta de una sola nave de cuatro tramos y capillas entre sus contrafuertes.[268] Destaca su torre de planta octogonal del siglo XIV,[269] aunque fue reedificada en 1803 a causa de un hundimiento en la parte superior.[268]
- Convento de la Encarnación. Surgió como beaterío en una ubicación diferente para después, en 1513, trasladarse al emplazamiento actual —en aquel entonces un cementerio judío— convertirse en un monasterio de religiosas con votos. En él ingresó Santa Teresa en 1533 y preparó su reforma durante veintisiete años. En el siglo XVII sufrió reformas en la bóveda y la cúpula.[270]
- Santuario de Nuestra Señora de Sonsoles. El Santuario de Sonsoles se encuentra situado a unos 5 km al sudeste de la ciudad de Ávila. No se conoce con exactitud la etimología del nombre del santuario, pero se sospecha que el nombre de Sonsoles puede provenir de Fons Solis —«la fuente del sol»—, que haría referencia al manantial de agua que existe en el lugar. El templo tuvo que ser reconstruido en el año 1480 debido a su ruinoso estado.[271] Dentro del santuario se localiza una talla de la Virgen de Sonsoles, copatrona de Ávila y patrona de los campos de la provincia. Es tradición en la ciudad durante el mes de mayo hacer peregrinación a pie hasta el santuario.[272]
- Iglesia de San Andrés. Iglesia románica del siglo XII situada al noreste de la ciudad. Cuenta con una planta basilical con tres naves, con sus correspondientes ábsides, siendo mayor el central. Sufrió una restauración en el año 1930.[273]
- Iglesia de San Nicolás. Iglesia románica del siglo XII, situada al sur de la ciudad. Presenta tres naves, con tres puertas de acceso, y un ábside semicircular. Cuenta además con una torre de planta cuadrangular. Fue reformada en el siglo XVII.[274]
- Iglesia de San Juan Bautista. Templo de origen románico edificado durante el siglo XII. Sufrió una severa reforma en el siglo XVI, en estilo tardogótico. Consta de una nave de tres tramos con capillas en ambos costados. Según una inscripción en esta iglesia fue bautizada Santa Teresa, en el año 1515.[275]
- Ermita de San Martín. Iglesia románica situada en la zona norte de la ciudad, fue reconstruida en el año 1705. De ella destaca su torre de planta cuadrangular, la parte más antigua del edificio, del siglo XIV. La torre cuenta con un base de piedra berroqueña sobre el que se encuentra el cuerpo superior, construido en ladrillo y de estilo mudéjar.[276]
- Ermita de Santa María de la Cabeza. Pequeña ermita con elementos mudéjares situada en la zona norte de la ciudad.[277]
- Iglesia de Mosén Rubí. Iglesia del siglo XVI que fusiona el estilo gótico tardío y el renacentista.[278][279]
- Real Monasterio de Santa Ana. Edificio cuyo inicio de construcción se remonta al año 1250 (aunque solo se mantienen de esta época una escalera y un enlosado). Fue declarado bien de interés cultural el 15 de enero de 1982.[280]
- Convento de Santa María de Gracia. Convento perteneciente a la Orden de San Agustín, fue fundado a comienzos del siglo XVI. En el colegio del convento recibió clases Santa Teresa.[281]
- Convento de la Magdalena. Antiguo hospital de la Magdalena, actualmente es un convento de monjas concepcionistas franciscanas. Albergó el corral de comedias de la ciudad.[282]
- Humilladero de Los Cuatro Postes. Monumento del siglo XVI situado a las afueras de Ávila. Está formado por cuatro columnas dóricas, en cuyo centro, sobre una peana, se erige una cruz de granito. Hoy en día hace las veces de mirador,[283] desde donde se tienen unas magníficas vistas de Ávila.[284]
- Antiguo convento de Santa María de Jesús. Más conocido como Las Gordillas, fue fundado en 1552 para las monjas clarisas. Su iglesia aún tiene culto. Fue declarada Monumento Nacional en 1991.[285]
- Ermita del Humilladero. Ermita de planta cuadrada construida extramuros durante la segunda mitad del siglo XVI, a escasos metros de la basílica y puerta de San Vicente, al este del casco histórico. Fue sede del Ilustre Patronato de la Santa Vera Cruz.[286]

### Arquitectura civil
La ciudad de Ávila cuenta con un elevado número de palacios, casonas y casas fuertes, que datan en su gran mayoría de los siglos XV-XVIII, y que se distribuyen principalmente por la zona alta del recinto amurallado, y los barrios comprendidos entre la iglesia de San Pedro y de San Vicente, así como sus aledaños. Destacan, además de los detallados en la lista inferior, el palacio episcopal o palacio del Rey Niño, el Episcopio, el palacio de los Lesquinas, la Casa de los Guillamas, el palacio de los Rengifos, el palacio de Don Gaspar Bullón (derribado), el palacio del Marqués de Fuente el Sol, la Casa de las Carnicerías, la Casa del Cordón y la Casa u Hospital del Caballo.
- Murallas de Ávila. Se trata del principal monumento de la ciudad y su seña de identidad, fue construida entre los siglos XI y XIV. Se trata de la muralla íntegra mejor conservada de España.[122] La obra medieval fue comenzada en el año 1090. El espacio cercado es de 31 ha, tiene un perímetro aproximado de 2516 m; 88 cubos o torres de planta semicircular, 2500 almenas, lienzos de 3 m de espesor, una altura media de 12 m y nueve puertas. Es el monumento completamente iluminado más grande del mundo.[287]

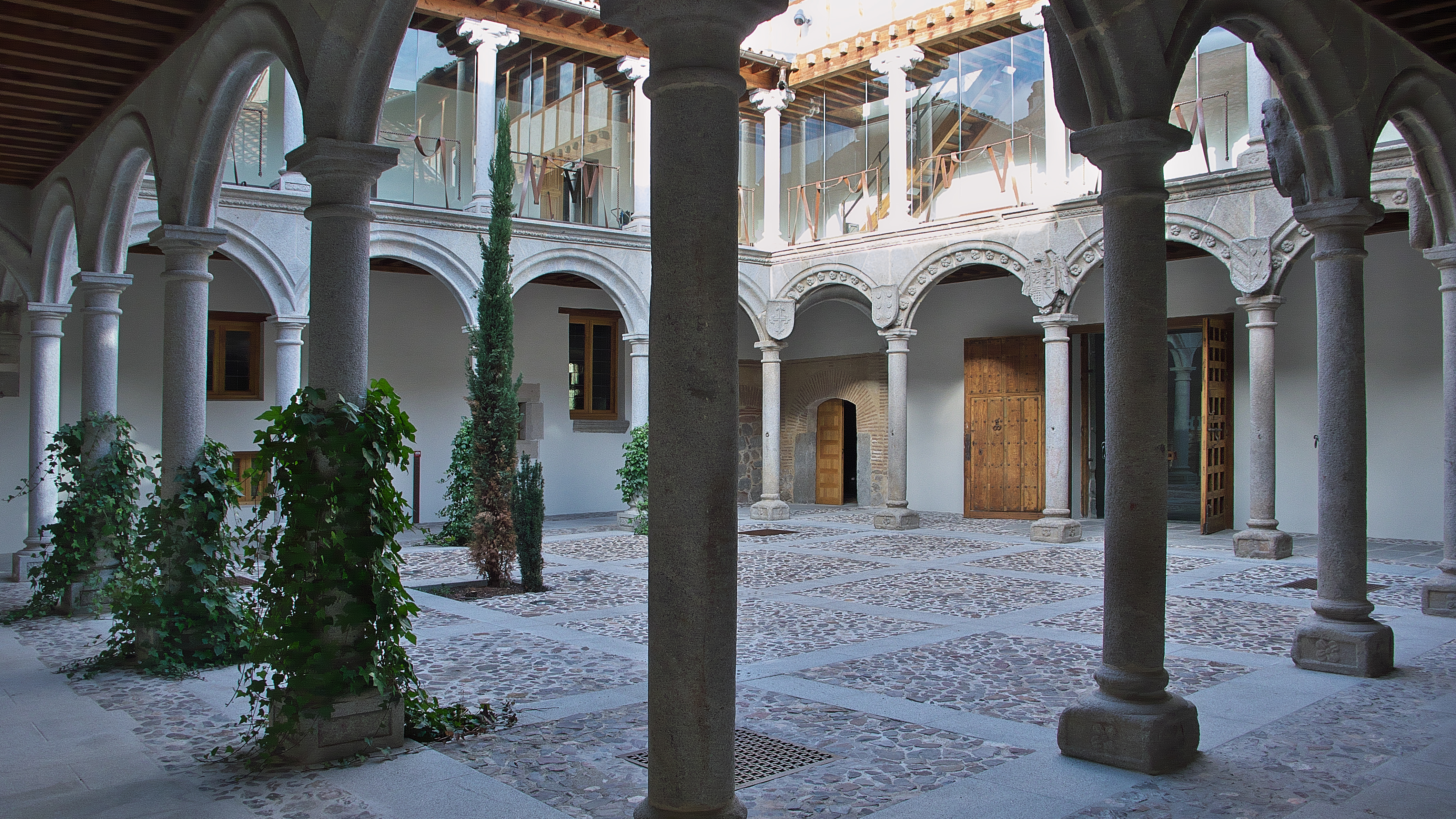
Palacio de los Verdugo

- Casa consistorial de Ávila. Localizada en la plaza del Mercado Chico, se construyó durante la segunda mitad del siglo XIX y fue obra del arquitecto Ildefonso Vázquez de Zúñiga. La fachada está construida en granito y tiene reminiscencias isabelinas.[288]
- Palacio de los Águilas. Palacio del siglo XVI, fue reformado a comienzos del siglo XX, con una restauración de carácter romántico. Se encuentra situado dentro de la muralla tras atravesar la puerta de San Vicente.[289] Defendió este acceso de las tropas musulmanas. Se encuentra en una calle ocupada por diferentes ramas de la familia Águila.
- Mansión de los Velada. Palacio del siglo XVI conocido también como Torre de los Aboín, destaca por su gran torreón de mampostería, con sillares de granito. Tras restaurarse en el año 1993 en la actualidad hace las funciones de hotel.[290]
- Palacio de Valderrábanos. Palacio del siglo XV, del cual se conservan su portada gótica y el cuerpo de la torre,[291] reedificada en el siglo XIX. Actualmente es un hotel.[291]
- Palacio de los Dávila. También conocido como Palacio de los Abrantes, perteneció a la Casa de Dávila. Su parte más antigua corresponde al siglo XIII. Consta de varias edificaciones y se caracteriza por una arquitectura con detalles moriscos.[292]

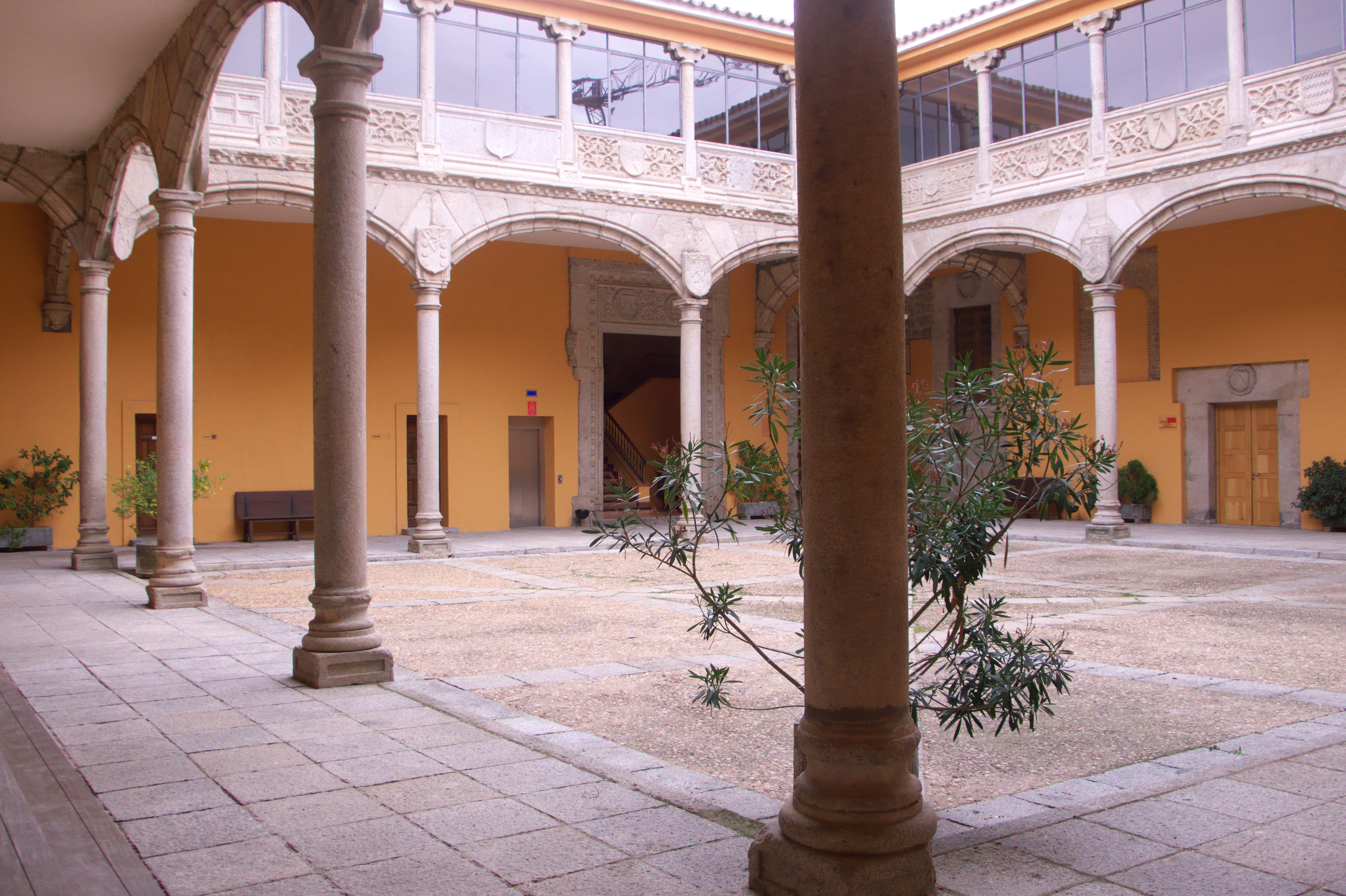
Palacio de los Bracamonte

- Palacio de Núñez Vela. Palacio del siglo XVI que se levanta en la plaza de La Santa. Perteneció al que fue el primer virrey del Perú, Blasco Núñez Vela y fue mandado construir en 1581.[293] Ha tenido diversos usos, entre los que destacan cuartel, academia militar de infantería y caballería, sede de la Real Fábrica de Tejidos y finalmente en edificio de la Audiencia Provincial.[293] La familia de los Vela estuvo estrechamente relacionada con la Santa, ya que Francisco Núñez Vela fue padrino en el bautismo de Santa Teresa,[294] y sus hermanos partirían hacia las Indias junto a esta familia.

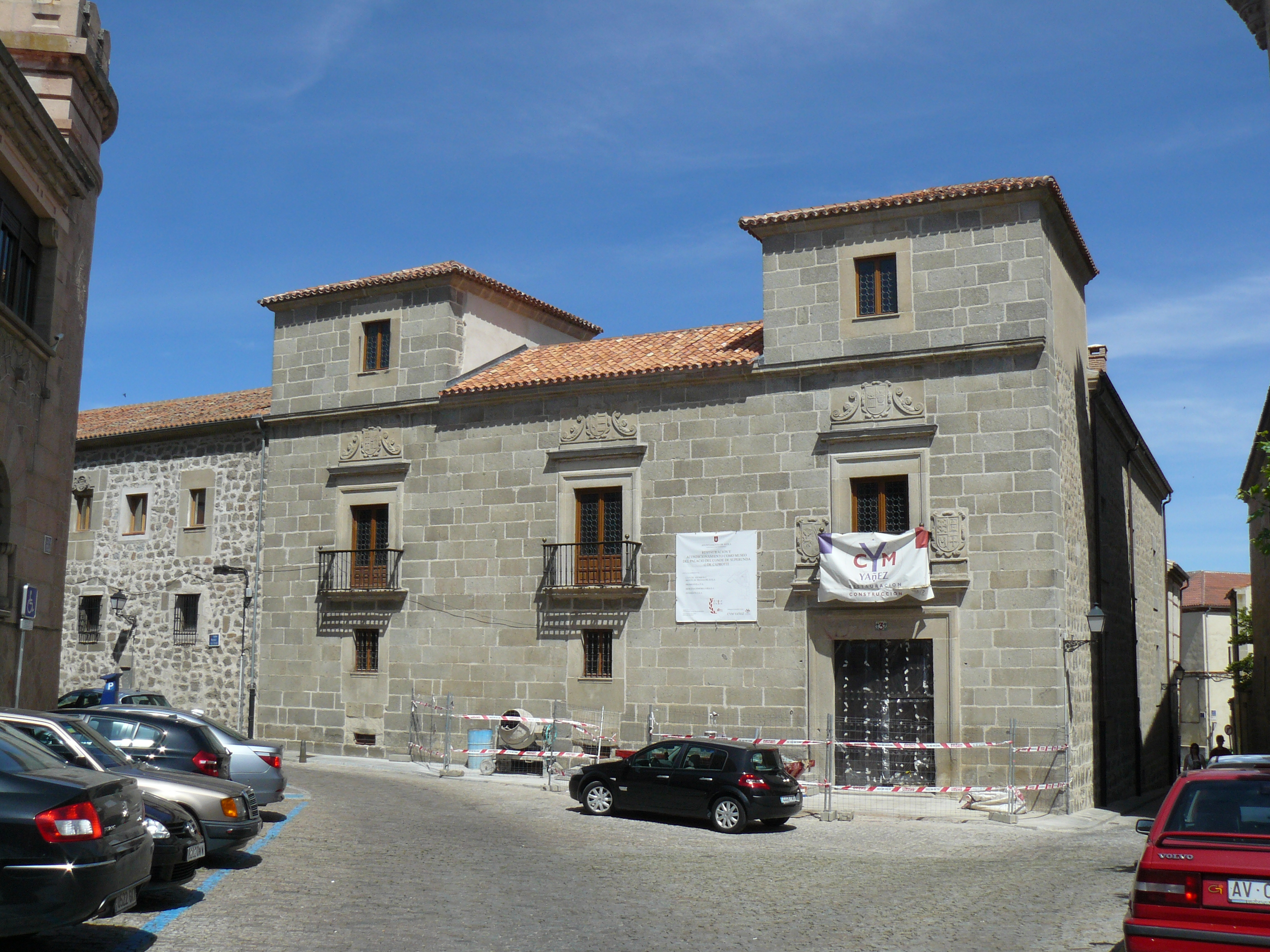
Palacio de los Superunda

- Palacio de los Verdugo. Palacio construido en el primer cuarto del siglo XVI, está situado en la calle López Núñez. Tiene planta cuadrangular con un patio interior en el interior del inmueble.[295] En la fachada principal presenta dos torres, junto a las cuales se encuentra un verraco de piedra.[296]

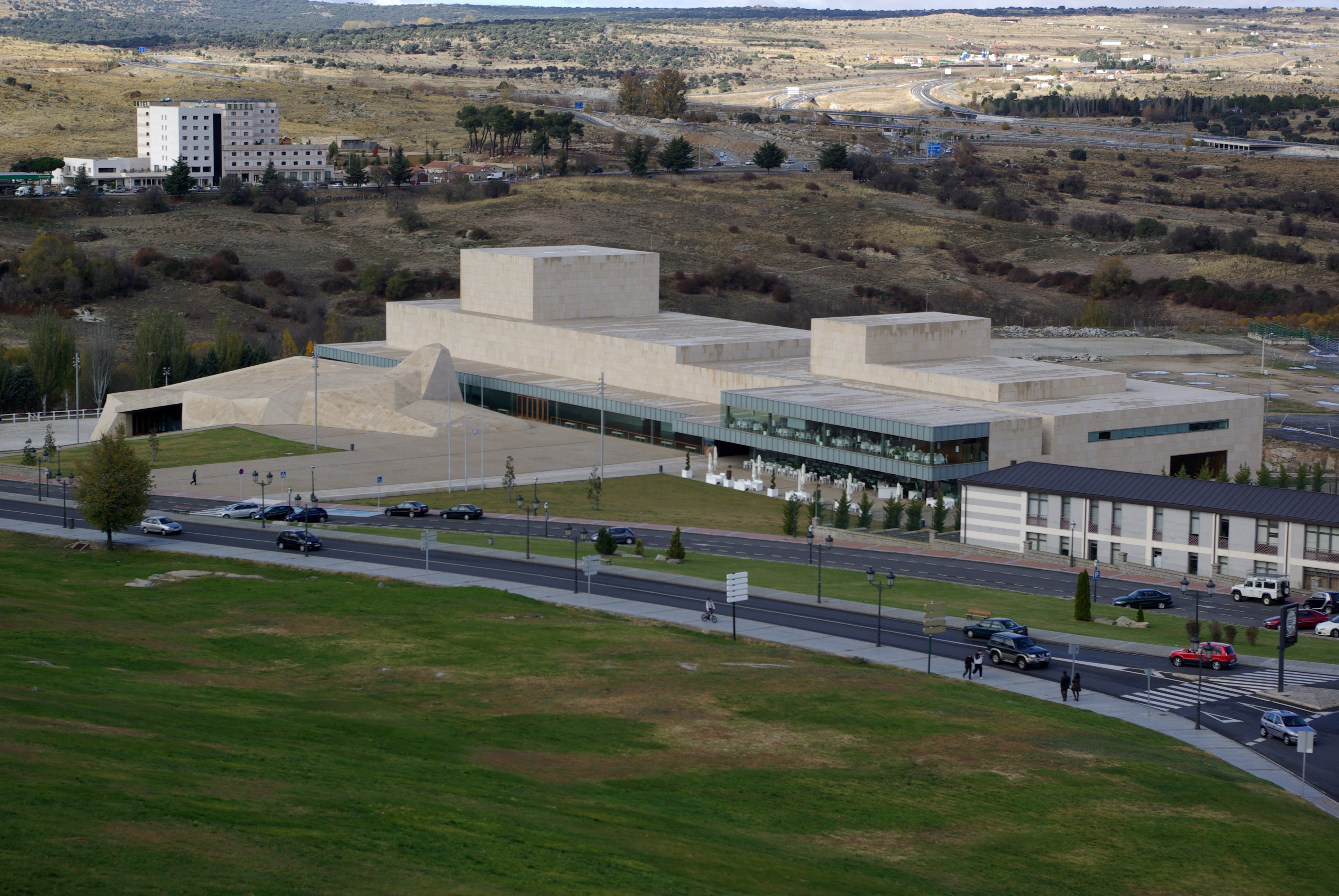
Centro de congresos

- Palacio de Bracamonte. También conocido como palacio de Santa Cruz, su construcción se inició a comienzos del siglo XVI. Se localiza en la plaza de Fuente el Sol. El edificio es de planta cuadrada y presenta elementos tardogóticos y renacentistas. Del palacio destaca su amplio patio porticado, con dos niveles de galerías.[297]
- Palacio de los Superunda. Palacio que data de la segunda mitad del siglo XVI, inicialmente lo ordenó construir el regidor Ochoa de Aguirre, pero pasó más tarde a ser propiedad de la familia de los condes de Superunda. Presenta dos torreones con tres niveles cada uno y tiene un patio interior. En 1920 el pintor italiano Guido Capriotti lo adoptó como vivienda, en régimen de alquiler, hasta ser adquirido por el propio pintor en el año 1954, tras lo cual procedió a someter al edificio a distintas reformas.[298] Actualmente acoge un museo.
- Palacio de Polentinos. Palacio construido en el siglo XVI, está situado en la calle de Vallespín. Su construcción fue ordenada por el regidor Juan de Contreras y más tarde pasó a ser propiedad de los condes de Polentinos. En el siglo XIX fue adquirido por el Ayuntamiento de la ciudad.[299]
- Torreón de los Guzmanes. Fue construido durante el primer tercio del siglo XVI. Se trata de un gran torreón de planta cuadrada coronado con almenas triangulares, antiguo palacio de la familia Garcibáñez de Muxica. Fue residencia del rey Alfonso XII durante el año 1878.[300] Actualmente es sede de la Diputación de Ávila.
- Palacio de Juan de Henao. Palacio del siglo XVI. Actualmente es un Parador de Turismo.[301]
- Palacio de los Deanes. Mansión señorial del siglo XVI con una fachada de estilo plateresco, está situada en la plaza de Nalvillos. Consta de dos edificios y un patio interior. Actualmente en él se encuentra el Museo Provincial de Ávila.[302]
- Palacio de los Serrano. Palacio del siglo XVI situado entre la calle Estrada y la plaza de Italia. En la actualidad alberga un centro cultural-biblioteca gestionado por la Caja de Ávila.[303][304]
- Matadero de Ávila. Construido entre 1888 y 1890 en las proximidades del Monasterio de la Encarnación. Se trata de un edificio de estilo neomudéjar que consta de una sala con un cuerpo central saliente adosado destinado a viviendas en la planta baja y con un depósito de pieles en el primer piso.
- Centro de congresos y exposiciones Lienzo Norte. Comenzado a construir en 2007, se finalizó su ejecución en abril de 2009. El edificio fue inaugurado oficialmente por los Reyes de España, Juan Carlos y Sofía, el 13 de enero de 2010.[305] Está diseñado por el arquitecto Francisco Mangado. Ha sido galardonado con el premio de arquitectura Chicago Athenaeum.[306]

## Cultura

### Dotaciones culturales
Museos

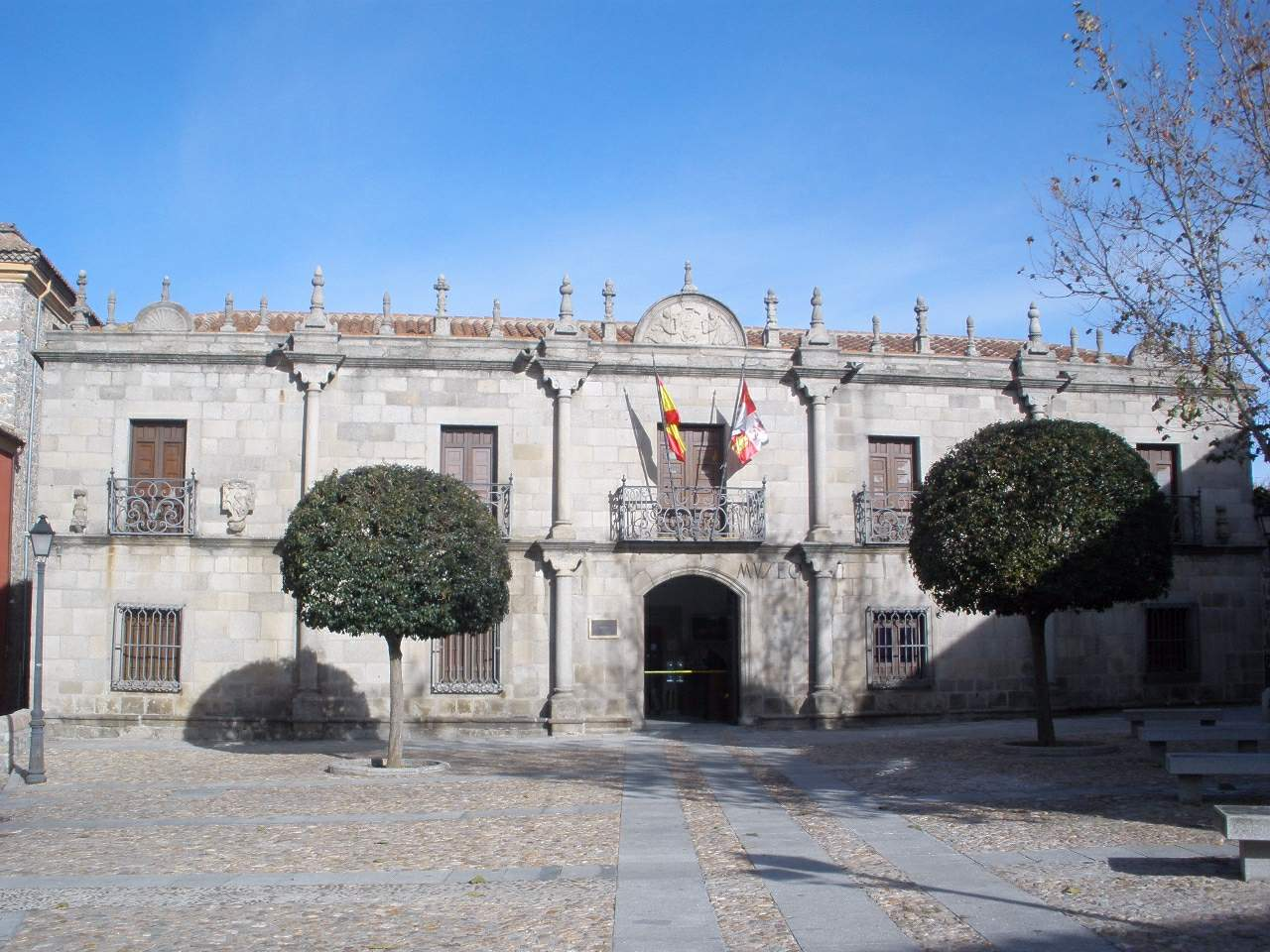
Casa de los Deanes, una de las dos sedes del Museo de Ávila

El principal museo de la ciudad es el Museo de Ávila, inaugurado en 1911. En el año 1968 adquirió identidad de Museo Provincial. Está gestionado por la Junta de Castilla y León desde 1987. El museo consta de dos localizaciones: la Casa de los Deanes, un palacio renacentista del siglo XVI que funciona como sede principal y la iglesia de Santo Tomé, levantada originalmente en el siglo XII, que se utiliza como almacén visitable. Las colecciones se engloban en tres grandes secciones: una representativa de la cultura rural de la provincia, otra que recoge piezas halladas en territorio abulense desde la Prehistoria hasta el siglo XIX y finalmente una dedicada exclusivamente a piezas arqueológicas encontradas en excavaciones urbanas de la ciudad de Ávila.
En el interior de la catedral de Ávila, está instalado el museo de la Catedral, que alberga una exposición de arte religioso. En el convento de la Encarnación también existe una exposición permanente, que muestra diversos testimonios históricos de Santa Teresa de Jesús así como diversas piezas de arte religioso. También conserva piezas relativa a la vida y obra de San Juan de la Cruz. En la cripta del convento de Santa Teresa se localiza museo de Santa Teresa, que expone la obra y vida de la santa, así como diversas piezas de arte religioso.

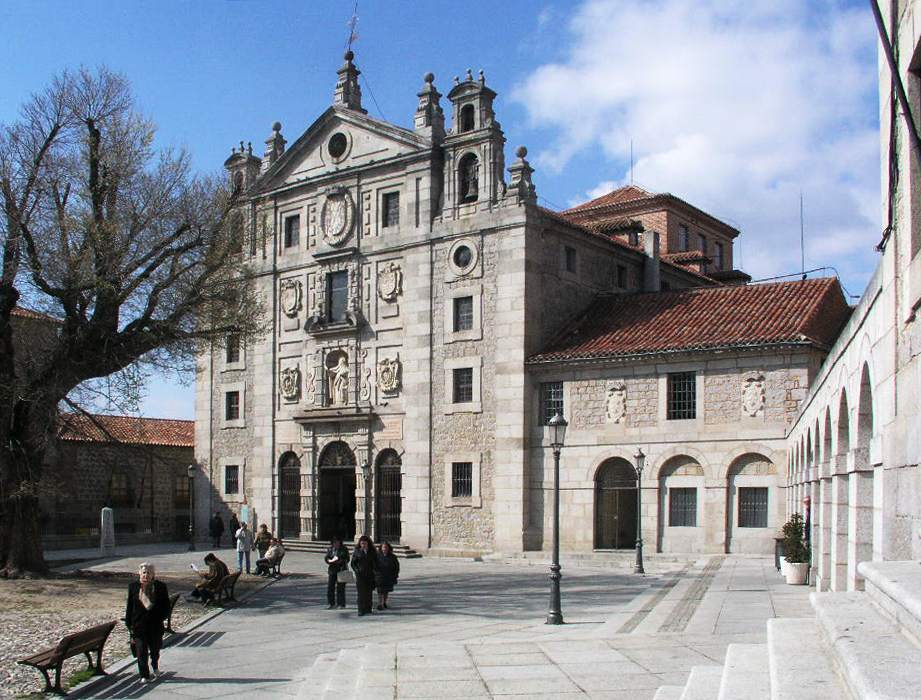
Convento de Santa Teresa

En el interior del monasterio de Santo Tomás se mantienen varios museos, como el de Arte Oriental y el de Ciencias Naturales. El museo de Arte Oriental fue inaugurado en el año 1964, está situado en el tercer claustro del monasterio de Santo Tomás y alberga una colección variada de piezas de Japón, Vietnam, Filipinas y China. El de Ciencias Naturales alberga una colección de ejemplares zoológicos que formaban parte del antiguo gabinete de historia natural de la orden dominicana del monasterio.
La ciudad cuenta así mismo con el Museo Caprotti, ubicado en el palacio de Superunda, que alberga la obra del pintor italiano Guido Caprotti, afincado en Ávila desde 1916.
Exposiciones
Existen igualmente diversas salas de exposiciones, como la sala del Agua, la sala del Torreón de los Guzmanes, la sala de la Diputación y la sala del Episcopio. Durante el año 2004 la catedral acogió la exposición Testigos de la fundación «Las Edades del Hombre», con lo mejor del arte sacro castellanoleonés. Esta exposición se prolongó a lo largo de 223 días y recibió un total de 859859 visitantes. Durante el año 2006 se llevó a cabo la exposición «Las dos orillas», conmemoración del V centenario de la muerte de Cristóbal Colón. Durante el verano se puede acceder a visitas nocturnas a la muralla, que son guiadas y teatralizadas los fines de semana. En estas se cuenta parte de la historia de la construcción de las murallas y de la ciudad.
Bibliotecas

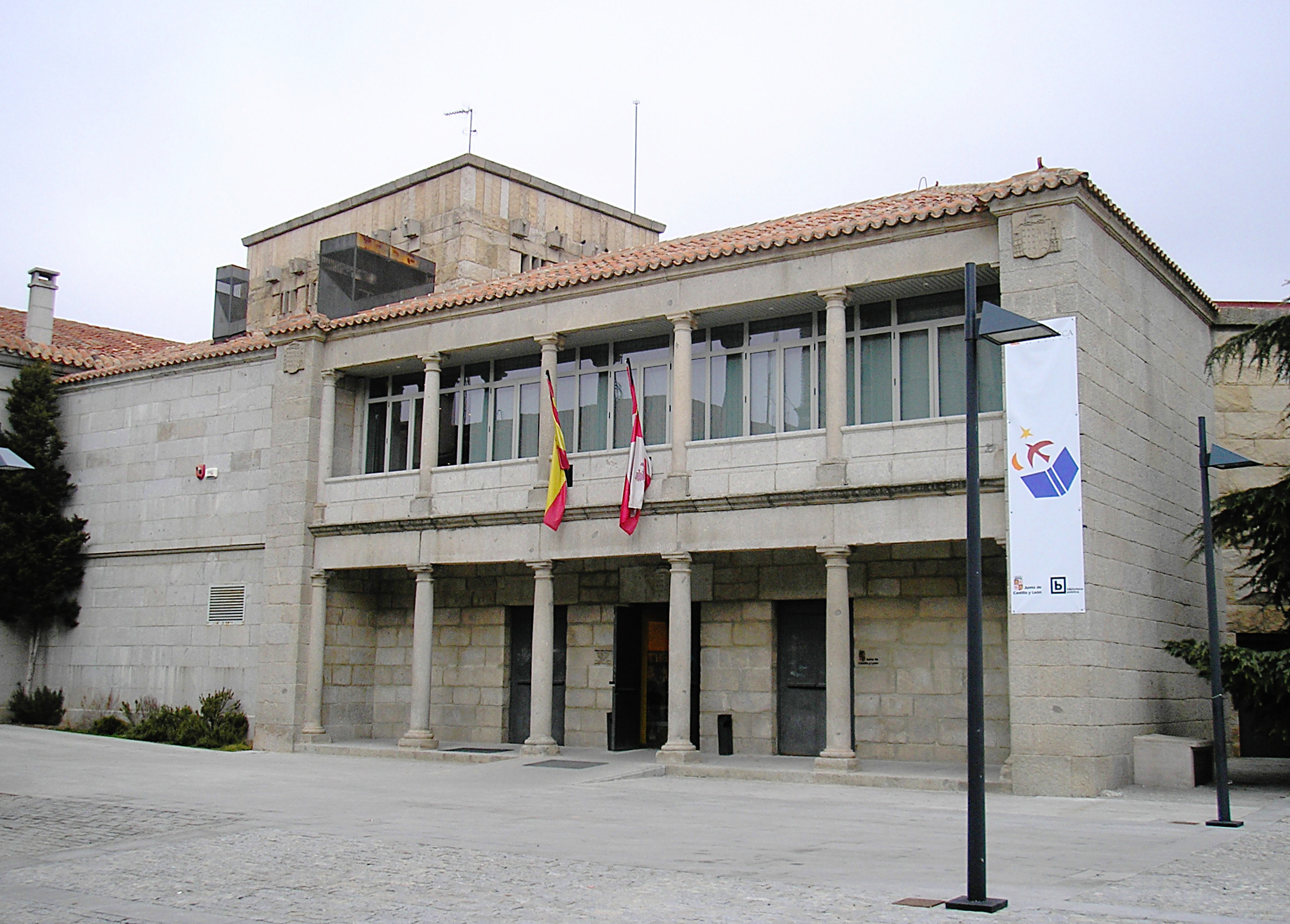
Biblioteca pública situada en el solar del antiguo Palacio del Rey Niño

La ciudad dispone de cuatro bibliotecas públicas: la biblioteca pública de Ávila —en la plaza de la Catedral—, la biblioteca José Jiménez Lozano —en la avenida de la Inmaculada—, la biblioteca Posada de la Feria —plaza de la Feria— y la biblioteca Olegario González de Cardedal —en la calle Don Jesús Jiménez—.
Cines
Los cines comerciales de la ciudad son las salas de cine «Estrella», en el centro «Comercial el Bulevar», con seis salas. Durante un tiempo existió el cine conocido como «Tomás Luis de Victoria» situado en la calle Lesquinas. También hay salas en las que se pueden hacer proyecciones, entre otras la del «Auditorio Municipal de San Francisco» y la del «Episcopio».

### Fiestas

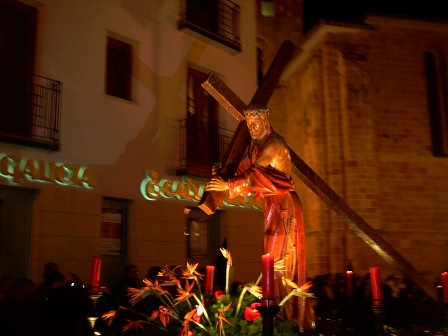
Semana Santa abulense: Cristo de las Batallas (Miércoles Santo)

Las fiestas patronales de Ávila son las de Santa Teresa de Jesús, el 15 de octubre, y San Segundo, el 2 de mayo. Las fiestas de verano de la ciudad tienen lugar durante la segunda quincena de julio. También es patrona de Ávila la virgen de Sonsoles.
La Semana Santa en Ávila es considerada como de Interés Turístico Regional desde el año 1993 y como de Interés Turístico Nacional desde el año 2005. Desde 2014 hasta la actualidad es considerada como de Interés Turístico Internacional.

### Ferias y certámenes

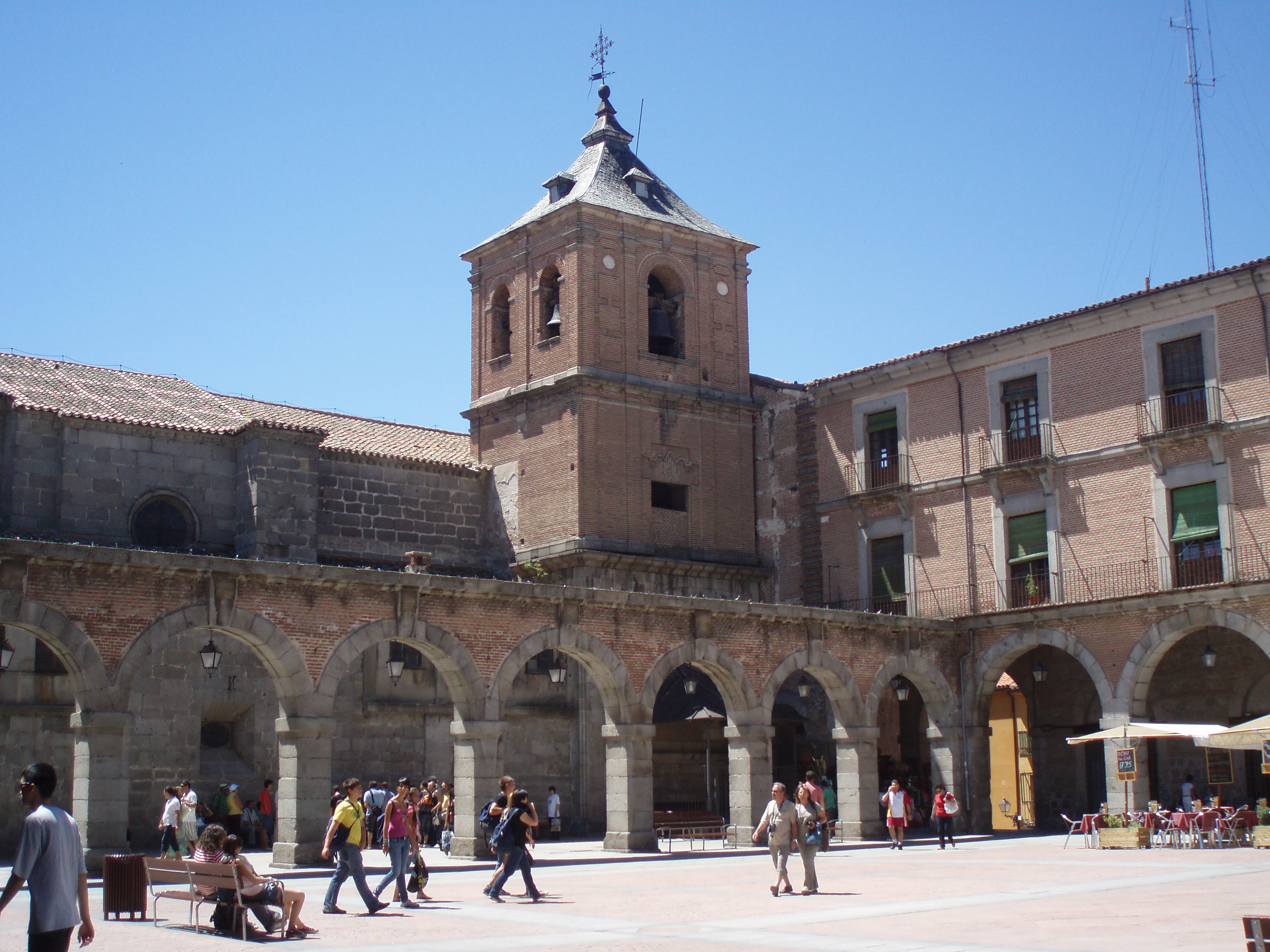
Plaza del Mercado Chico

- Mercado medieval: Durante el fin de semana posterior al primer viernes de septiembre de cada año tiene lugar un mercado medieval en el casco histórico de la ciudad. Se puede disfrutar de una ambientación, espectáculos y gastronomía propias del medievo. El lema bajo el que se celebra de «El mercado de las tres culturas» está referido a las principales culturas que han estado involucradas en la historia de la ciudad: cristiana, judía y musulmana.[325] Durante esta semana parte de la ciudad y muchos de sus habitantes se visten de época y se llevan a cabo pasacalles y espectáculos durante el día y la noche, en distintas zonas temáticas que cuentan con sus respectivas denominaciones: Barrio judío, Zoco árabe, Campamento militar/Arqueros, Mercaderes cristianos, Campamento medieval, Rincón infantil, Episcopio o Cetrería.[325]
- Festival de Teatro de Calle y Artes Circenses. Tiene lugar en temporada veraniega y se llevan a cabo distintos espectáculos callejeros, de índole gratuita.[326]
- Arteávila. Se trata de un certamen anual de artesanía. Tiene lugar durante el mes de agosto en el paseo del Rastro y es organizado por la Asociación de Artesanías Varias de Ávila (ADAVA).[327][328][329]
- E Boca. Muestra de vino y productos de la tierra, está promovida por la Asociación de Sumilleres de Ávila (ASA), y en el año 2013 se desarrolló durante el mes de febrero.[330][331]
- Feria del Libro Antiguo y Ocasión. Certamen ferial anual, es organizado por la Asociación del Libro Viejo y Antiguo de Castilla y León (ALVACAL). Tiene lugar en la plaza de Italia o en el paseo del Rastro.[330][332][333]

### Tauromaquia
La plaza de toros de Ávila, de segunda categoría, está situada en el sur de la ciudad, junto al estadio Adolfo Suárez, y cuenta con un aforo de 8491 espectadores. Desde el año 2013 es gestionada por la empresa «Por Naturales S. L.», que sustituyó en este cometido a «Servicios Taurinos del Duero, S.L.». En verano de 2013 torearon en la plaza figuras como Julián López El Juli y Miguel Ángel Perera.

### Gastronomía

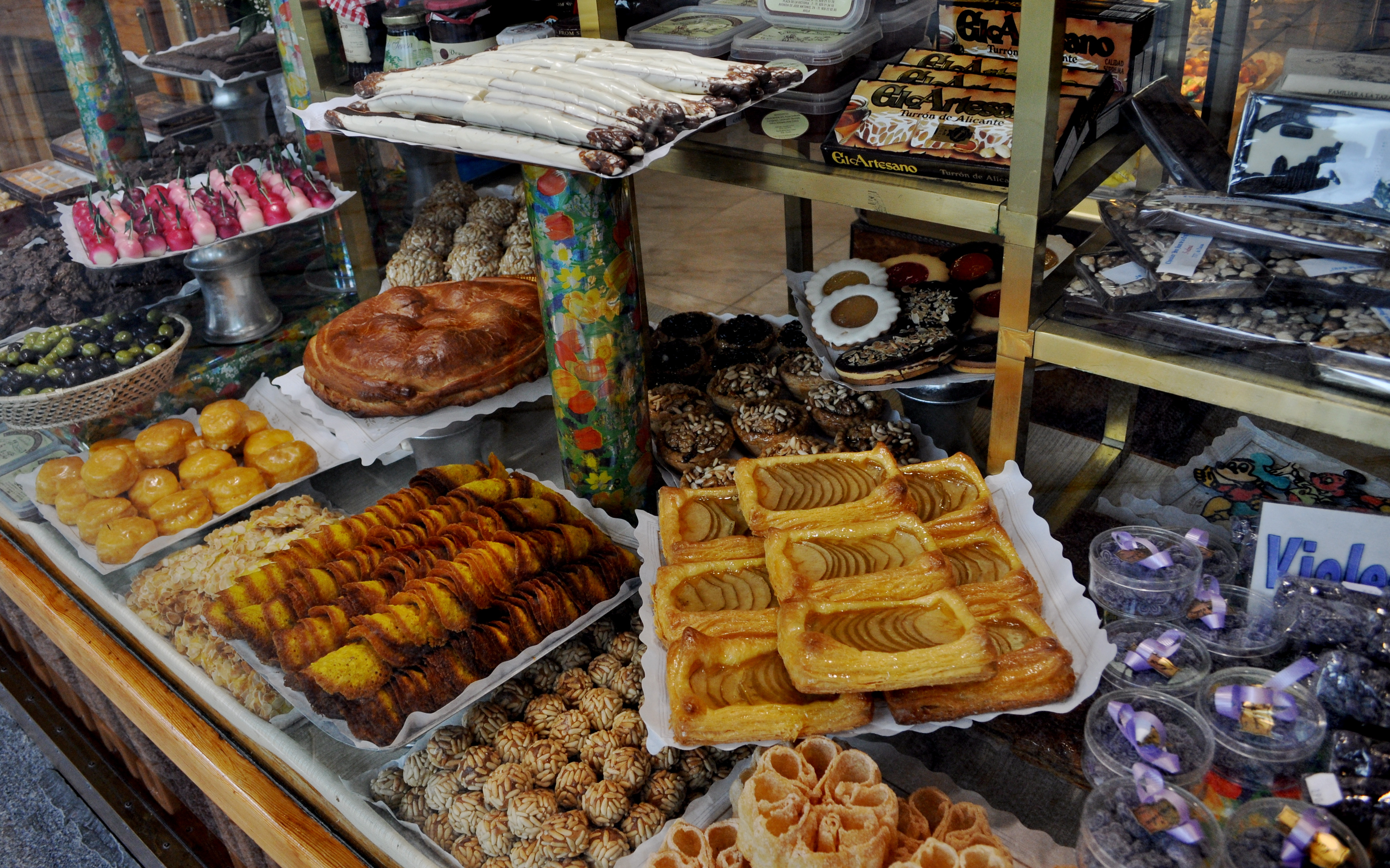
Establecimiento con productos típicos de la ciudad

Son característicos en las mesas abulenses los platos de judías del Barco, el chuletón de Ávila, las patatas revolconas y las yemas de Santa Teresa. También son típicos de la ciudad el hornazo, bollo de pan relleno de chorizo, tocino, lomo y huevo, las mollejas de ternera o el cochinillo (denominado tostón asado), cuchifrito en la capital y al horno en Arévalo.
- Yemas de Ávila. Este dulce típico de la ciudad es fabricado en la pastelería tradicional «La Flor de Castilla» con el nombre de «Yemas de Santa Teresa». El resto de pastelerías de la ciudad también lo fabrican pero bajo la denominación genérica de «Yemas de Ávila» o simplemente «Yemas». Se elaboran como su propio nombre indica a partir de la yema de huevo.[338][339][340]
- Chuletón de Ávila. Se trata de un gran chuletón de ternera a la parrilla y poco hecho. Se puede disfrutar en cualquier punto hostelero de la ciudad. El chuletón es de ternera avileña, raza autóctona de ejemplares negros y de excelente carne. La carne de Ávila tiene indicación geográfica protegida.[161][341]

### Ávila en la cultura
Ávila en la literatura

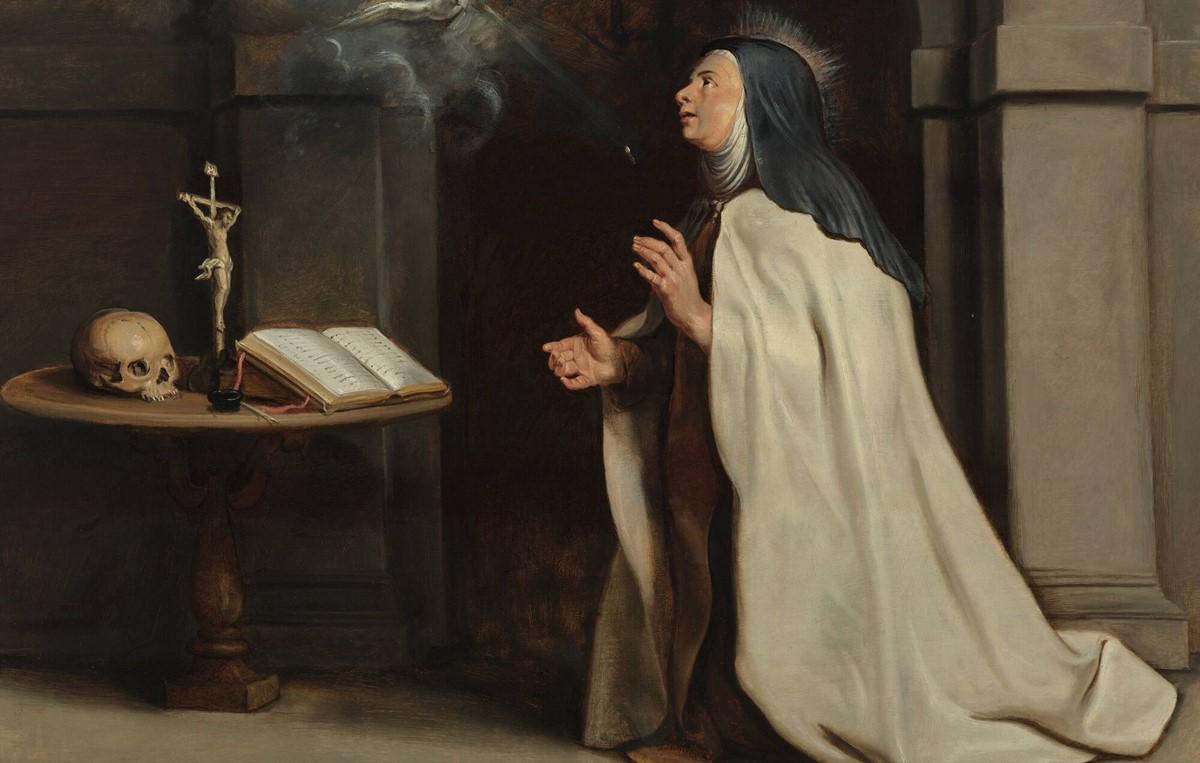
Santa Teresa de Jesús, obra de Peter Paul Rubens.

Dos de las figuras claves en la historia de Ávila son las de los místicos del siglo XVI Santa Teresa de Jesús y San Juan de la Cruz, que pasaron buena parte de su vida en la ciudad y en la que escribieron parte de su obra literaria.
La escritora irlandesa Kate O'Brien escribió numerosas obras en las que abordaba la temática de la ciudad abulense. En Adiós, España (1937) dedicó un capítulo a la ciudad y en su novela Mary Lavalle (1936) también aparecen referencias al paisaje nevado de Ávila en invierno. O'Brien continuaría con las alusiones a la ciudad en su obra Esa Dama (1946) para finalmente en 1951 escribir Teresa de Ávila, una biografía de Santa Teresa de Jesús. Ávila fue lugar de veraneo para la escritora hasta que se desató la guerra civil española. La escritora volvería más tarde a la ciudad, para residir durante medio año, entre 1961 y 1962, en el hotel Jardín.

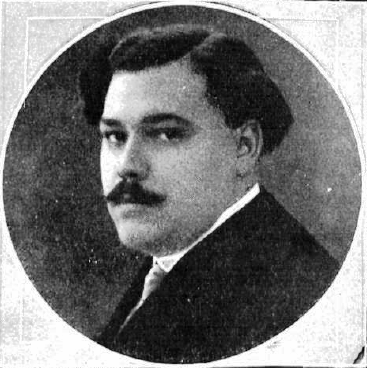
Alberto Insúa, escritor que retrató la ciudad en su obra En tierra de santos

El escritor novecentista español Alberto Insúa, nacido en Cuba, escribiría sobre la ciudad, escogiéndola como escenario de su novela En tierra de santos (1907).

¡Lo que es á ése!.. Pero, bromas aparte, es preciso cambiar de vida, don Alfredo. Desde mañana se viene usted conmigo á pasear por Ávila. Le enseñaré el valle Ambles, precioso, con sus montañas azules, que parecen una miniatura de las de Suiza. Daremos una vuelta al recinto amurallado y verá usted las reliquias de Santa Teresa: un dedo, un báculo y la suela de una sandalia, que usted besará devotamente. Le presentaré, si lo desea, á las tres hijas del señor Batalla, que quisieran ser suelas de sandalias, y le obligaré á intimar con el padre de las tres vírgenes, para que usted, él y yo discutamos como tres teólogos».
Alberto Insúa, En tierra de santos, 1907, p. 66.

Enrique Larreta, autor argentino adscrito al modernismo, incluyó a Ávila en pasajes de su obra La gloria de don Ramiro.

Cuando quedaron solos, el mancebo, enmudecido por las tumultuosas impresiones que jugaban con su ánimo, levantose nerviosamente y, acercándose á la ventana, abrió las maderas. Ávila, recubierta de nieve, resplandecía bajo el mágico claror de la luna como una ciudad de encantamiento».
Enrique Larreta, La gloria de don Ramiro, 1911, capítulo XXIII.

Miguel de Unamuno dedicaría a Ávila un capítulo —titulado Frente a Ávila— de su obra Andanzas y visiones españolas (1902). El escritor vallisoletano Miguel Delibes también inspiraría parte de su obra la ciudad, al ambientar su primera novela, La sombra del ciprés es alargada, en la Ávila de posguerra.
Ávila en el cine
Ávila, gracias a su muralla y su aspecto de ciudad medieval, ha sido escenario del rodaje de escenas de un gran número de películas. Entre estas destacan Reina Santa (1947), El caballero negro (1954), Orgullo y pasión (1957), Los viajes de Gulliver (The Three Worlds of Gulliver, 1960), Teresa de Jesús (1961), Golfus de Roma (1966), The Phynx (1970), Las estrellas están verdes (1973), Los señores del acero (1985), Extramuros (1985), Los alegres pícaros (1988), La sombra del ciprés es alargada (1990), El reino de los cielos (2005), Shevernatze, una epopeya marcha atrás (2007), Teresa, el cuerpo de Cristo (2007) o Adolfo Suárez, el presidente (2010).

### Medios de comunicación
La ciudad de Ávila cuenta con la publicación del Diario de Ávila, periódico español con un ámbito de difusión provincial cuyo origen se remonta a 1898. También existen distintas publicaciones en línea de noticias de la ciudad y la provincia, como son Tribuna Ávila, Ávila Digital —cerrado en febrero de 2012—, Ávilared y Gente en Ávila.
Durante el siglo XIX existieron otros periódicos, hoy desaparecidos, como pudieron ser El Porvenir Avilés, El Eco de la Verdad o El Eco del Comercio. Sin embargo la mayor parte de la prensa decimonónica contó con una difusión muy limitada, tratándose de proyectos económicamente inviables.
Ávila cuenta con distintas emisoras que informan de la actualidad de la ciudad y la provincia, como Cadena Ser Ávila o COPE Ávila, así como emisoras de ámbito estatal o autonómico como Radio Nacional de España, ABC Punto Radio, Vive! Radio, Kiss FM y Cadena Dial.
Las noticias de la ciudad y la provincia de Ávila son cubiertas por una cadena de televisión de ámbito autonómico, Radio Televisión de Castilla y León, que cuenta con dos canales de TDT, Castilla y León TV o bien «La 7 de CYLTV» y su canal hermano La 8 de CYLTV.

### Deporte
Instalaciones deportivas

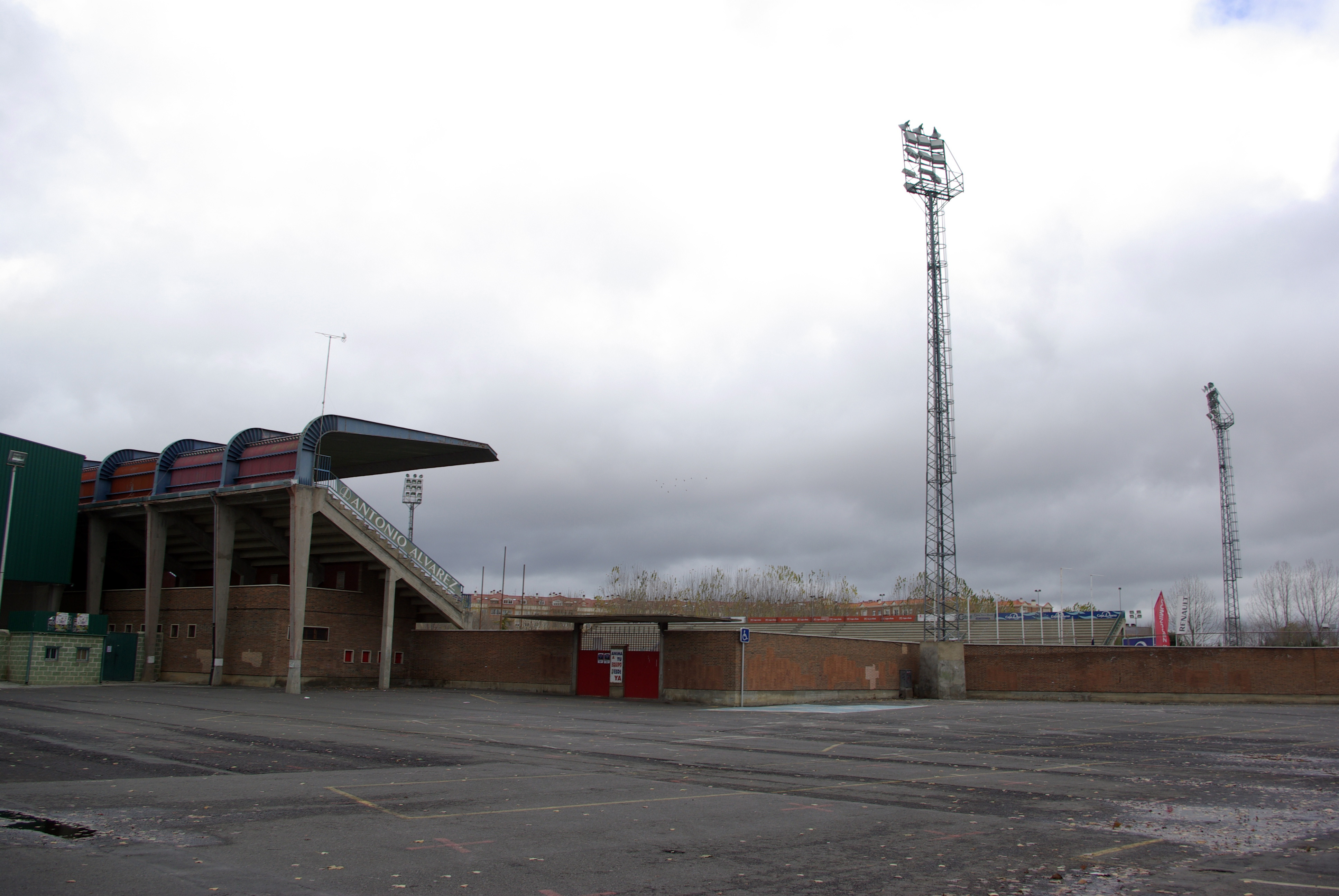
Estadio Municipal Adolfo Suárez

El complejo deportivo más importante de la ciudad es el Estadio Municipal Adolfo Suárez, con una capacidad de 6000 espectadores y destinado a la práctica del fútbol. Cuenta con un campo de hierba y otros dos de tierra. Es el estadio del Real Ávila C.F. desde 1976, año en que se inauguró.
En el noreste del núcleo urbano, junto al parque homónimo, se localiza el pabellón municipal de San Antonio, centro polideportivo. Dispone de canchas de baloncesto, balonmano, tenis, fútbol sala, voleibol, frontón y escalada. Al sur de la ciudad está situado el Centro de Usos Múltiples Carlos Sastre, pabellón polideportivo cercano al estadio Adolfo Suárez. Su inauguración tuvo lugar el día 30 de enero de 2009 con un partido amistoso entre el Óbila Club de Basket de la LEB Plata y el C. B. León de la LEB Oro. Cuenta con pistas de baloncesto, fútbol, tenis y voleibol.

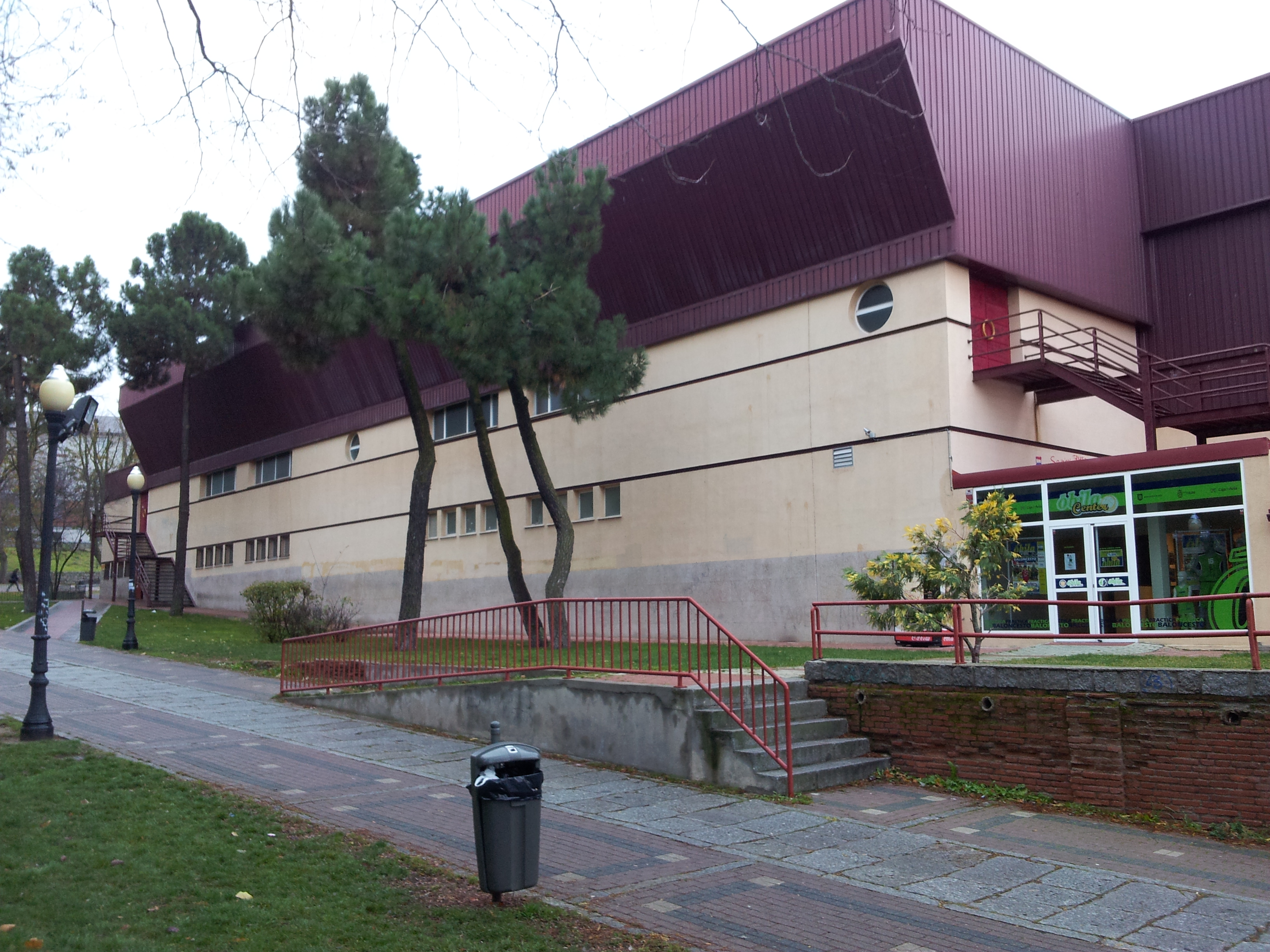
Pabellón Municipal de San Antonio

Al sureste de la ciudad, en la avenida de la Juventud, se encuentra la Ciudad Deportiva Municipal, zona polideportiva que dispone de instalaciones para la práctica de tenis, pádel, fútbol sala, balonmano, atletismo, fútbol y baloncesto, así como de varias piscinas. En la calle Padre Victoriano, al noreste de la ciudad, se encuentra la Ciudad Deportiva Zona Norte, zona polideportiva con instalaciones para la práctica de fútbol, fútbol sala, baloncesto, voleibol, tenis y natación.
Fuera de la ciudad se encuentran el Club Casino Abulense y Naturávila. El primero se trata de una zona polideportiva —en el término municipal de Martiherrero— que cuenta con instalaciones para la práctica de baloncesto, frontón, fútbol sala, fútbol, golf, natación, pádel, tenis, ping-pong y vóley playa. Naturávila es un complejo polideportivo situado al sureste de la ciudad, en la carretera AV-503. Dispone de instalaciones para la práctica de golf, equitación, tiro olímpico, tiro con arco, baloncesto, balonmano, voleibol, fútbol sala, fútbol, pádel, tenis y natación.
Eventos deportivos
Ávila ha sido un punto de paso clásico en la Vuelta a España de ciclismo. La ciudad acogió por primera vez esta competición en 1971, con dos etapas. Desde esa fecha hasta 2012 la ciudad nunca estuvo más de tres años sin entrar en el recorrido de la Vuelta. En 1996 Ávila estuvo presente en cuatro etapas de esta, algo insólito.
En Ávila también se celebra uno de los concursos hípicos nacionales más importantes de España, siendo un concurso de salto de 4 estrellas (CSN****). Este concurso es un memorial al Jinete Jaime Gabarrón.
Entidades deportivas
- Real Ávila C.F. Equipo de fútbol, disputa los partidos en el estadio Adolfo Suárez. En el año 2013 jugaba en el grupo VIII de la Tercera División española.[373]
- Óbila Club de Basket. Equipo de baloncesto, en el año 2013 jugaba en LEB Plata.[374] Disputa sus partidos en el polideportivo Carlos Sastre.
- Club Deportivo Ávila Vóley: Equipo de voleibol, jugó en la máxima categoría de voleibol femenino en España, la Superliga. En el año 2006 se anunció su desaparición por problemas económicos.[375]

## Ciudades hermanadas
La ciudad de Ávila participa en la iniciativa de hermanamiento de ciudades promovida, entre otras instituciones, por la Unión Europea. A partir de esta iniciativa se han establecido lazos con las siguientes localidades:
- Villeneuve-sur-Lot (Francia, en 1984)[376][377][378]
- Rueil-Malmaison (Francia)[376][377][378]
- Morelia (México, en 2021)[379]